# Provincia de Los Santos

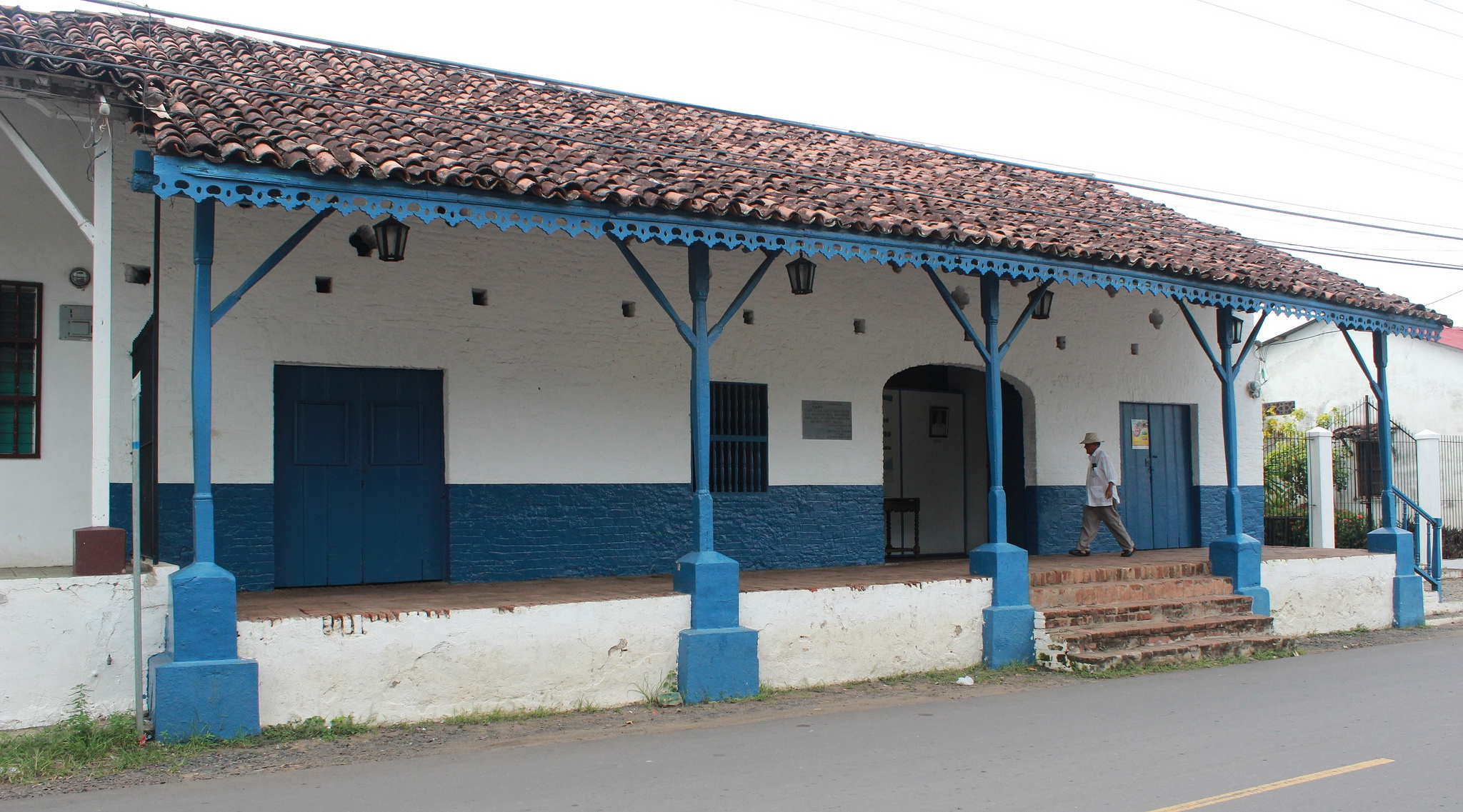
Museo de la Nacionalidad, mostrando la arquitectura típica de Los Santos.

Los Santos es una provincia panameña, situada al sureste de la península de Azuero. Las Tablas es su capital y localidad más poblada. Está compuesta por los distritos de Los Santos, Guararé, Las Tablas, Macaracas, Pedasí, Pocrí y Tonosí. Con una superficie de 3 809,4 km² y una población de 95 540 habitantes, limita al sur y al este con el océano Pacífico, al norte con el océano Pacífico y la provincia de Herrera, y al oeste con la provincia de Veraguas, concretamente con el distrito de Mariato.
El marco geográfico es uno de los elementos que da singularidad y personalidad propia a Los Santos. Desde el punto de vista geográfico, podemos distinguir tres grandes áreas ambientales, conformadas por la interacción de los distintos factores físicos que inciden sobre el medio natural: la zona serrana dominada por el sector azuerense de las sierras de Azuero y Canajagua-que separan a Los Santos de Mariato-, una zona intermedia de colinas y valles fluviales, siendo los más importantes el de Tonosí, valle Rico y el del río La Villa, que separan a las tierras altas de Azuero de la tercera zona, constituida por las llanuras litorales y cuencas sedimentarias.
Los Santos está situada en el Arco Seco, nombre dado a la franja de tierra existente entre el golfo de Panamá y la cordillera Central que incluye áreas de las provincias de Coclé, Herrera y Veraguas en el sur del istmo de Panamá. Posee un clima tropical de sabana y de temperaturas moderadas, fuertemente influido por los vientos del océano Pacífico que chocan contra las montañas, y por la corriente de Humboldt. La precipitación media es de 1200 mm anual, lo que permite el crecimiento del bosque tropical seco y húmedo. Su mayor elevación se localiza en el pico de cerro Hoya con 1 559 metros, otros picos importantes son el cerro Cambutal (1 400 metros) y cerro Los Ñopos (1 068 metros).
En esta región se encuentran los asentamientos humanos más antiguos del istmo de Panamá. Formó parte de la región cultural del Gran Coclé en donde se desarrolló uno de los primeros estilos cerámicos de América. Los primeros europeos en explorar Los Santos fueron los castellanos en el año 1515 bajo el mando de Gonzalo de Badajoz. A la llegada de los europeos la región era regida por el cacique Antataura o Cutara, y era conocida como la Tierra del señor París o Parita del ngäbe Bäri-ta que significa Confederación de Pueblos, por tener bajo su dominio a otras seis provincias indígenas: Guararí, Quemá, Chiracoitia, Hueré, Guanata y Usagaña. La única provincia que no estaba bajo su dominio era la de Escoriá. Gaspar de Espinosa logró conquistar Pariba y anexarla al imperio español en el año 1516.
La moderna provincia de Los Santos se constituyó en enero de 1945 sustituyendo a la extinta provincia de Azuero de acuerdo al decreto de gabinete n.º 13, quedando su régimen territorial reglamentado por el capítulo segundo de la Ley 58 de 29 de julio de 1998, perdiendo el territorio de Quebro en dicho proceso.
La cultura santeña es fruto del paso de diferentes pueblos y civilizaciones que, con el tiempo, han ido conformando una identidad cultural particular. Estos pueblos, algunos muy diferentes entre sí, han ido dejando una impronta lentamente asentada entre los habitantes. Actualmente, cuenta con un índice de Desarrollo Humano Muy Alto de 0.800, el segundo lugar a nivel nacional.

## Toponimia
Como es común en la mayor parte de Panamá, la provincia ha tomado su nombre de su antigua capital, la Villa de Los Santos. Fundada el primero de noviembre de 1569, Día de Todos Los Santos, toma su nombre de esta celebración católica. El Día de Todos Los Santos es una tradición cristiana instituida en honor de Todos los Santos, conocidos y desconocidos, según el papa Urbano IV, para compensar cualquier falta a las fiestas de los santos durante el año por parte de los fieles. Tiene origen en la festividad celta del Samhain o Samaín. Los santos (< latín sanctus, -i; ['elegido por Dios']) son hombres o mujeres distinguidos en las diversas tradiciones religiosas por sus supuestas relaciones especiales con las divinidades.

## Medio físico

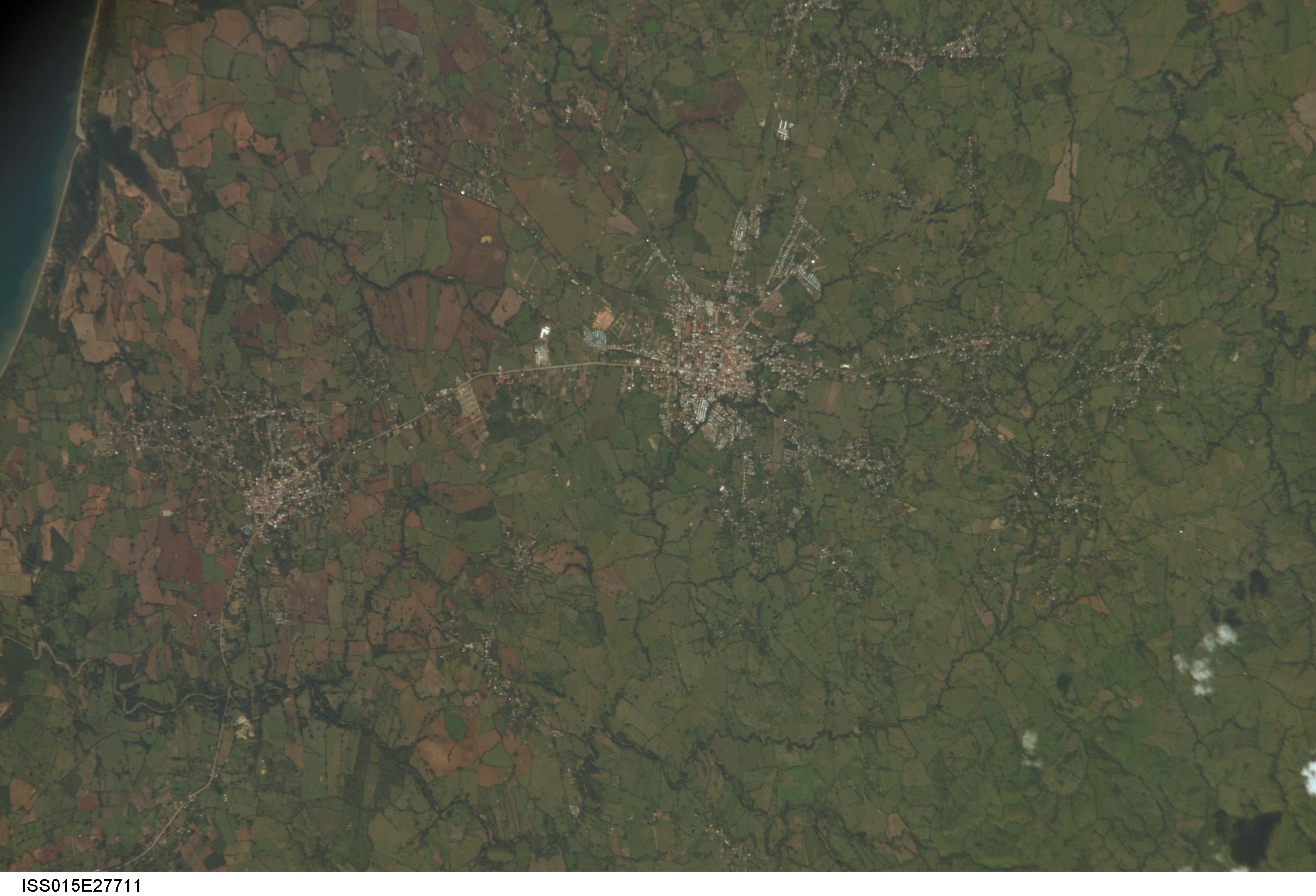
Vista satelital de la cabecera provincial y la extensa área ganadera circundante.

Uno de los elementos que da singularidad y personalidad propia a Los Santos es su marco geográfico. Situada en Panamá, ocupa la mayor parte de la península de Azuero y, fuera de ella, dos islas principales, la isla Iguana y la isla de Cañas, así como las pequeñas Islas Frailes del Norte e islas Frailes del Sur.
En extensión territorial es una de las provincias más pequeñas del país, cuenta con 3 809,4 km² y unos 214 km de costas.

### Ubicación
La provincia de Los Santos se localiza en la parte suroriental de la península de Azuero, en la costa pacífica de Panamá. Hacia el norte, el río La Villa ejerce de frontera natural con la vecina provincia de Herrera, si bien a ambos lados del río existe un mismo paisaje. Al Sur y al Este, el océano Pacífico pone fin a la provincia con una extensa zona de costas, que le confieren un importante carácter marino. Por último, al oeste limita con el distrito veragüense de Mariato, donde la sierra de Azuero juega el papel de frontera natural entre la costa del golfo de Montijo y el valle de Tonosí.
| Noroeste: Herrera        | Norte: Herrera       | Noreste: Océano Pacífico |
| Oeste: Veraguas          |                      | Este: Océano Pacífico    |
| Suroeste Océano Pacífico | Sur: Océano Pacífico | Sureste: Océano Pacífico |

### Clima

Tipos de clima según A. McKay

Si tomamos en consideración la clasificación climática Köppen, la provincia de Los Santos tiene un clima tropical de sabanas Awi. Siendo consecuente con ello, en las costas encontramos el bosque seco premontano, bosque húmedo premontano y el bosque seco tropical; situación que no impide que en las tierras altas se establezcan microclimas correspondientes a otro entorno ambiental, tales son los casos del Canajagua y de cerro Hoya.
Generalmente se distinguen dos estaciones, la seca y la lluviosa. La primera de ellas se extiende desde finales de noviembre hasta inicios de mayo, y la segunda, desde mayo hasta noviembre. En la práctica las divisiones entre ambas estaciones son cada vez más inciertas, caracterizándose la provincia por temperaturas que oscilan entre los 23 y los 32 °C en las costas, con mínimas de 14 °C en la región montañosa. Las precipitaciones se sitúan en torno a 1000 mm anuales en la costa, aumentando los valores en las zonas montañosas hasta los 4.000 mm, lo que permite la presencia de bosques nublados.
| Parámetros climáticos promedio de Estación El Ejido - Los Santos | Parámetros climáticos promedio de Estación El Ejido - Los Santos | Parámetros climáticos promedio de Estación El Ejido - Los Santos | Parámetros climáticos promedio de Estación El Ejido - Los Santos | Parámetros climáticos promedio de Estación El Ejido - Los Santos | Parámetros climáticos promedio de Estación El Ejido - Los Santos | Parámetros climáticos promedio de Estación El Ejido - Los Santos | Parámetros climáticos promedio de Estación El Ejido - Los Santos | Parámetros climáticos promedio de Estación El Ejido - Los Santos | Parámetros climáticos promedio de Estación El Ejido - Los Santos | Parámetros climáticos promedio de Estación El Ejido - Los Santos | Parámetros climáticos promedio de Estación El Ejido - Los Santos | Parámetros climáticos promedio de Estación El Ejido - Los Santos | Parámetros climáticos promedio de Estación El Ejido - Los Santos |
| Mes                                                              | Ene.                                                             | Feb.                                                             | Mar.                                                             | Abr.                                                             | May.                                                             | Jun.                                                             | Jul.                                                             | Ago.                                                             | Sep.                                                             | Oct.                                                             | Nov.                                                             | Dic.                                                             | Anual                                                            |
| ---------------------------------------------------------------- | ---------------------------------------------------------------- | ---------------------------------------------------------------- | ---------------------------------------------------------------- | ---------------------------------------------------------------- | ---------------------------------------------------------------- | ---------------------------------------------------------------- | ---------------------------------------------------------------- | ---------------------------------------------------------------- | ---------------------------------------------------------------- | ---------------------------------------------------------------- | ---------------------------------------------------------------- | ---------------------------------------------------------------- | ---------------------------------------------------------------- |
| Temp. máx. media (°C)                                            | 33.6                                                             | 34.1                                                             | 34.8                                                             | 35.4                                                             | 35.4                                                             | 34.4                                                             | 34.0                                                             | 34.3                                                             | 34.0                                                             | 33.8                                                             | 33.5                                                             | 33.3                                                             | 35.4                                                             |
| Temp. mín. media (°C)                                            | 18.8                                                             | 19.2                                                             | 19.9                                                             | 21.0                                                             | 22.0                                                             | 21.7                                                             | 21.1                                                             | 21.2                                                             | 21.0                                                             | 21.2                                                             | 20.5                                                             | 19.7                                                             | 19.2                                                             |
| Precipitación total (mm)                                         | 6.9                                                              | 0.2                                                              | 2.7                                                              | 19.2                                                             | 133.3                                                            | 119.6                                                            | 98.5                                                             | 108.1                                                            | 132.6                                                            | 194.4                                                            | 105.3                                                            | 30.3                                                             | 851.1                                                            |
| Fuente: Empresa de Transmisión Eléctrica, SA                     |                                                                  |                                                                  |                                                                  |                                                                  |                                                                  |                                                                  |                                                                  |                                                                  |                                                                  |                                                                  |                                                                  |                                                                  |                                                                  |

### Geología
Las rocas más antiguas de Panamá hasta ahora conocidas se localizan en el extremo suroeste de la península de Azuero, región que abarca parte del parque nacional Cerro Hoya en Los Santos. Según estudios de la edad radiométrica de las rocas magmáticas de Panamá, en Azuero se han encontrado rocas del grupo cuarzo-diorita con una edad aproximada de 69 millones de años. 
Los Santos forma parte de la península de Azuero, la cual se formó durante la era Mesozoica y cenozoica, como parte del complejo marginal de Azuero. Las capas superiores de la península están cubiertas por secuencias sedimentarias transgresivas del período Campaniense y Maastrichtiense. Es aceptado que dicho proceso se inicia con la formación de un arco insular volcánico en el margen de una meseta oceánica en el Pacífico, la cual se preserva en las costas de la península. Se trata de una meseta oceánica del período Coniaciense-Santoniense temprano la cual dio origen a las bases de la península. El proceso se inició a raíz de la subducción de rocas ígneas a lo largo del margen de la península, probablemente asociadas a Sudamérica y en menor medida a América Central, durante el Campaniense, el cual define a la recientemente identificada meseta de Azuero. Esta meseta funcionó como núcleo para el acrecimiento a partir de mesetas oceánicas adicionales, cimas volcánicas e islas oceánicas con origen en el Pacífico. Las islas volcánicas tienen su origen en el punto caliente de las islas Galápagos, al cual se asoció probablemente en el paleoceno Maastrichtiense, con presencia de rocas basálticas del paleógeno y rocas de las Galápagos de uno 39 millones de años. Aún se preservan los restos de las principales islas oceánicas paleogénicas en punta Blanca y cerro Hoya, cuya formación se inició como consecuencia del proceso de acreción ya mencionado.
Además, durante el cretácico tardío y terciario temprano se forma la cuenca sedimentaria de Tonosí. Las dos cuencas más importantes de la región están tapizadas por sedimentos que datan del terciario, especialmente de calizas en el río Tonosí y lititas, conglomerados y areniscas en el río La Villa.
Geológicamente, Los Santos, está limitado al sur por el cinturón deformado del Sur de Panamá, con el cañón de Azuero a pocos kilómetros de la costa. Las principales fallas tectónicas son la falla de Azuero-Soná y la de Tonosí.

### Relieve

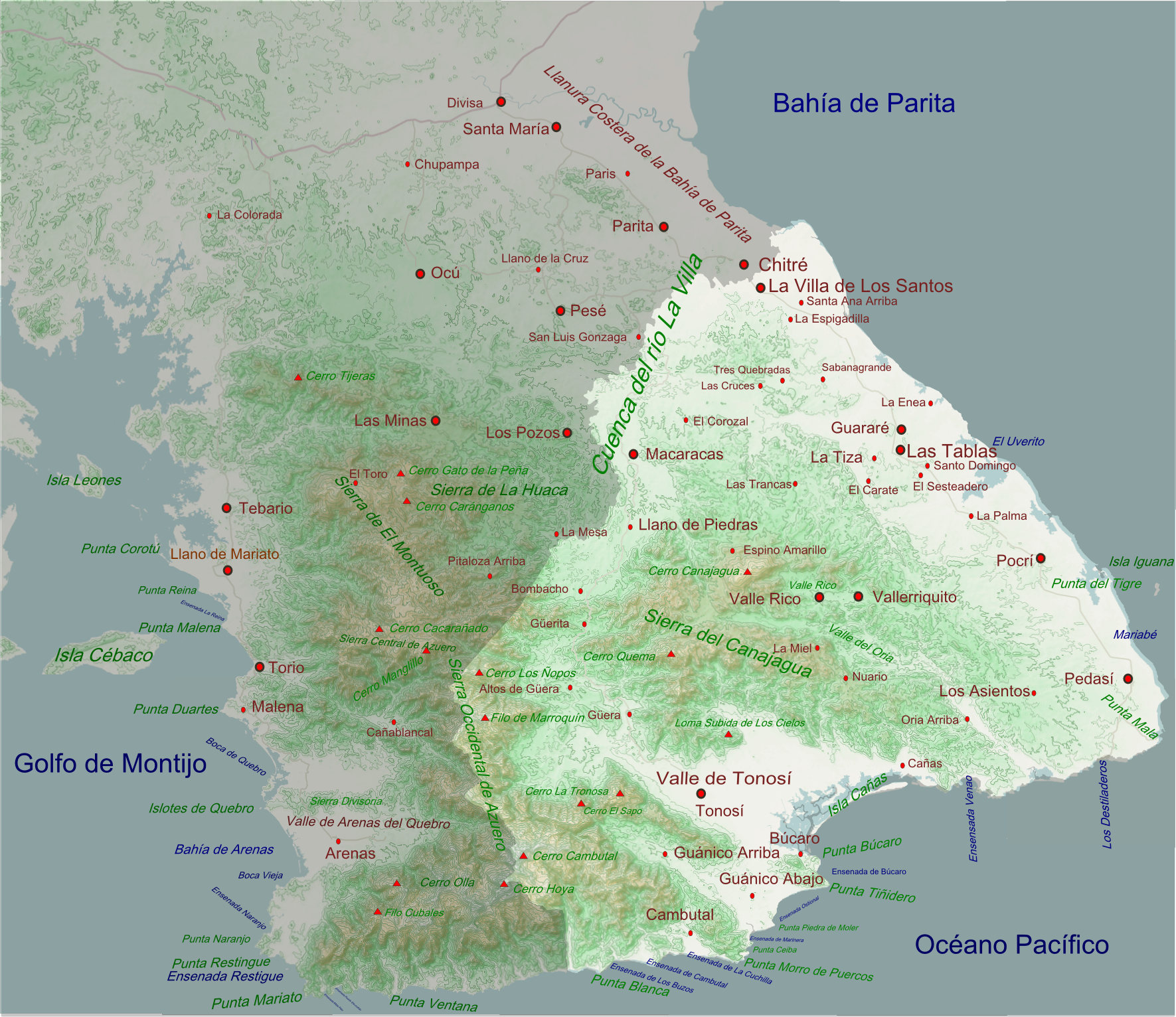
Relieve de Los Santos

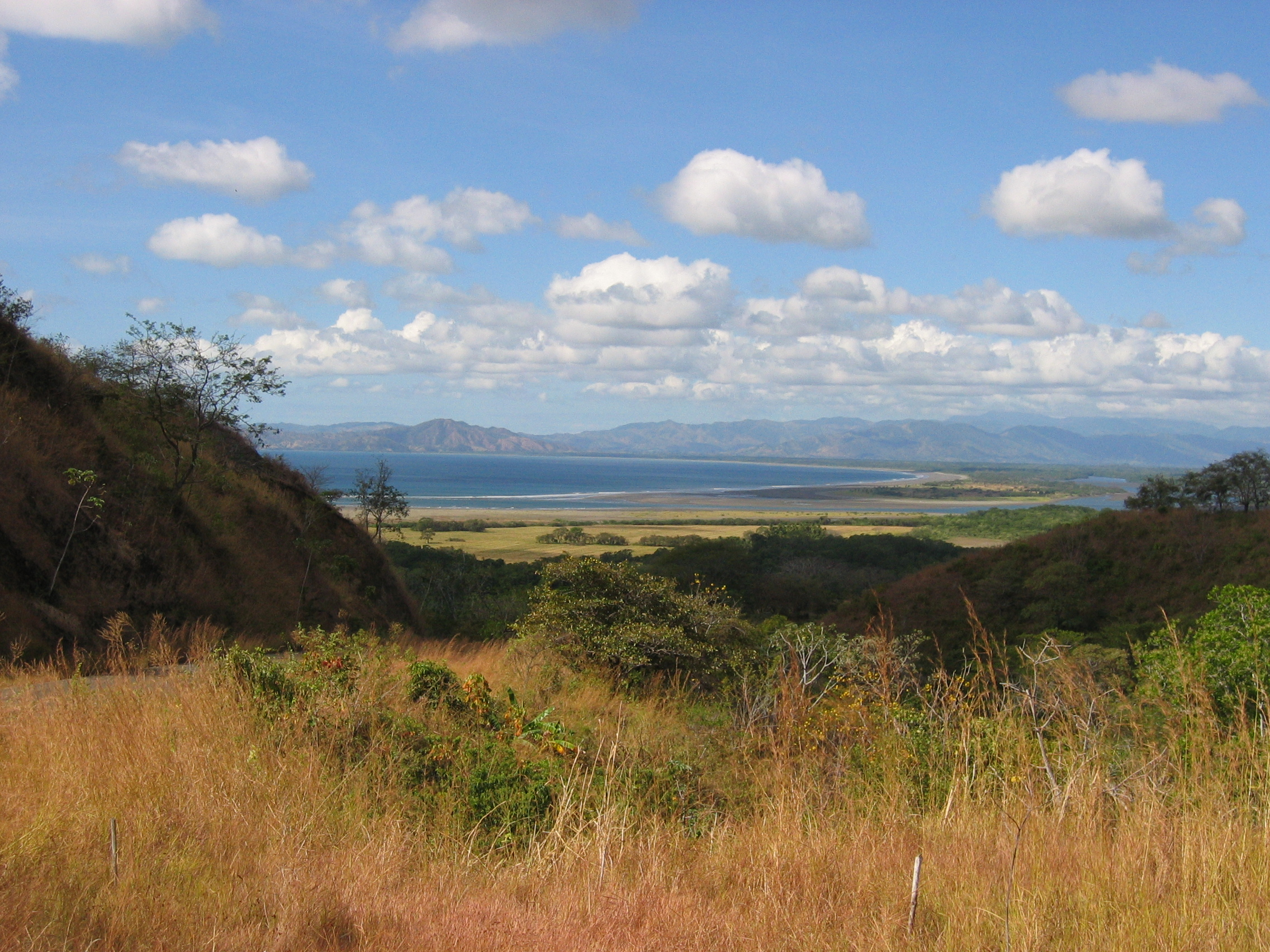
Costa de Pedasí en playa Venado

El relieve es uno de los principales factores que configura el medio natural. Las alineaciones montañosas y su disposición tienen especial incidencia en la configuración del clima, la red fluvial, los suelos y su erosión, los pisos bioclimáticos e incluso va a tener influencia en la forma de aprovechamiento de los recursos naturales.
En la provincia de Los Santos, al ubicarse en la península de Azuero, podemos localizar tres regiones morfoestructurales, que se caracterizan por las elevaciones que presenta. En el relieve santeño pueden diferenciarse claramente tres zonas: la zona serrana dominada por el sector azuerense de las sierras: Occidental de Azuero y la Oriental de Azuero. Las sierras son una prolongación de la cordillera Central que se extienden en dirección sur hasta extinguirse en las áreas costeras de Búcaro y Cañas. Existen pocos valles, destacándose entre ellos el de Tonosí y el valle Rico. Una zona transicional de cerros bajos y colinas agrupadas principalmente en la parte central suroeste de la provincia. Existe una tercera zona en las regiones bajas costeras con planicies litorales y cuencas sedimentarias, donde predominan los relieves alomados que forman parte del piedemonte de la cordillera.
En cuanto a las costas azuerenses, el litoral pacífico se caracteriza por un predominio abrumador de playas y costas bajas; con presencia de algunos acantilados sobre todo en la zona sur de la sierra de Azuero en Tonosí.
La costa azuerense, compartida con la vecina provincia de Herrera hasta la desembocadura del río Santa María, baña el sur de la provincia. Los acantilados son escasos en la provincia, siendo los manglares y pequeñas formaciones dunares el elemento más característico del relieve costero. Las playas son de tipo disipativo, de arena fina y dorada en el sur y más oscuras al norte, con variaciones anuales en la línea costera que pueden ser marcadas debido a los temporales invernales.
El carácter disimétrico del relieve azuerense es tal que va a configurar una división natural entre el Alto y el Bajo Azuero, sobre la base de las principales unidades del relieve:
- Cordillera oriental de Azuero o Sierra del Canajagua, ocupa casi la mitad de la península de Azuero y se repliega y abulta hacia el sureste, extendiendo ramales hacia Punta Mala y Mariato.[33]

- Cordillera Occidental de Azuero o Sierra de Azuero, está localizada entre las provincias de Herrera, Los Santos y el distrito de Mariato. Cerro Hoya, con una altura de mil 559 metros sobre el nivel del mar, es el punto más alto de Azuero y de la provincia. Desde su cima se puede observar el Valle de Arenas y la isla de Coiba. Otros picos importantes son el cerro Los Ñopos, Filo de Marroquín, cerro La Tronosa y cerro Cambutal.

### Hidrografía

Ríos y cuencas de Los Santos

Por Los Santos discurren ríos de la vertiente pacífica que desembocan en el golfo de Parita, golfo de Montijo y directamente en el océano Pacífico. Estos últimos suelen ser más cortos, más estacionales y con más pendiente media, lo que provoca unos estuarios menos extensos y valles menos propensos a la agricultura.
Los aspectos hidrográficos de Los Santos se encuentran relacionados con la presencia y dominio de las sierras del sur de la península de Azuero. En general la hidrografía, así como toda la red conformada por todos los grandes ríos, riachuelos y cauces superficiales temporales, están limitados por los tres bloques montañosos existentes en la península, que a continuación se describen: El bloque montañoso del Montuoso, el bloque montañoso de El Cacarañado-Cerro Hoya y el bloque montañoso del Canajagua-Cerro Quema.
En la provincia de Los Santos se encuentran de oeste a este cuatro ríos importantes que desembocan en el golfo de Parita y/o al Panamá: el río La Villa, Guararé, Mensabé y Purio. En la vertiente Sur destaca el río Tonosí y el Oria que desembocan directamente al océano Pacífico. La red hidrográfica se caracteriza por tener cursos de agua de poco trayecto, al ser ríos que deben salvar fuertes desniveles y alcanzan mucha velocidad y un poder erosivo elevado, hoy disminuido por la intervención humana en la creación de embalses.
La provincia santeña reparte su territorio entre dos cuencas hidrográficas: La cuenca del río La Villa con un área de 1,284.3 km² y unos 117 km de longitud, y la cuenca del río Tonosí con 716,8 km² y una longitud de 91 km.

## Ecología

### Flora y Fauna
Flora

Zonas de vida según Holdridge

Los Santos, biogeográficamente hablando, forma parte del Reino Neotropical, concretamente de la provincia del Occidente del Istmo de Panamá, subregión Caribeña, y está formada por dos sectores fitogeográficos: el sector de los bosques secos de Panamá y el sector de los bosques húmedos del Pacífico de Panamá. Estos sectores pertenecen a otras tantas provincias o subprovincias corológicas americanas. En cuanto a la costa santeña, forma parte de la región de Bahía de Panamá, que posee la mayor cobertura de manglares de la provincia biogeográfica.
A rasgos generales, la vegetación típica de Los Santos es el bosque seco tropical y bosque seco premontano caracterizado por vegetación de hoja perenne y caducifolia, adaptada al largo período estival de sequía y el bosque húmedo tropical que se puede clasificar como semi-caducifolio, en substratos volcánicos del oligoceno. Podemos estratificar a este tipo de bosque de acuerdo a su altitud dentro de la sierra de Azuero, como bosque muy húmedo premontano, bosque muy húmedo tropical, bosque pluvial premontano, bosque muy húmedo montano bajo y bosque pluvial montano bajo con hábitats diferenciados por el microclima que crea las diferencias altitudinales.
Las especies climácicas y dominantes en el bosque tropical húmedo son la caoba, espavé, guayacán, cuipo, apamate, pochote, ceiba y barrigón.
En el bosque tropical seco son abundantes el zorro, cedro amargo, laurel, cocobolo, guásimo, quira, guayacán, pochote, caoba var humilis, guapinol, apamate, amates, corotú, entre otros. En los estratos intermedios podemos encontrar al jobo, madroño, toreta, el uvito, el cortezo, malagueto macho, guachapalí, caraño, mamey, caimito, guaba cansa boca, olivo, encino, trompito, harino, corozo, chacaj, cañafístula, arcabú, palo de la cruz, espino amarillo, muñeco, totumo, macano, acacia roja, María, pino y la Palma Real.
El sotobosque dominante está compuesto por especies leñosas de tipo espinoso, caducifolias y aromático, entre las que predominan el mostrenco, el cachito, rosetillo y especies herbáceas como las begoniacias cuaresmera, bejuco de monte, faragua, hinojos, el romero, el chumico, y las enredaderas son muy típicas de Los Santos.
En lo que se refiere a la vegetación asociada a la zona costera y de marismas, son de especial interés especies de mangle, entre los que predomina el mangle blanco, mangle rojo, mariangola, mangle salado y el mangle botón. En la costa santeña se encuentra el principal arrecife coralino del Pacífico centroamericano.
También son muy apreciados los árboles frutales como el mango, marañón, chicozapote, caimito, cocotero, naranjo, guineo cuadrado, nance, guayaba, limonero, ananás, jocote, tamarindo, higo, almendro de montaña, almendro, mamón y otros.
El bosque santeño está muy alterado por el largo proceso de ocupación histórica, las roturaciones de las mejores tierras para el cultivo e incendios, lo cual ha creado que el potrero sea la principal característica de la topografía de la provincia. En este contexto, se ha desarrollado una flora típica, que consiste en especies típicas de matorrales como la guayaba común, coquillo, guayaba sabanera, cinco negritos, uva de monte, guarumo, cacahuananche, bejuco pedorro y zarza. En la actualidad existe una clara política conservacionista de los espacios forestales restringidos a las áreas montanas.

Flora de Los Santos
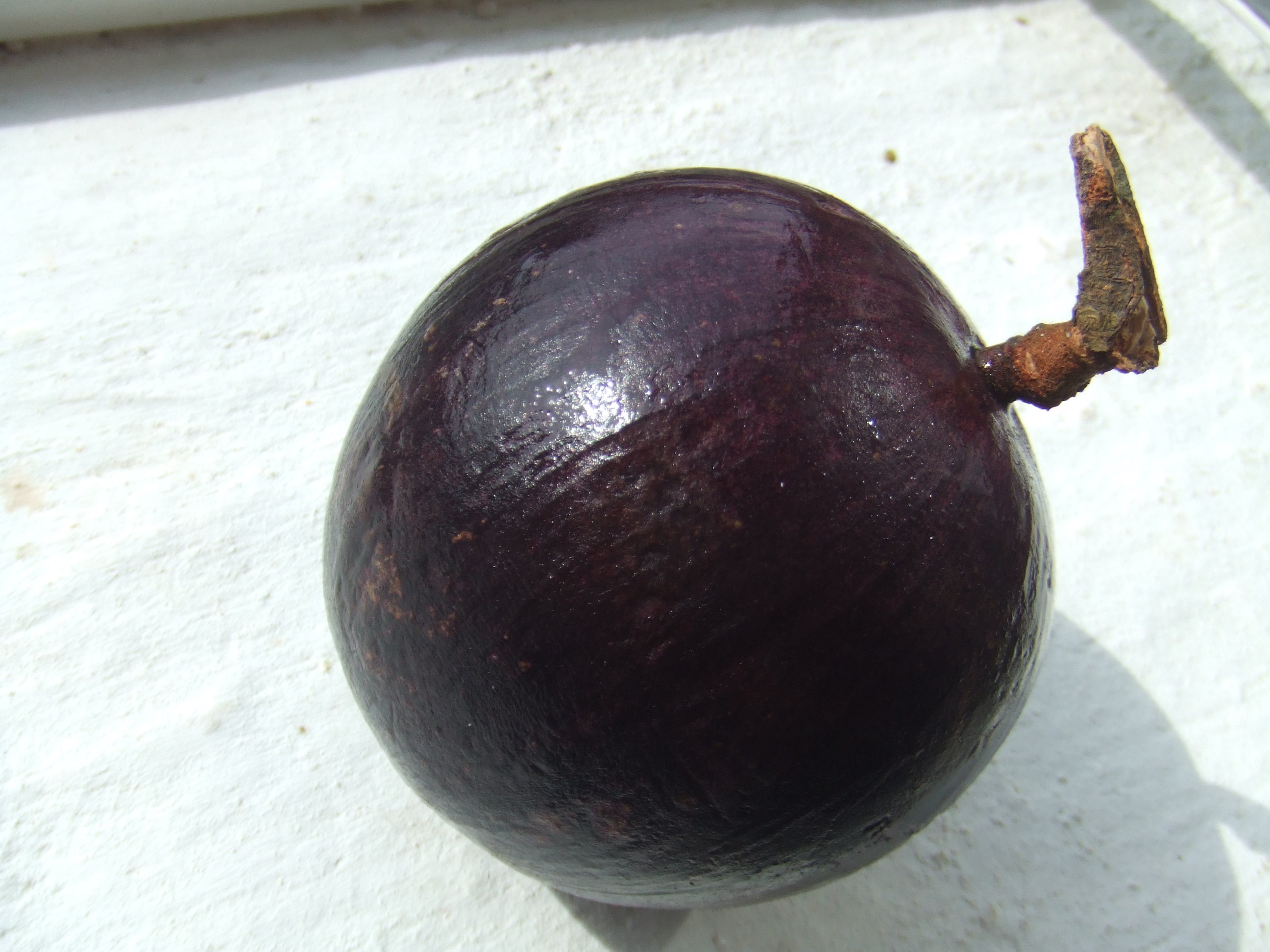
Caimito
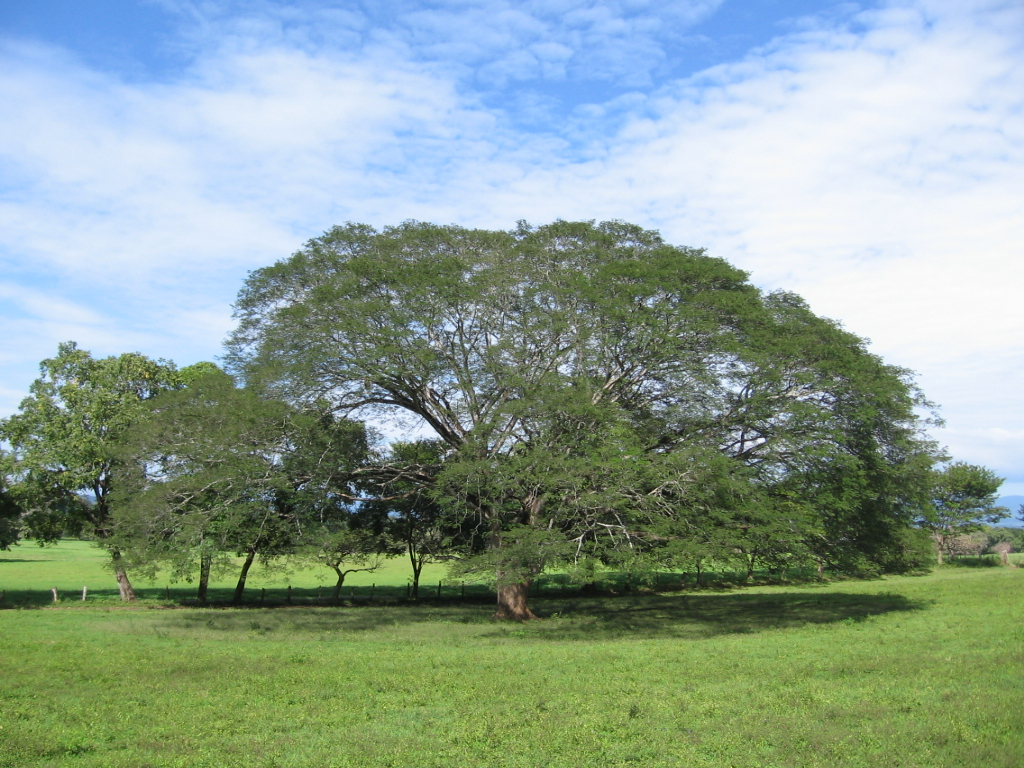
Corotú
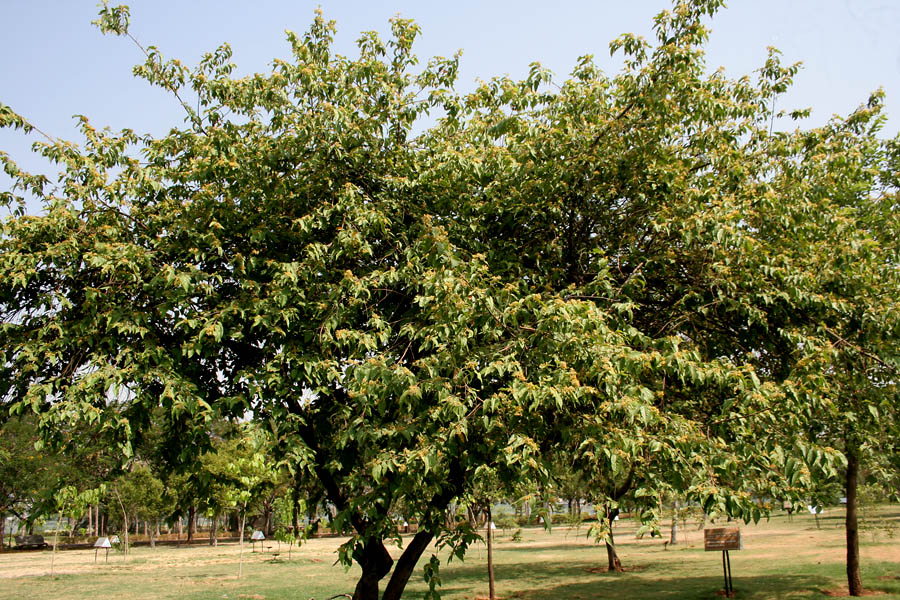
Guásimo
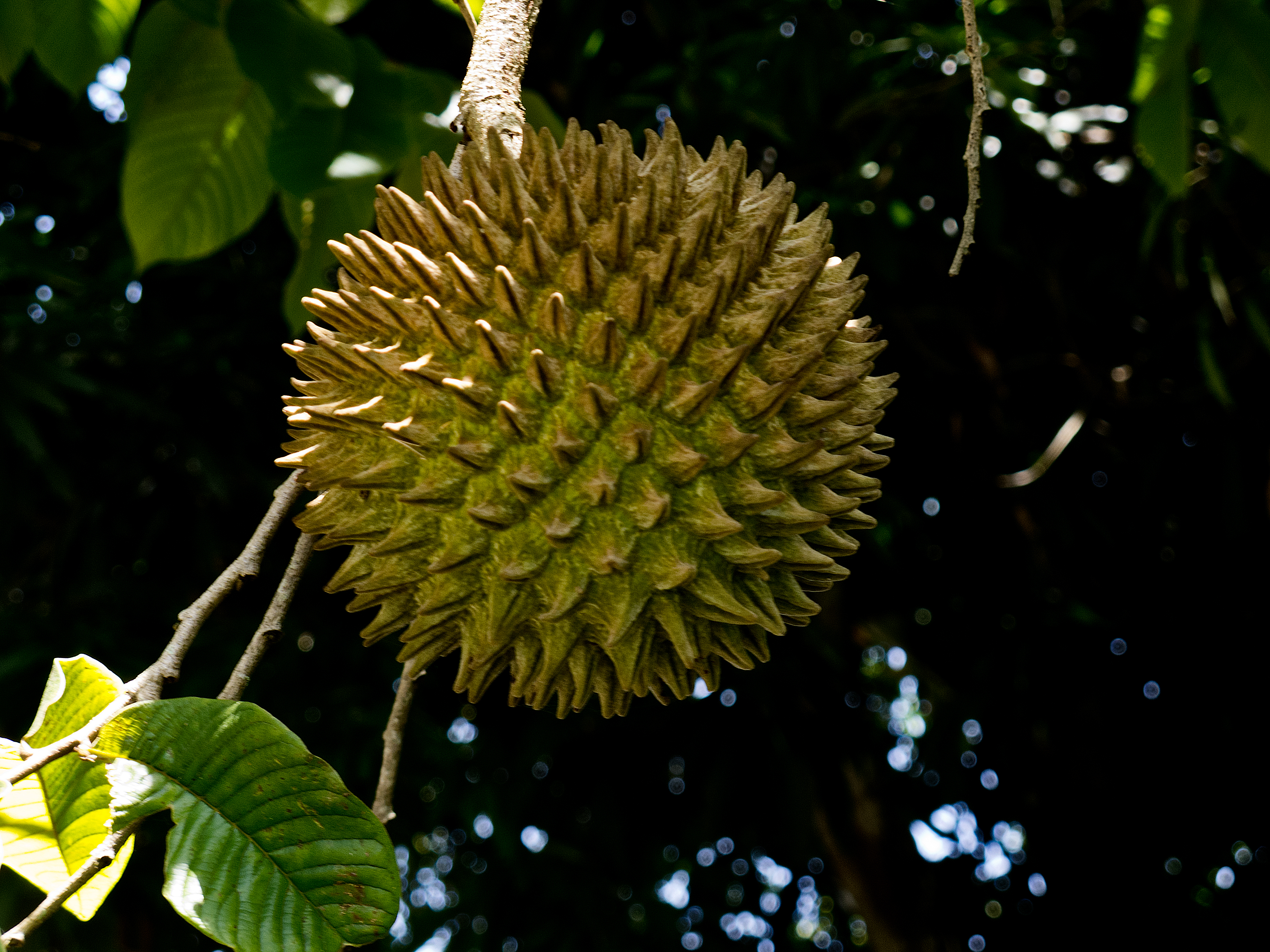
Toreta
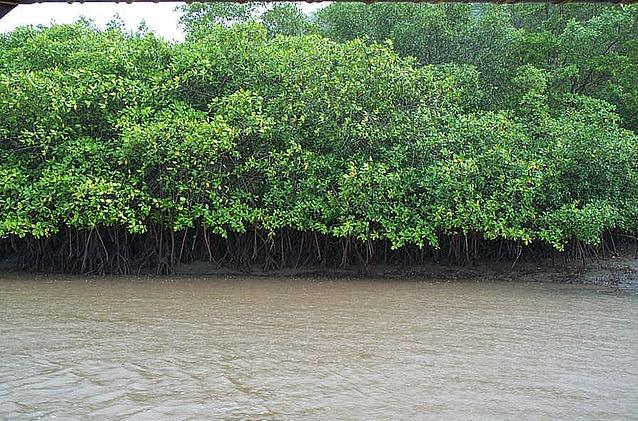
Manglar
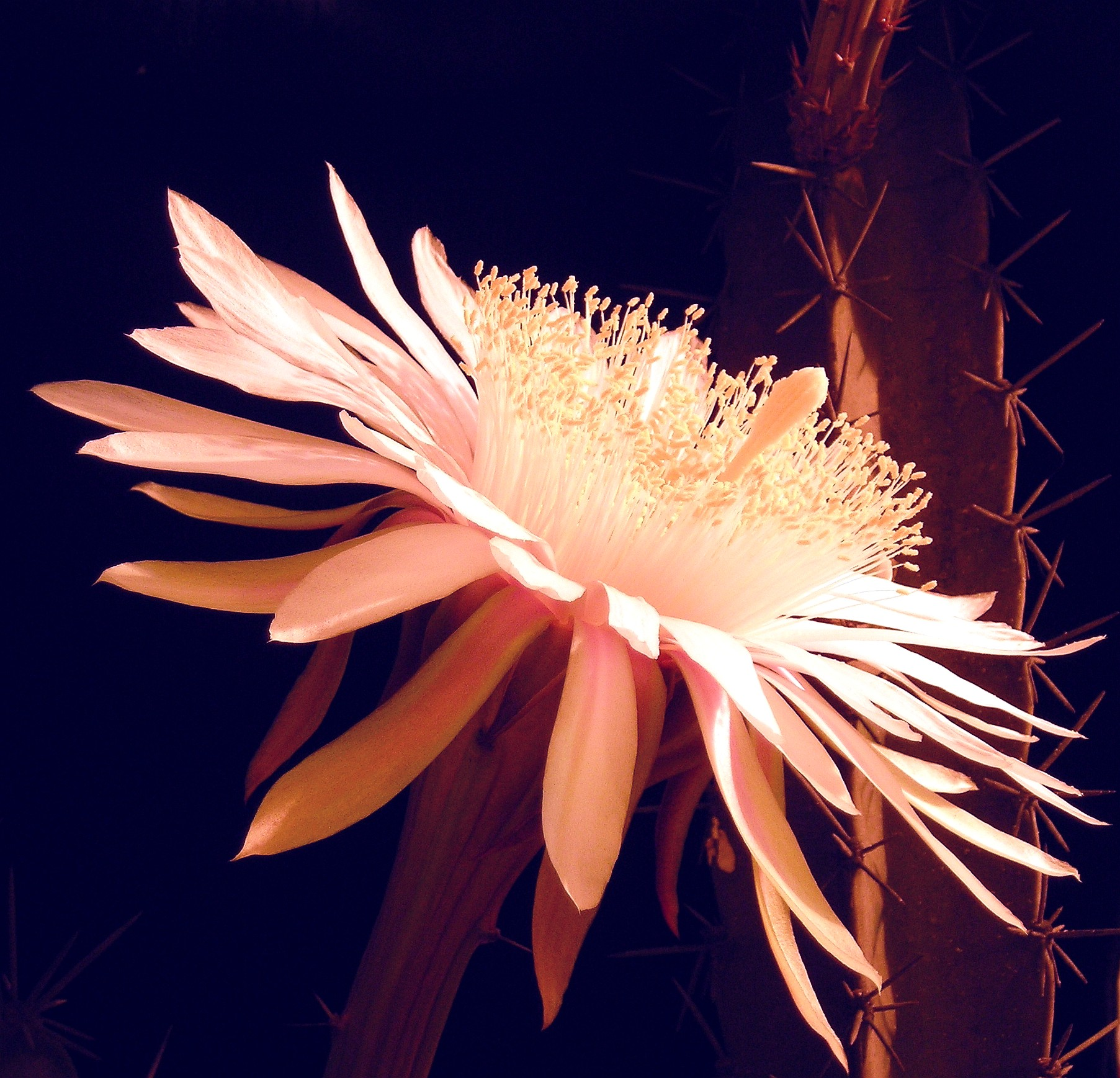
Acanthocereus tetragonus
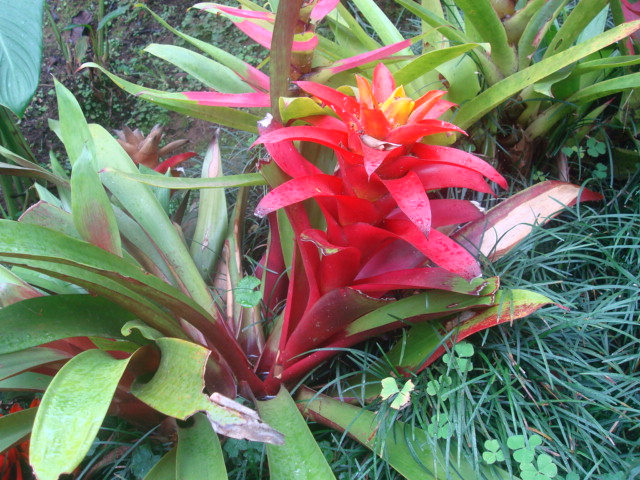
Bromelia
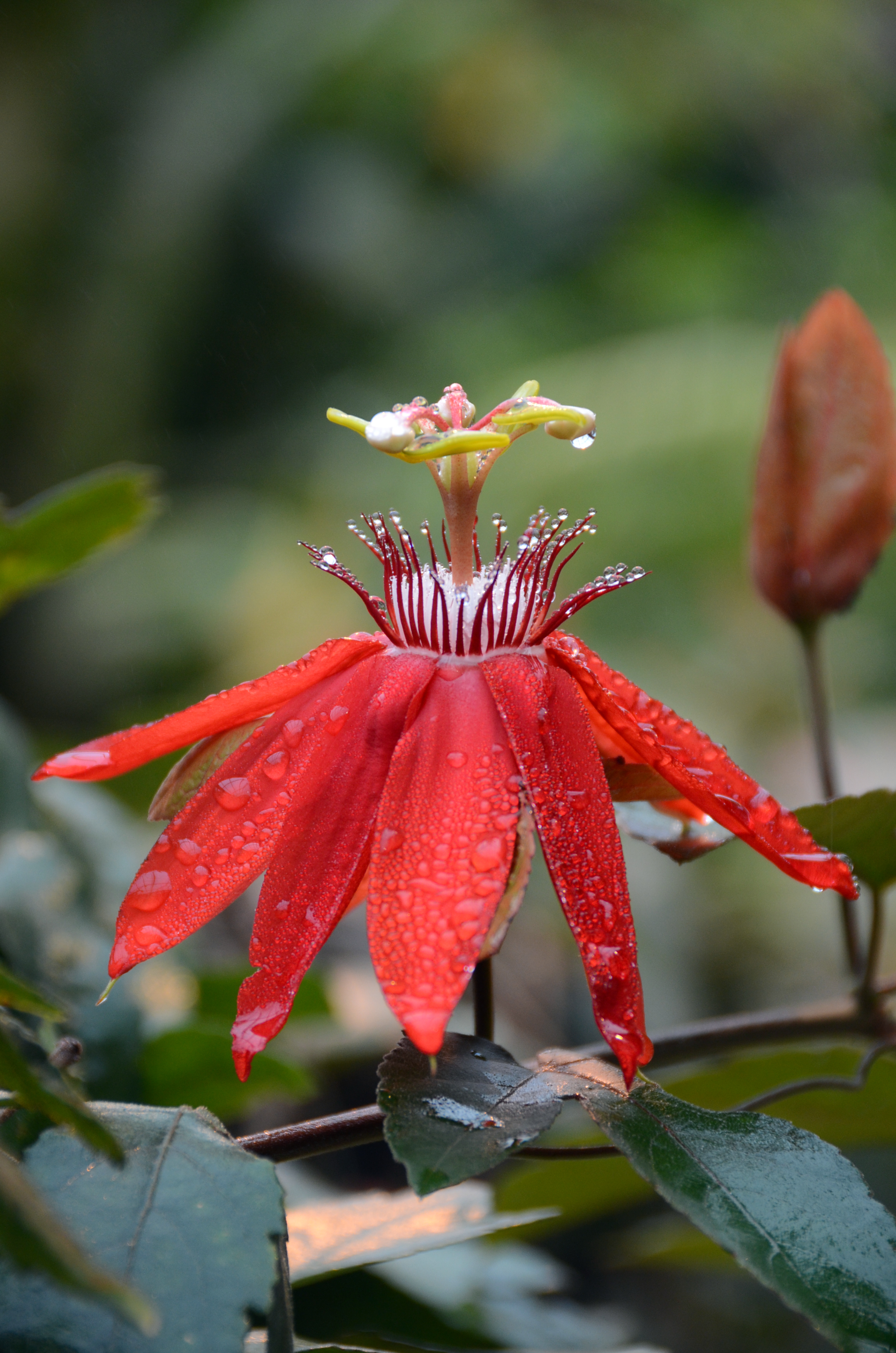
Passiflora vitifolia

Fauna
La biodiversidad existente en Los Santos, se hace extensible a su fauna. Las condiciones naturales de las sierras de Azuero, del Canajagua, los valles y planicies costeras son ideales para la existencia de una riqueza en especies de reptiles, aves y, en muchos casos, de especies con una distribución muy limitada. En la provincia, desarrolla su vida una gran cantidad y variedad de fauna salvaje, encontrándose mamíferos en peligro de extinción como el venado cola blanca, temazate, tapir, tepezcuintle, entre ortos.
Conviven además una gran cantidad de especies de aves acuáticas en los ríos, entre las que podemos encontrar al Martín pescador (Ceryle torcuata y Chloroceryle amazona) y la reinita lomianteada. Entre las especies de aves que podemos encontrar en el sotobosque, predomina saltarín coludo, saltarín cuellinaranja, mosquerito ventriociaceo y buco bigotiblanco. Otras especies son los colibríes, cuyayas, loros, guacamaya, garza, chachalacas, paujiles y guanes, anátidas, ñuñuma, tinamúes, palomas y zopilotes como el zopilote rey.
Es de especial interés el perico carato una especia endémica de Azuero que actualmente está en peligro de extinción. Otras especies en peligro de extinción son el tinamú grande, la guan crestado, guacamaya roja, y guacamaya verde, el loro frenti roja, la cazanga, torcaza común, chachalaca cabecigris, torcaza collajera, gavilán manglero, el pajuil, las palomas montañeras, la tortolita, la titibúa, la perdiz común, la torcaza, tecolotes, guaracho o Busardo colirrojo, taguató común, carpinteros, lechuzas, golondrinas y el águila pescadora, entre otros.
Las especies de roedores que podemos encontrar son: tepezcuintle, ñeque, el ratón negro, el ratón de bolsa y la ardilla negra.
En la provincia podemos encontrar a cinco de las siete especies de micos que habitan en el país, entre ellos al mico carilla o blanco, tití, Mono Araña de Azuero, saraguato de azuero o kun-kun y el saraguato.
Si bien los félidos de la provincia han sido muy afectados por la presencia del hombre en su hábitat, podemos encontrar ocelote, yaguarundí, jaguar y puma. Otras especies son el perro de monte, maracayá, coatí de nariz blanca, gato negro, mapache sudamericano o aguará popé, gato de agua, micho de cerro, mapache, añas y coyote.
Los mamíferos herbívoros más frecuentes son el venado cola blanca, temazate. Otros mamíferos como pecarí de collar, el pecarí barbiblanco, cusuco, tapetí y el tapir, son típicos de la sierra de Azuero. En la provincia también encontramos tlacuaches, sobre todo el tlacuache común o zarigüeya, un tipo de marsupial nativo del continente americano.
Entre los reptiles, las principales especies son: iguana verde, iguana negra, boa, caimán de anteojos de la familia Alligatoridae y caimán aguja miembro de la familia Crocodylidae. También son comunes los merachos y borrigueros.
Una de las principales características de esta región, es la diversidad de su fauna marina. En la isla Iguana podemos observar especies como la yubarta, al delfín moteado del Pacífico y el delfín nariz de botella. También son frecuentes especies de tortugas, principalmente de las familias Cheloniidae y Dermochelyidae, siendo las más comunes Caretta caretta, Eretmochelys imbricata, Lepidochelys olivacea y Dermochelys coriácea. El sur de la provincia, es reconocido como lugar de desove de numerosas especies de tortugas marinas del Pacífico, entre las que predominan varios tipos de tortugas, entre ella la tortuga verde, la caguama, la tortuga canal o baula, la tortuga carey y la tortuga mulata. La especies de peces más comunes son el pargo, el mero, la corbina, morena pintá, peces loro y otras especies. En los arrecifes son frecuentes las langostas, cambutes, calamares, pulpos, entre otros.

Fauna de Los Santos
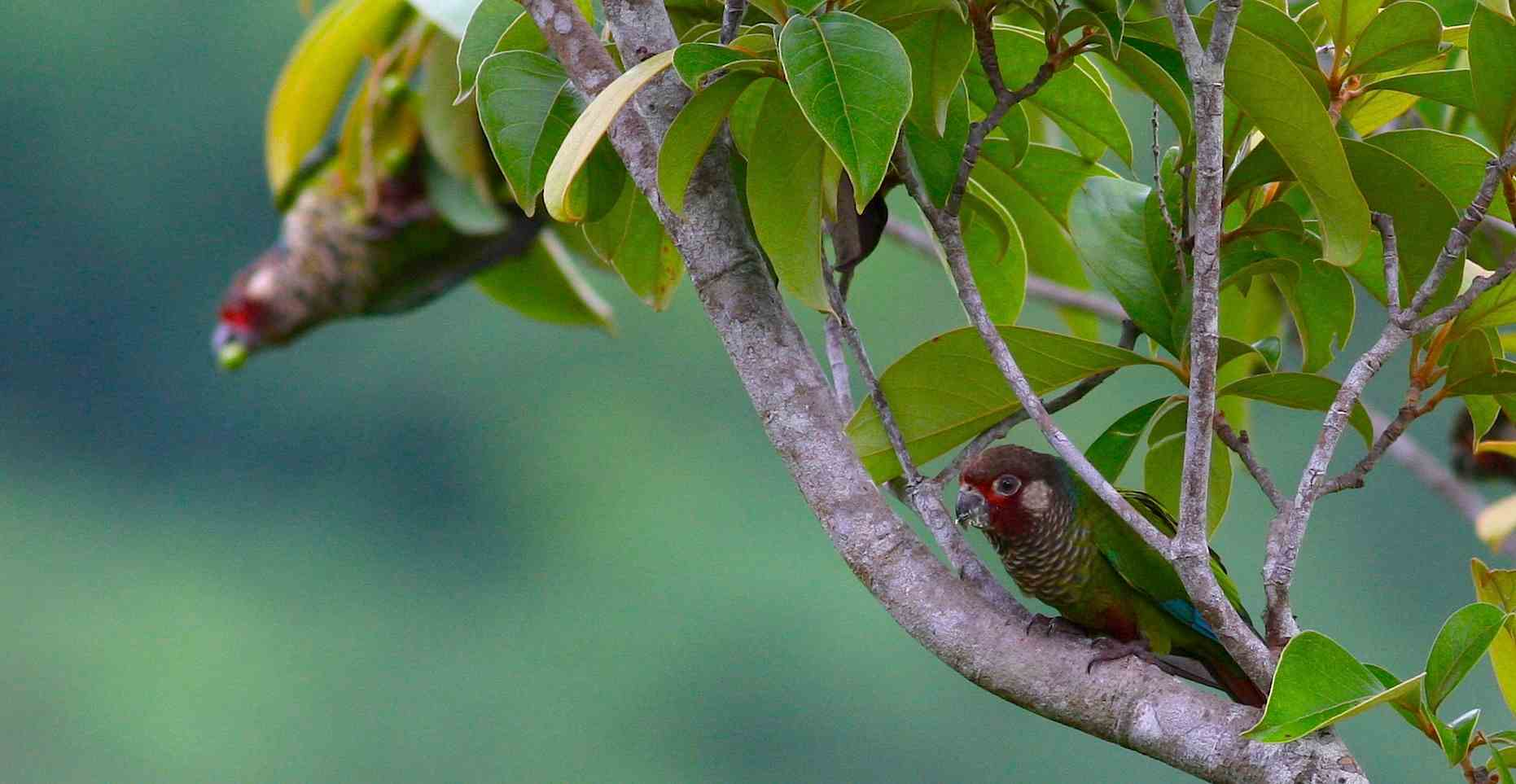
Perico carato de Azuero
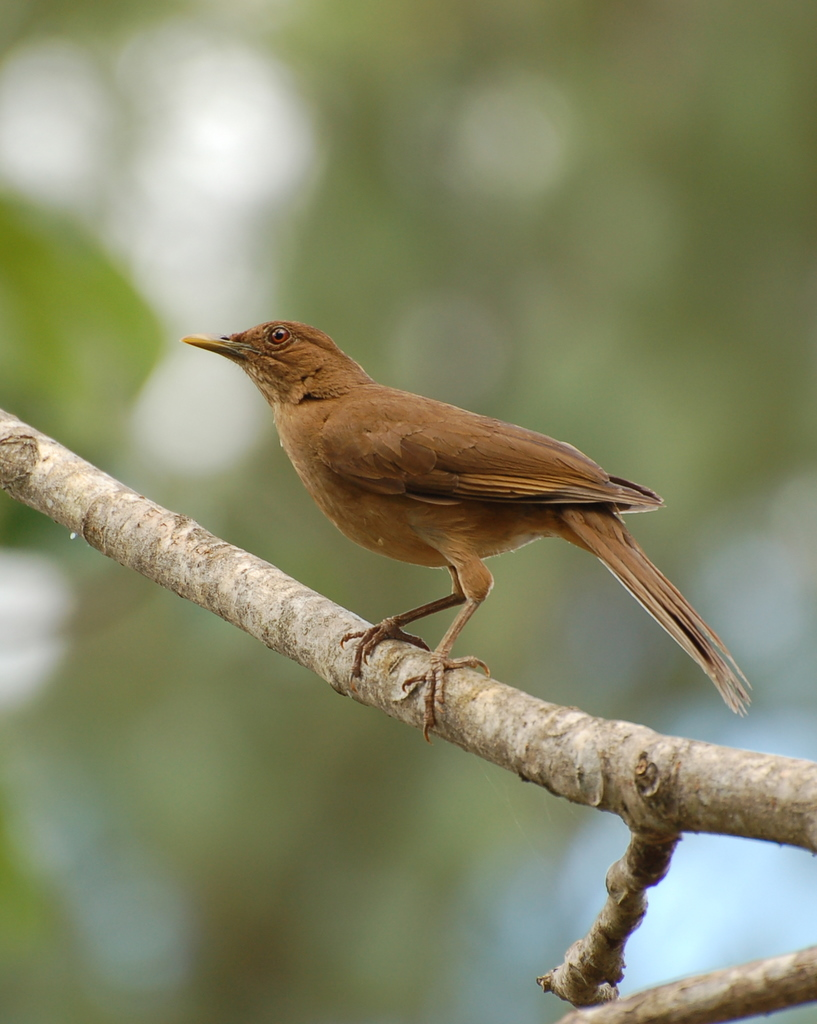
Cascá
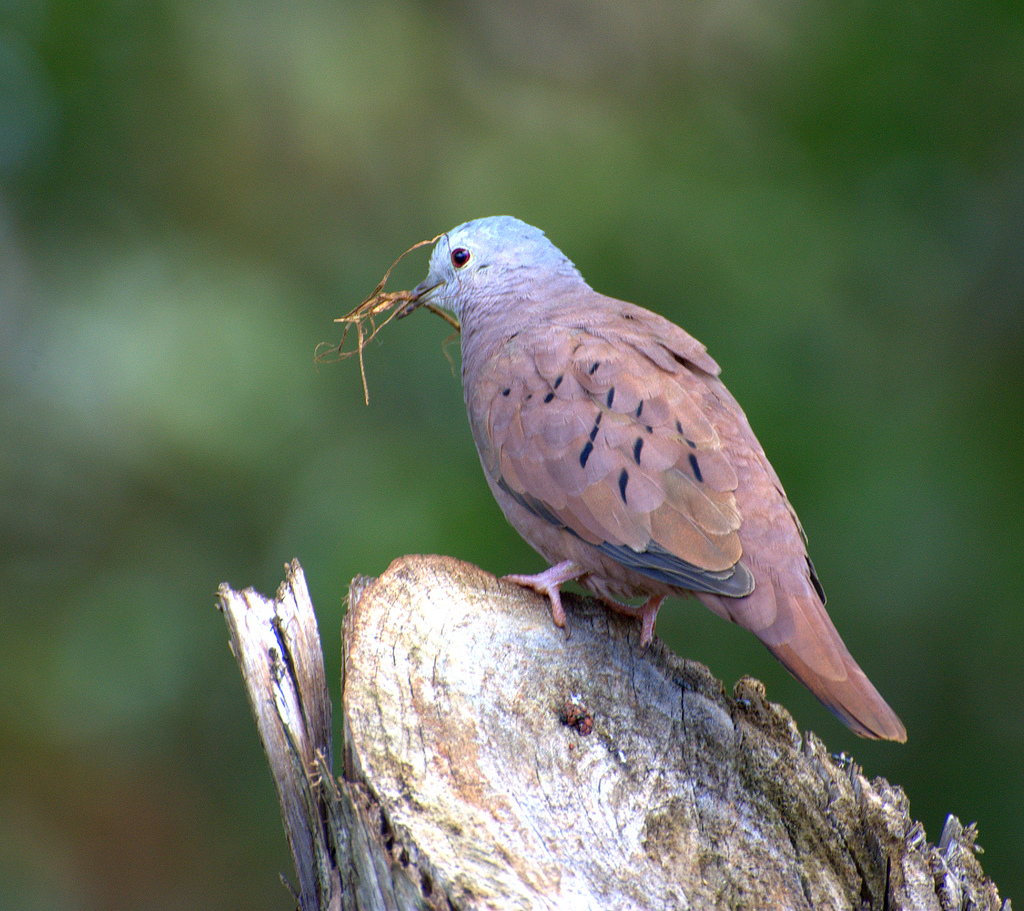
Tortolita
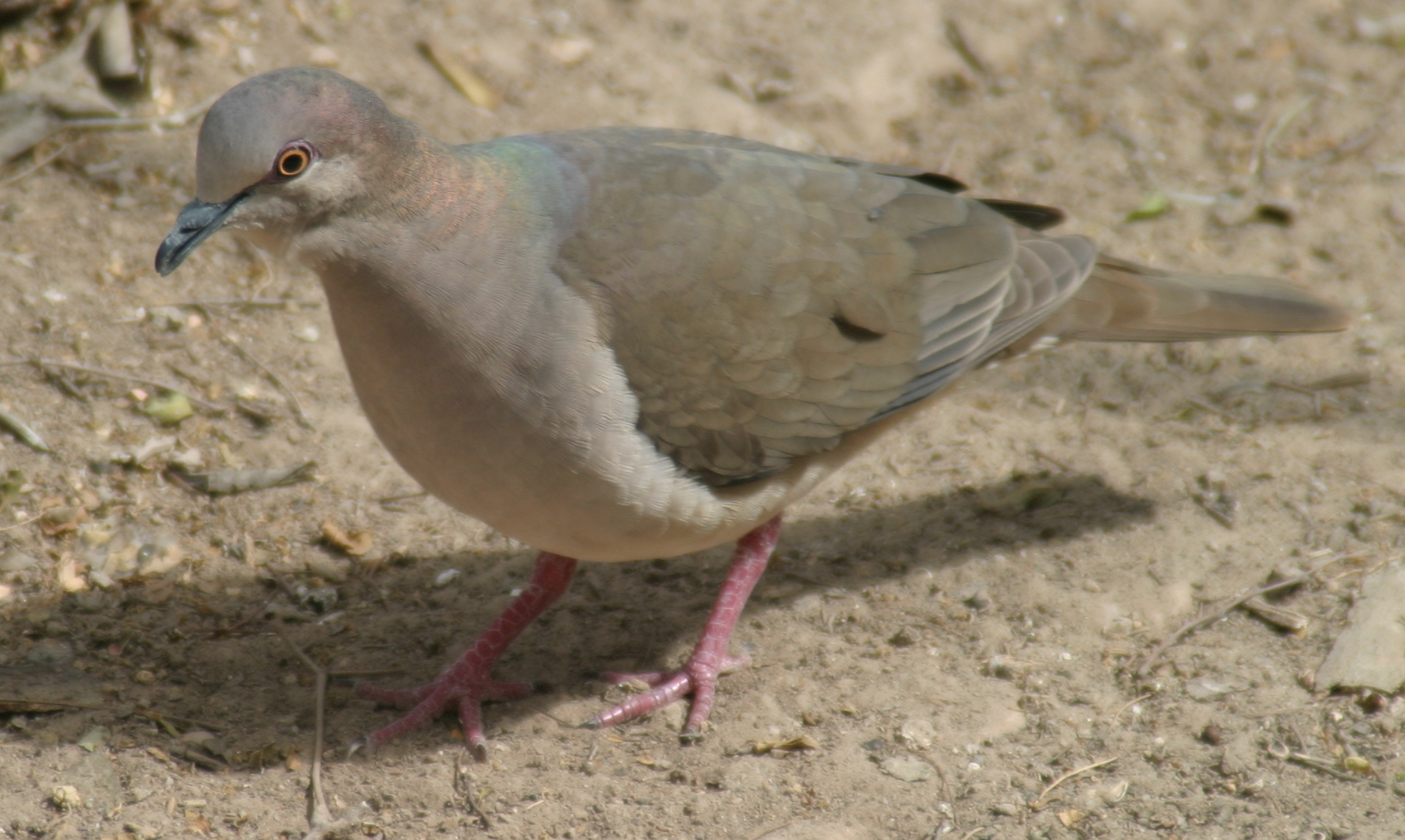
Titibúa
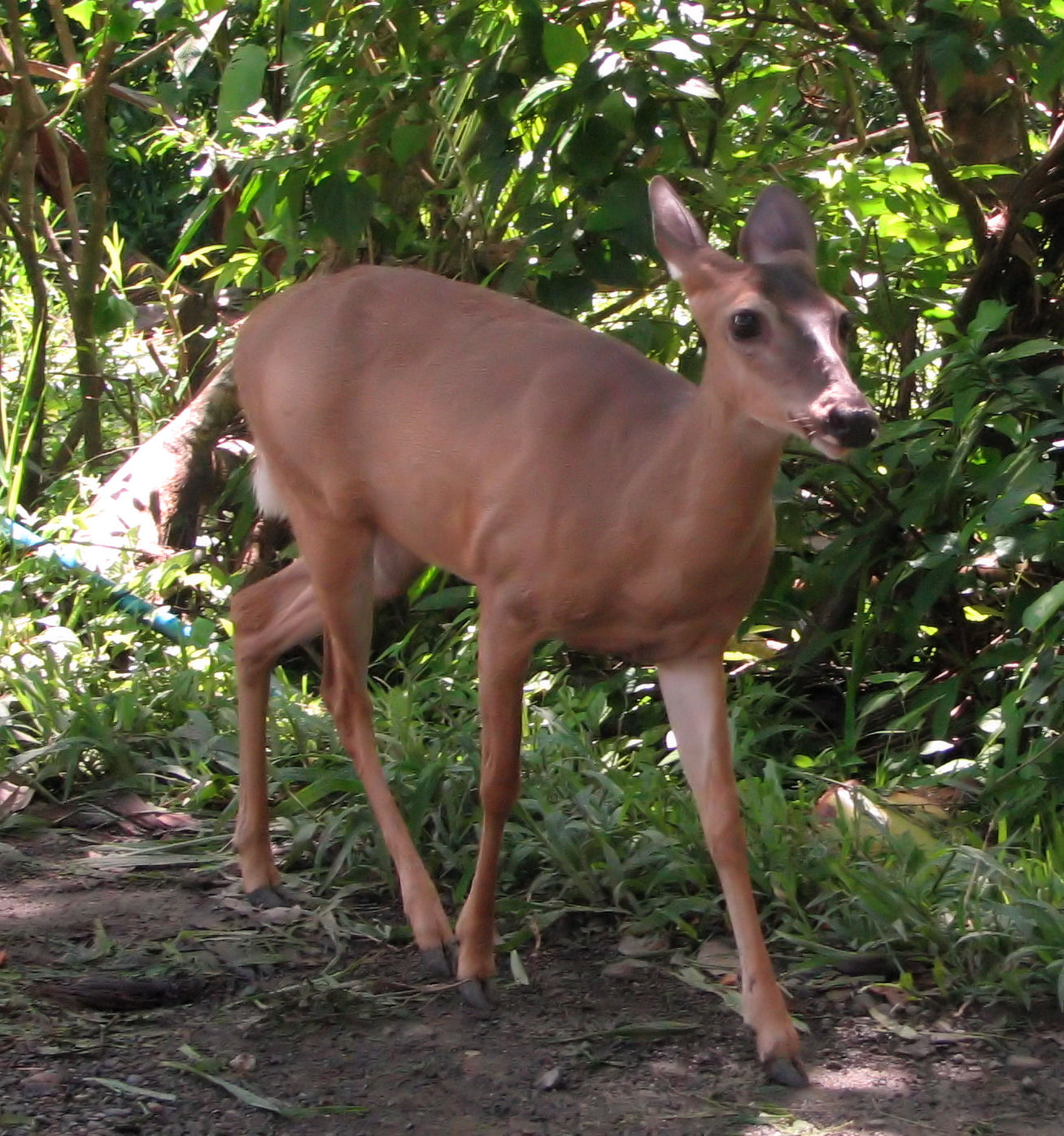
Venado cola blanca
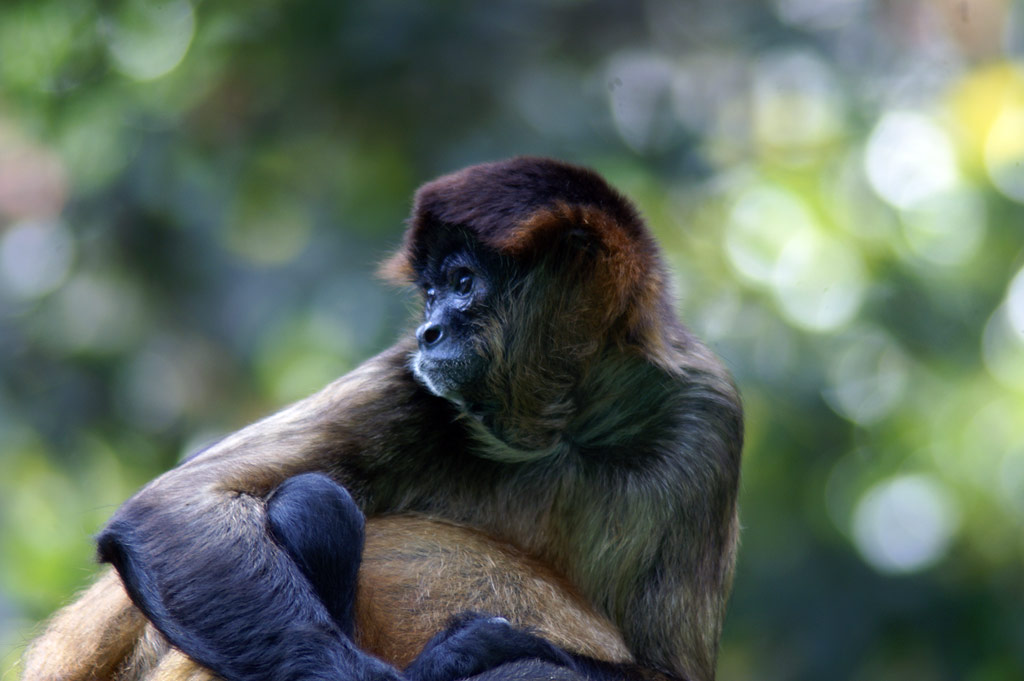
Mono araña de Azuero
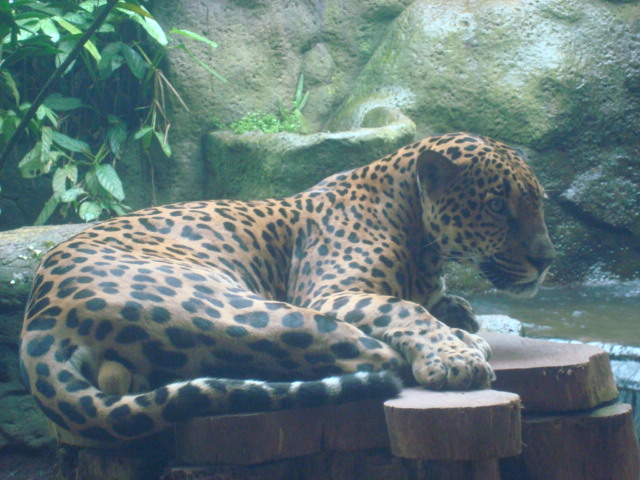
Jaguar
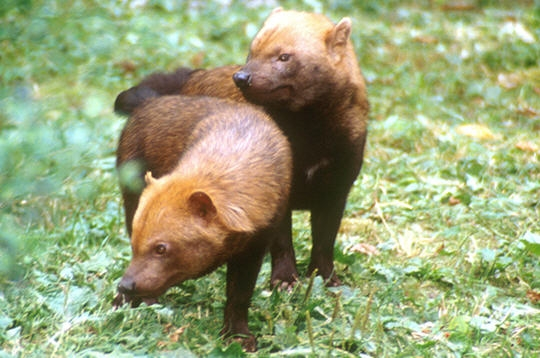
Perrita de Monte
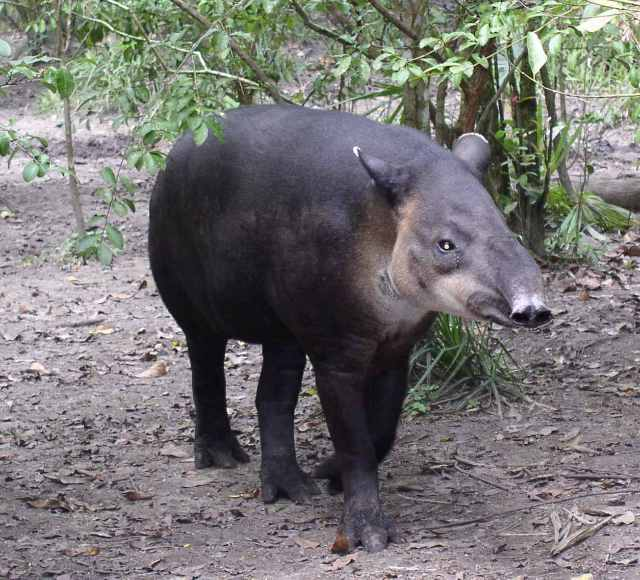
Tapir centroamericano
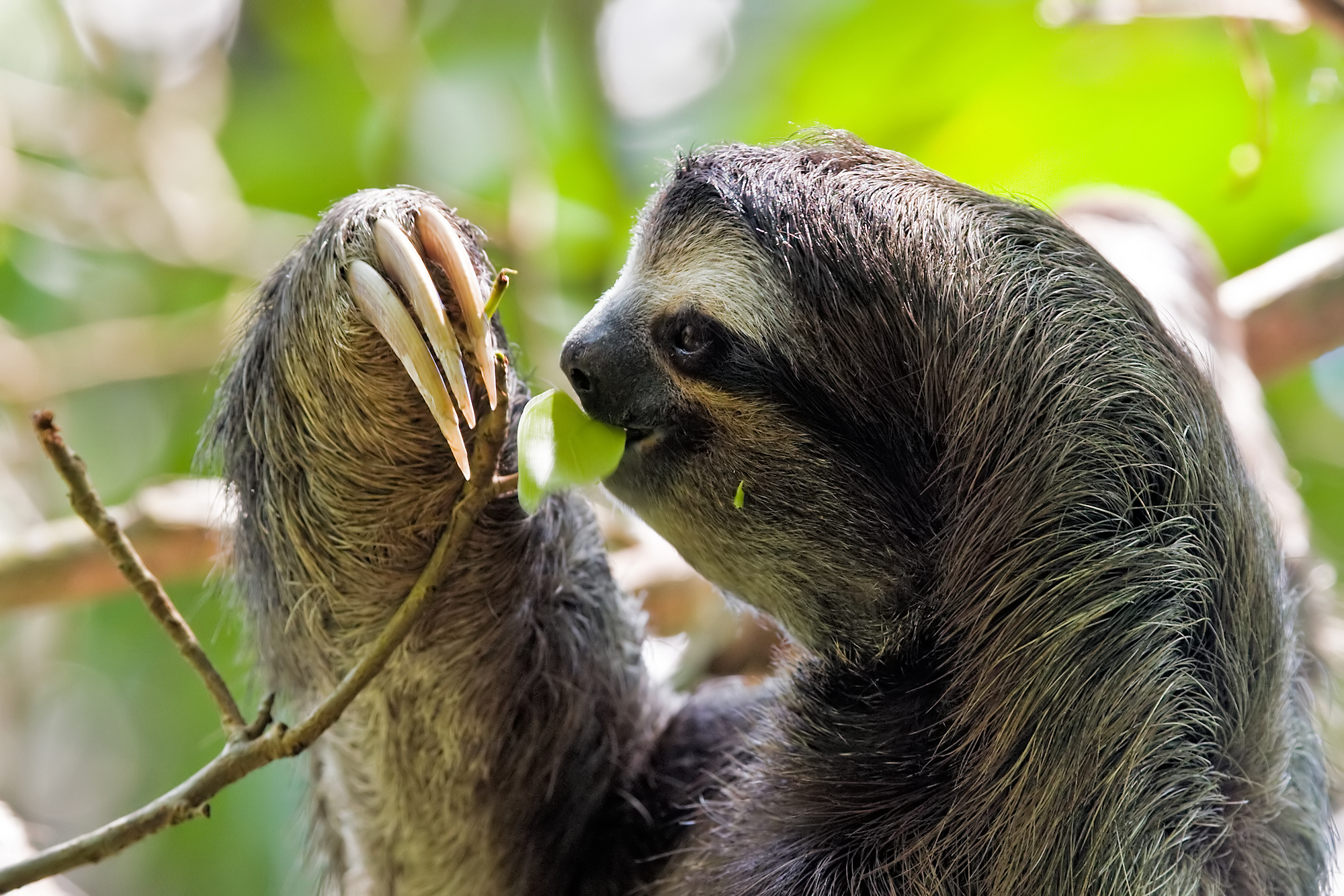
Perezoso de tres dedos
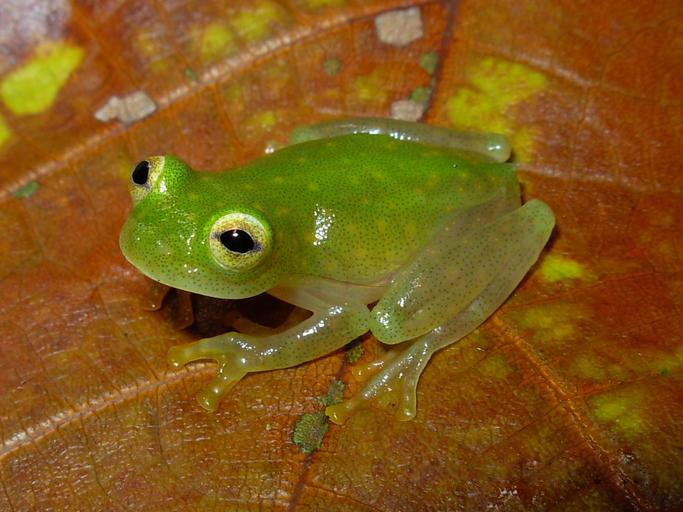
Ranita de cristal
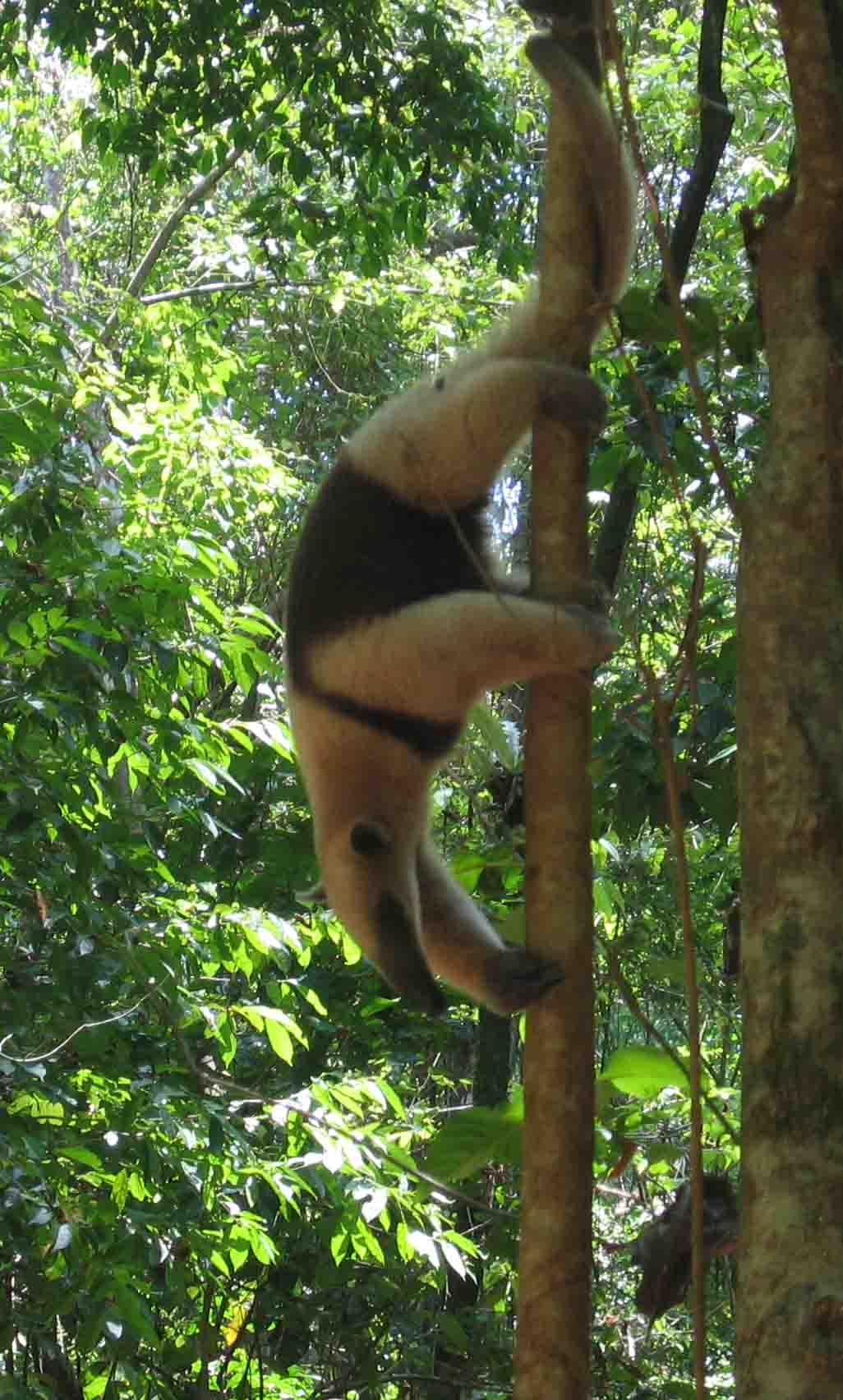
Tamandúa norteño
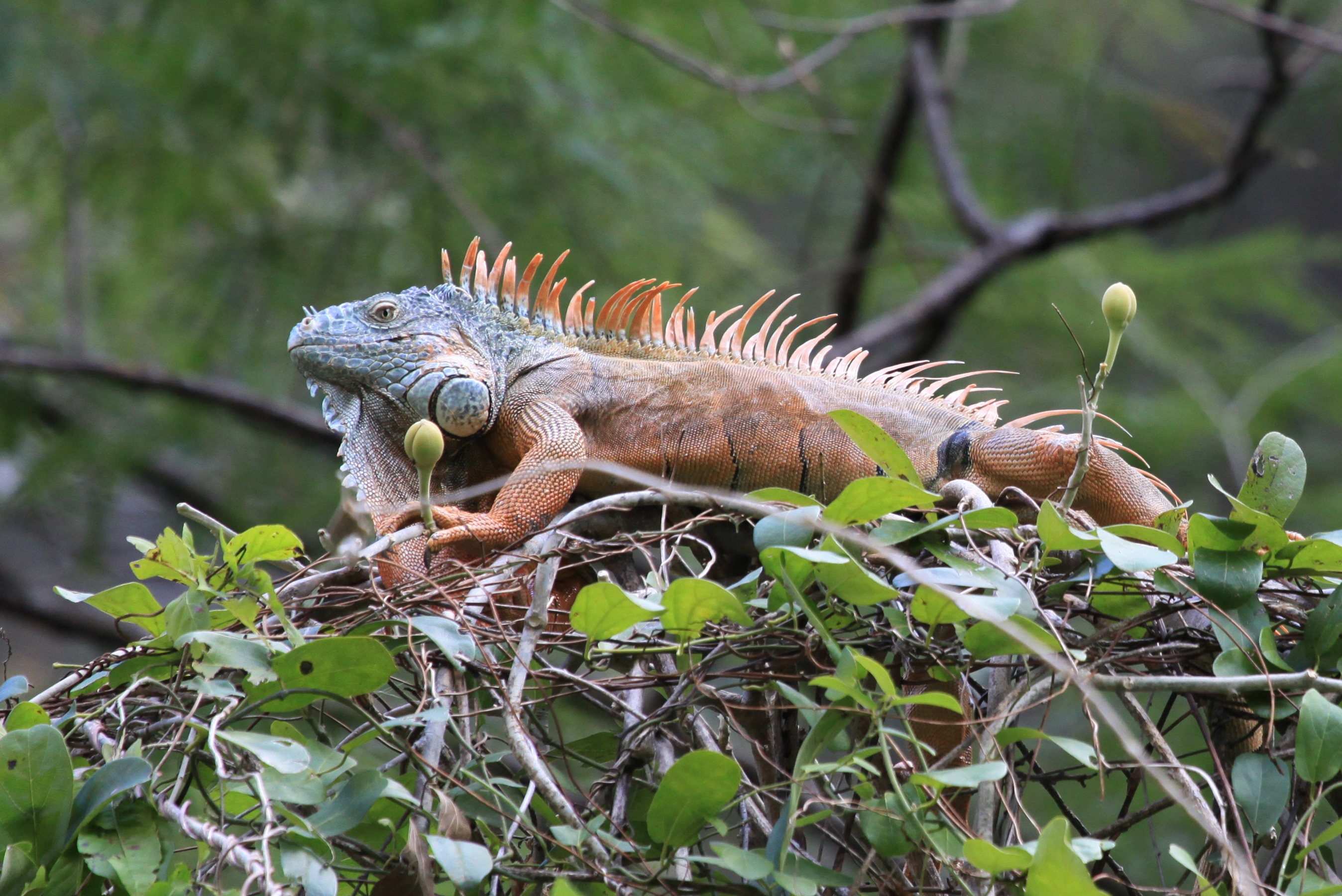
Iguana verde
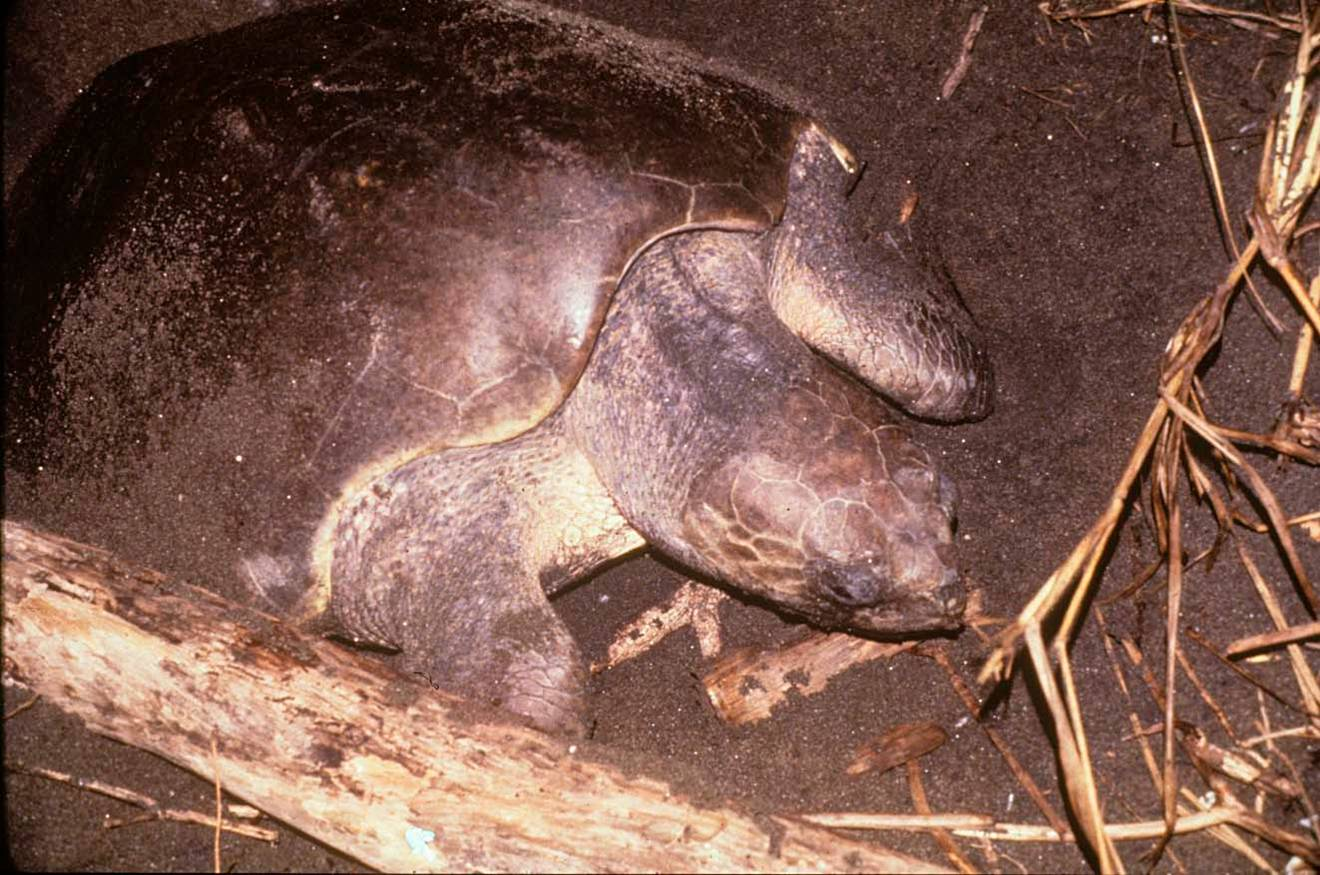
Tortuga prieta
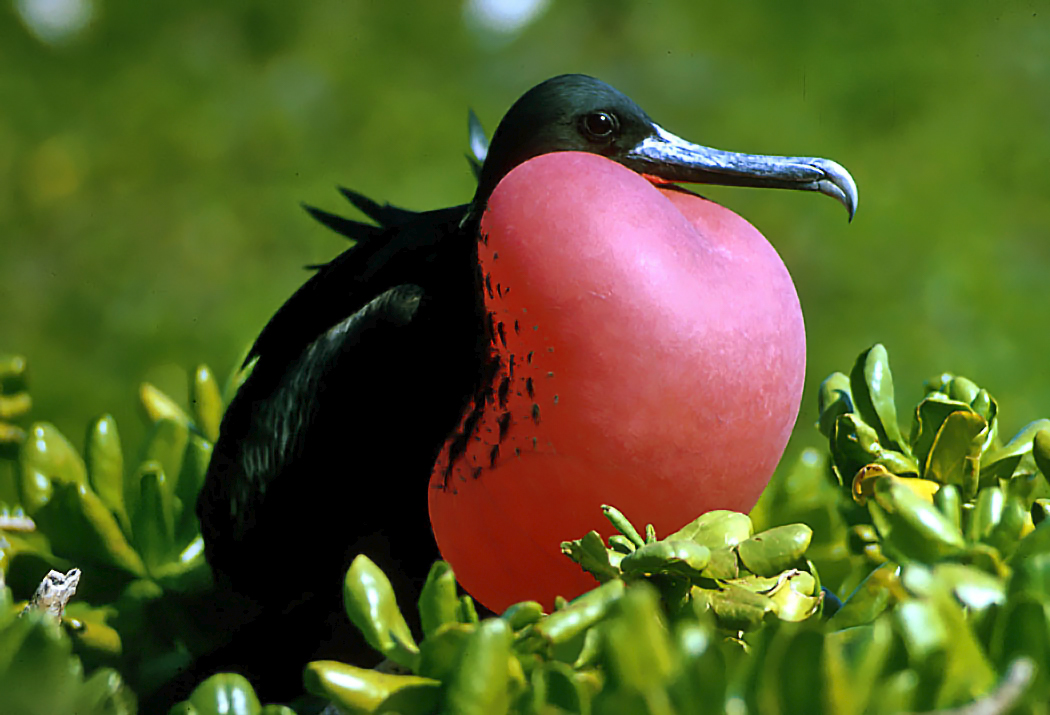
Fragata

### Espacios naturales

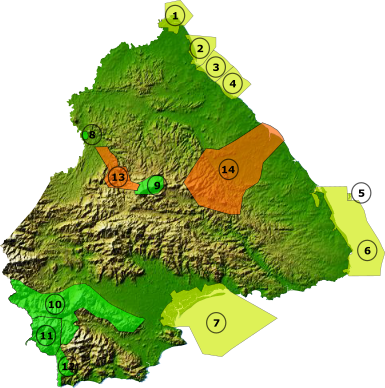
Mapa de parques naturales y nacionales existentes en Los Santos:
1. RFM Santa Ana.
2. APZL del corregimiento El Espinal.
3. RVS El Peñón de La Honda.
4. APZL del corregimiento de La Enea.
5. RVS Isla Iguana.
6. RVS Pablo Arturo Barrios.
7. RVS Isla Cañas.
8. PC El Colmón.
9. RFAF Cerro Cananjagua.
10. RF La Tronosa.
11. PN Cerro Hoya.
12. RF Tonosí.
13. Microcuenca del Río Cacao.
14. Cuenca del Río Mensabé.

Los Santos dispone de un gran número de espacios naturales y ecosistemas de gran singularidad y valor ambiental. Su importancia y la necesidad de hacer compatible la conservación de sus valores y su aprovechamiento económico, han fomentado la protección y ordenación de los paisajes y ecosistemas más representativos del territorio santeño.
Los Santos es una región de contrastes medioambientales, consecuencia de su relieve configurado alrededor de tres grandes unidades (la sierra, el piedemonte, y las llanuras costeras y del río La Villa). La provincia posee un rico patrimonio natural, en el que brillan con luz propia la sierra de Azuero. Si bien no se han delimitado todos las áreas protegidas, entre un 12 a 20% del territorio está protegido.
La provincia de Los Santos cuenta con 15 áreas protegidas detalladas en la siguiente tabla:
| Área natural                                        | Superficie (ha) | Municipios | Categoría                   |
| --------------------------------------------------- | --------------- | ---------- | --------------------------- |
| Parque nacional Cerro Hoya                          | 33.342,39       | Tonosí     | Parque nacional             |
| Reserva forestal La Tronosa                         | 20.579          | Tonosí     | Reserva Forestal            |
| Reserva Forestal Tonosí                             | --              | Tonosí     | Reserva Forestal            |
| Reserva Forestal y Marítima Santa Ana de Los Santos | --              | Los Santos | Reserva Forestal y Marítima |
| Refugio de Vida Silvestre El Peñón de La Honda      | 1000            | Guararé    | Refugio de Vida Silvestre   |
| Refugio de Vida Silvestre Isla Cañas                | 25.430          | Tonosí     | Refugio de Vida Silvestre   |
| Refugio de Vida Silvestre Isla Iguana               | 60              | Pedasí     | Refugio de Vida Silvestre   |
| Refugio de Vida Silvestre Pablo Arturo Barrios      | 30              | Pedasí     | Refugio de Vida Silvestre   |
| Bosque Comunal El Colmón                            | 140             | Macaracas  | Bosque Comunal              |
| Zona Litoral del corregimiento de La Enea           | --              | Guararé    | Área Protegida              |
| Zona Litoral del corregimiento El Espinal           | --              | Los Santos | Área Protegida              |
| Parque provincial Canajagua                         | 3000            | Las Tablas | Parque Provincial           |
| Microcuena del Río Cacao                            | --              | Macaracas  | Fuente fluvial              |
| Cuenca del Río Mensabé                              | --              | Las Tablas | Fuente fluvial              |
| Zona de reserva de playa La Marinera                | --              | Tonosí     | Reserva marina              |

### Playas

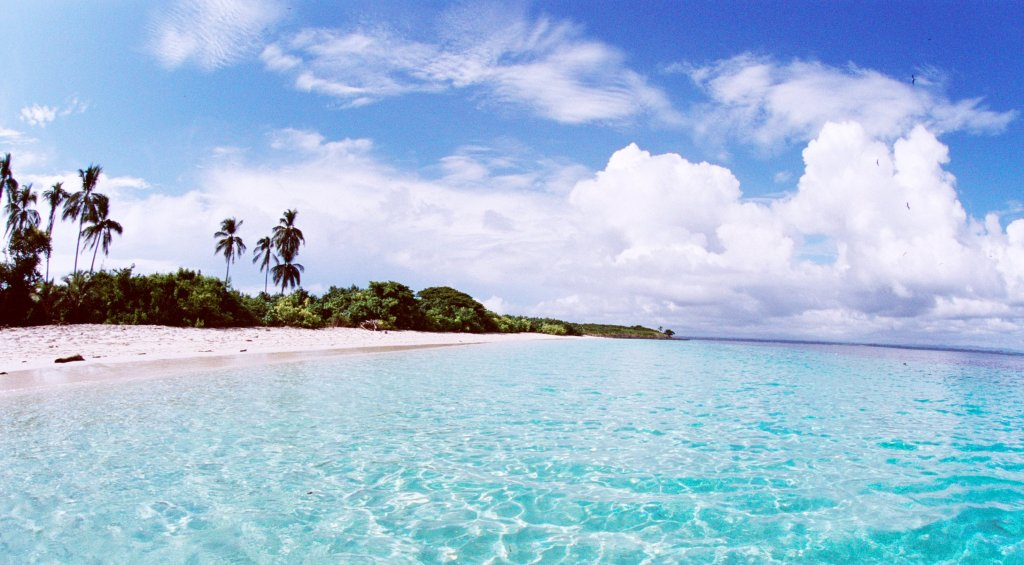
Playa en isla Iguana

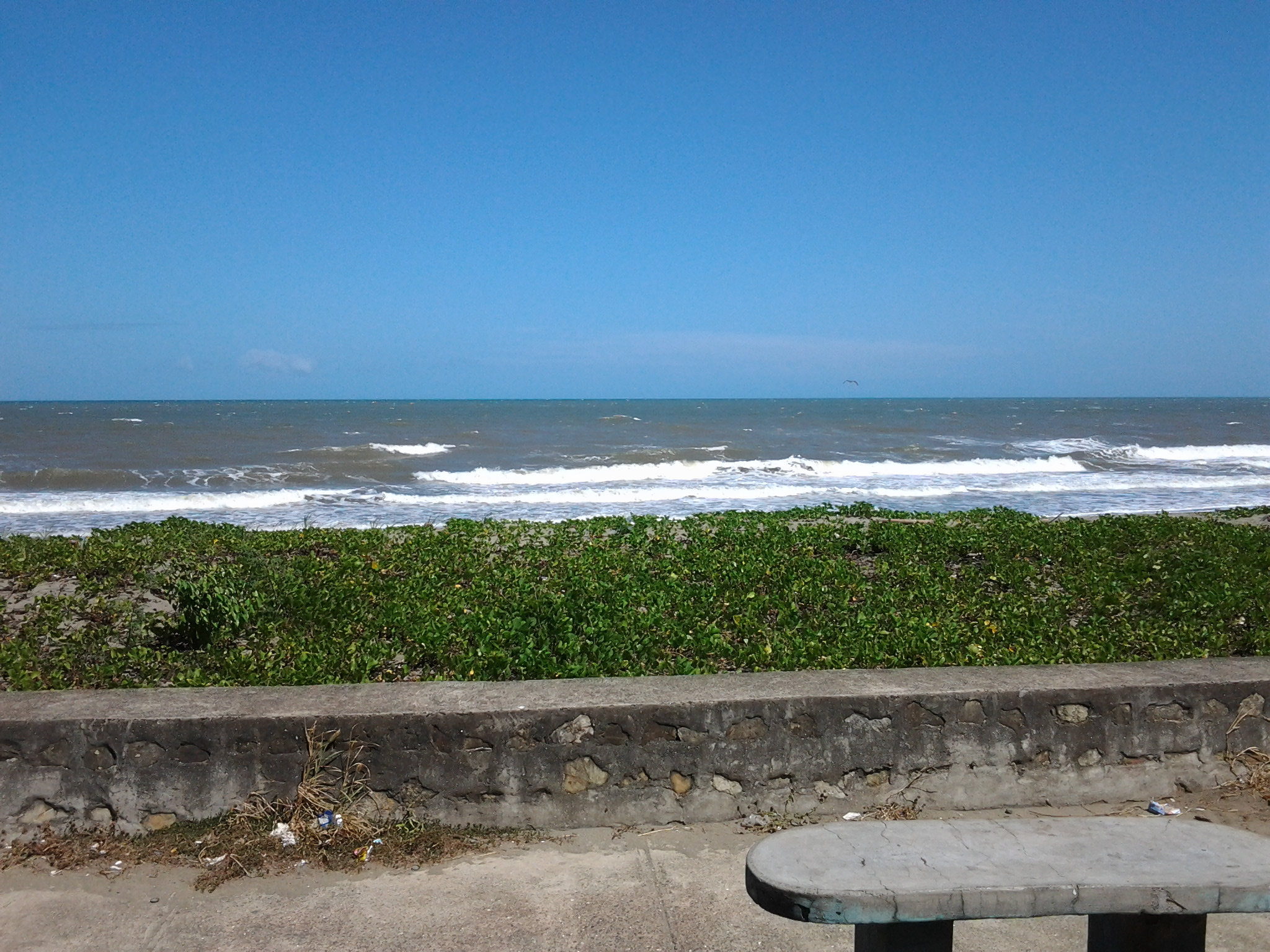
Playa Uverito

El litoral de la provincia de Los Santos cuenta con aproximadamente 14 playas de diversa naturaleza. En la costa del noreste, en los términos municipales de Los Santos encontramos playas de arena volcánica como Monagre, El Rompío y Los Guayaberos. En las Tablas las más importantes son el Uverito, Las Comadres, entre otras. En Pedasí encontramos Panamaes, El Toro, La Garita, Puerto Escondido, El Arenal, Destiladeros, así como las playas de arena blanca de Isla Iguana, conocidas por el avistamiento de ballenas y aves fragatas. Playa Venao en Pedasí es conocida por las competiciones nacionales e internacionales de surf. Otras playas como El Ciruelo, Madroño y La Raya también son frecuentadas por surfistas. Y finalmente en el distrito de Tonosí, encontramos las playas de Isla Cañas, La Marinera, Guánico, Cambutal, Los Buzos y Horcones, muchas de ellas de arena volcánica y lugar de anidamiento de tortugas marinas entre agosto y noviembre.

## Historia
Desde los tiempos prehistóricos ha habido asentamientos humanos en la Provincia, tal y como atestiguan numerosos hallazgos arqueológicos. La posición geoestratégica de Los Santos en el extremo sur de la península de Azuero, su clima tropical de sabana, así como sus riquezas minerales y agrícolas, forman una conjunción de factores que hicieron de Los Santos un foco de atracción de otras civilizaciones.
La historia de Los Santos, como región primero indígena, luego española y finalmente panameña, comenzó en el siglo XVI, con la conquista de los cacicazgos de Escoria y París, continuado con la toma de las provincias indígenas sureñas de Hueré, Guararí, Quemá, Chiracoitia, Usagaña y Guanata y culminado en lo sustancial con la división territorial de la República de la Nueva Granada en el año 1850 y la constitución de Los Santos como provincia de Panamá en el año 1945. No obstante también es relevante exponer brevemente la historia anterior del territorio actualmente integrado en dicha región. La primera presencia humana en la región data del noveno milenio a. C. en el Neolítico según se ha podido registrar en los restos fechados más antiguos del Arco Seco en Los Santos. Con el poblamiento de América del Sur hace 20.000 años cabría esperar que grupos humanos ya poblaran estas tierras en fechas previas a las documentadas.

### Época precolombina
En la época precolombina la península era conocida como Parita y estaba habitada por una gran cantidad de amerindios que étnicamente, probablemente estaban emparentados con los Ngäbe. Según descripciones de Andagoya y Espinosa, algunos eran más altos y barbudos que los otros indios del istmo y no compartían la misma lengua. A la llegada de los castellanos, los habitantes de la península de Parita vivían en núcleos de población principalmente a lo largo de las cuencas hidrográficas de la región, conformando un territorio al que denominaban cacicazgo o provincia. Se dedicaban principalmente a la pesca, caza y agricultura sobre todo el cultivo del maíz.
Las provincias indígenas de Parita conformaban una confederación que se denominaba Parita. Esta era regida por el cacique Antataura, Cutatara o Cutara, a quien los castellanos llamarían París. Parita deriva del vocablo de origen ngäbe Pari-ba que significa Confederación de Pueblos, por el hecho de que el cacique París regía una confederación de pueblos, que en su mayor extensión incluyó hasta los cacicazgos de Chame. La sede del cacicazgo inicialmente se localizaba en el Asiento Viejo a orillas del río del Asiento Viejo; pero, sería trasladada posteriormente a orillas del río de los Mahizales, probablemente en el cerro Juan Díaz.
En 1515, el cacique París controlaba el valle del río de los Mahizales y el del río del Asiento Viejo, y bajo su dominio se encontraban las provincias de Usagañá que era conocida por los diablos o tuyraes, Quemá, Chiracoitia o Chiracona, Guararé o Guararí, Hueré o Huera y Guanato. La provincia de Escoria era la única que no formaba parte de la confederación, pero brindaba apoyo en tiempos de guerra a los cacicazgos de Parita, ya que mantenía lazos familiares con París al estar casado con una de sus hermanas.
Por lo general las provincias indígenas de Parita se extendían desde la costa hasta las tierras altas a lo largo de un río, con dos excepciones: las tierras altas adyacentes de los caciques Parita y Escoriá que eran controladas por los caciques Quemá y Usagañá, respectivamente. Cada territorio cacical tenía un pueblo principal o asiento, donde vivía el Tiba, separado unos 23-38 km del siguiente asiento, aunque sus séquitos podían mudarse a otros asentamientos dentro del cacicazgo. Si bien la sociedad cacical estaba basada en rangos y no era del todo igualitaria, existía cierta fluidez entre los mismos. El rango superior lo representaba el Tiba o señor, los cabras o guerreros, las espavés o mujeres del cacique, y el inferior los esclavos que eran capturados en las batallas. Según Espinosa y Andagoya, era una sociedad basada en la guerra o guacabara, y este último, quien dedicó minuciosas descripciones sobre el cacique París, cuenta que el Tiba París había vencido a un ejército de guerreros caníbales que vinieron por mar desde Nicaragua dos años antes de la llegada de los europeos a Parita.
Gran Coclé

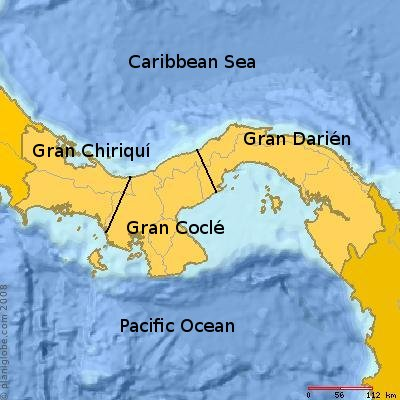
Límites del Gran Coclé.

La cerámica es el principal testimonio de las civilizaciones que poblaron la península de Parita, como era denominada la península de Azuero en la época precolombina. Los pobladores de la península de Parita dominaron la cerámica debido a la intensificación de las prácticas agrícolas.
La región cultural del Gran Coclé se desarrolló en las provincias centrales con el desarrolló de sus propias características a partir del cerámico temprano con el estilo Monagrillo en el año 2500 a. C., uno de los más antiguos de América. Con la nuclearización de la población y el desarrollo de los estilos cerámicos de La Mula, Macaracas, Tonosí, Cubitá, Mendoza se logró la consolidación de los estilos cerámicos que persistirían hasta la llegada de los castellanos en el siglo XVI.

### Período de conquista española
Los Santos quedó incorporada plenamente a la civilización occidental con la conquista, evangelización y exterminio de la población de las provincias indígenas. Al momento de la conquista, la región estaba habitada por nativos americanos de la etnia ngäbe y buglé.
Los primeros exploradores europeos en explorar la región que actualmente constituye la provincia de Los Santos fueron los castellanos. En el año 1515 Pedrarias Dávila, gobernador de Castilla de Oro envía a Gonzalo de Badajoz a conquistar la costa pacífica de Panamá. El capitán Gonzalo de Badajoz incursionó en Parita encontrando en pleno florecimiento cultural a los cacicazgos indígenas bajo el dominio de Antataura. El viaje de Badajoz a través de los territorios de los caciques de la vertiente pacífica fue cruel y despiadado, pero al llegar a Parita fue derrotado por el tiba París. En la guacabara del río Grande París logró vencer a Badajoz y despojarlo del oro que había ganado en las batallas contra los caciques de la costa del Mar del Sur y los tributos que el propio París le había enviado para evitar la invasión de sus tierras.
El gobernador del reino de Castilla de Oro envió a Gaspar de Espinosa a recuperar el tesoro de Antataura y conquistar las provincias bajo dominio de París. Espinosa partió de Santa María la Antigua del Darién hacia las tierras de París junto a los capitanes Diego Albites, Bartolomé Hurtado y Pablo Mejía y otros 200 soldados castellanos.
El 29 de julio de 1516, una vez conquistada Natá, se dirigieron hacia el cacicazgo de Escoria, ubicado a seis leguas de Natá y gran aliado del cacique París, al cual derrotaron y capturaron. Se dirigieron al sur hacia el Asiento de París a unas seis leguas de Escoria en donde eran esperados por París, a quien se enfrentaron y lograron derrotar. En esta batalla, París se encontraba en desventaja por no contar con armas de fuego ni vehis (yeguas). París escapó hacia el interior de Pariba y en su persecución Espinosa envió a Diego Albites a conquistar Usagañá, aliado de París y cuyo cacicazgo se ubicaba a una legua del asiento de París, estableciendo allí un real, por ser una provincia muy abastecida de alimentos.
Desde este fuerte partió Gerónimo de Valenzuela rumbo a la provincia de Guararí localizada a unas dos jornadas de Usagaña, en la costa de la Mar del Sur y a Pedro de Gamez a la provincia de Quemá. Conquistada Guararí, Espinosa parte hacia la conquista de la provincia de Huera, localizada a cuatro jornadas de Guararí. Bartolomé Hurtado junto a Anton Martín y Alonso Quintero también parten de Guararí en canoas construidas en esta provincia a explorar la costa sur de la confederación.
Conquistada Huerá, Espinosa se reúne en el Puerto de las Agujas en la costa de la provincia de Huera con Hurtado, a quien envía nuevamente por mar a la conquista y exploración de la provincia de Guanata. El resto de castellanos junto a Espinosa se dirigen a la provincia de Quemá, ubicada a unas dos leguas de Huera. Una vez conquistada Quemá se dirigen a la provincia de Chiracona o Chiracoitia, ubicada a dos jornadas de esta última y limítrofe tanto con las provincias de Quemá, como de Usagañá. Una vez conquistadas Chiracoitia y Quemá, Espinosa envía a Navarro de Virues a la conquista de la provincia de Guanato, limítrofe con Chiracoitia en la costa del Mar del Sur. Por mar, Bartolomé Hurtado explora y somete al cacique Caubaco, en una isla frente a la costa de la provincia de Guanata, también conquista la Isla de Varonea y la isla de Cabo, esta última ubicada a unas ocho leguas de la costa.
Una vez fueron controladas todas las provincias bajo el dominio de París, los castellanos regresan al asiento de París y de allí, el 2 de enero de 1517 a Escoria para luego regresar a Santa María. En esta expedición no se logró capturar a París, pero gran parte del tesoro de París fue recuperado con la conquista de las provincias de Quemá, Chiracoitia y Usagaña. De esta manera Espinosa logró someter y conquistar la región Azuerense, exterminando gran parte de la población de la confederación de Pariba. Los sobrevivientes fueron esclavizados y enviados a Santa María y los que lograron escapar se replegaron colectivamente hacia las sierras, que por su topografía no eran aptas para la vida de los europeos, entre ellas las selvas de la región oriental y de la vertiente atlántica del Istmo y hacia las zonas inaccesibles para el colono hispano, como lo fueron las tierras montañosas de la Cordillera Central.
Gaspar de Espinosa en compañía del piloto Juan de Castañeda organizan una segunda expedición a las tierras de París y Escoria, a la que parten en julio de 1519. En esta expedición hacen un reconocimiento de la costa septentrional del Mar del Sur, a bordo de los navíos de Balboa, el San Cristóbal y el Santa María de Buena Esperanza. En esta ocasión Espinosa se encuentra con el funeral del cacique París quien falleció probablemente de muerte natural.
Una vez consolidado el dominio sobre los cacicazgos, se funda Natá de los Caballeros cómo núcleo de expansión castellana, considerado uno de los acontecimientos más importantes en la expansión colonial en la región. Es desde esta población que inicia el repoblamiento de la península de Azuero, despoblada después de la conquista.

### Período de colonización española

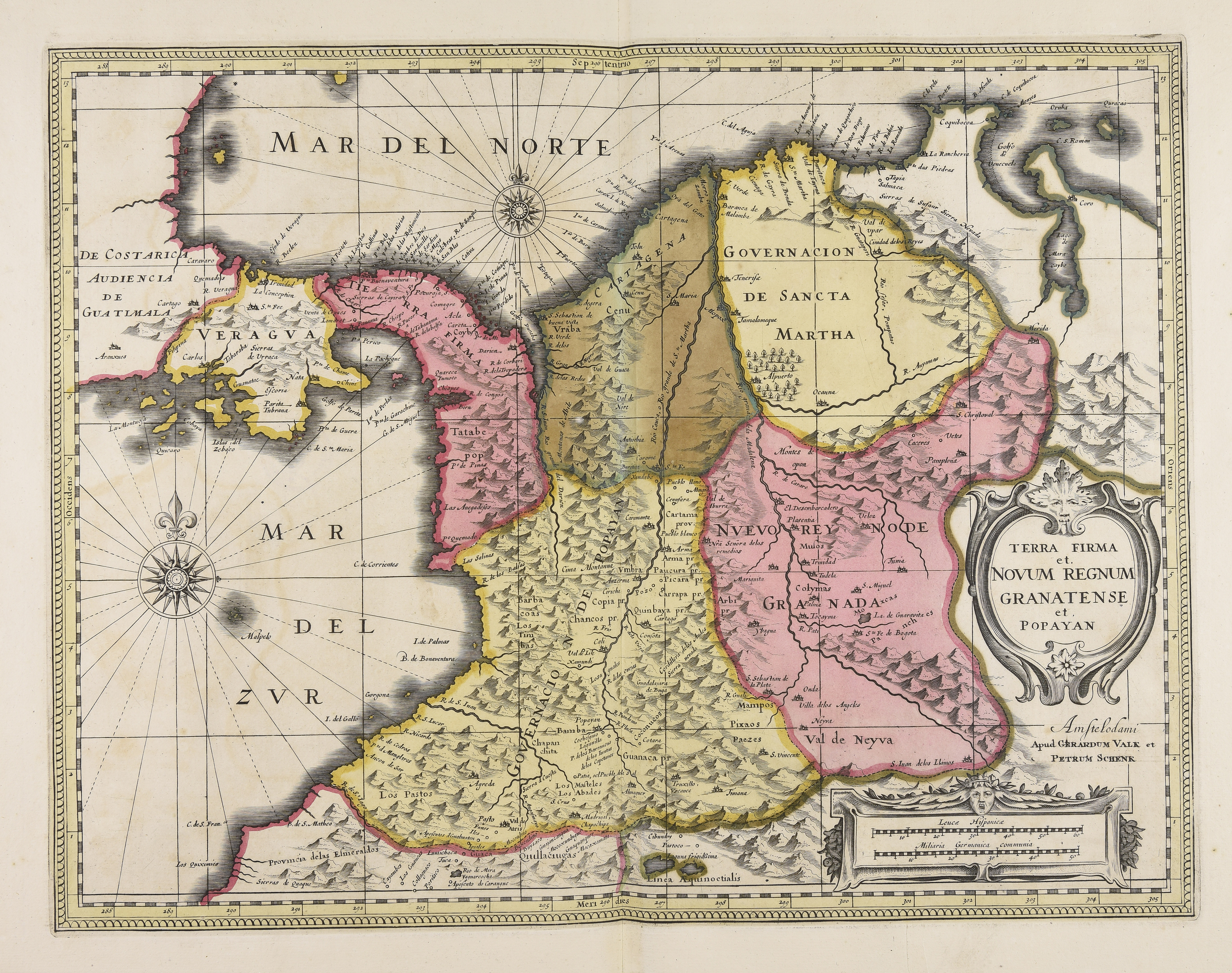
Mapa de las primeras divisiones coloniales del Reino de Tierra Firme, Nuevo Reino de Granada y Popayan a principios del, Los Santos estaba ubicado en Veragua.

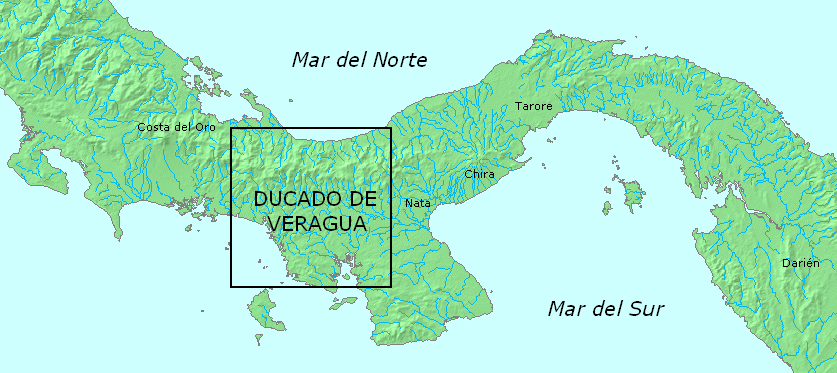
Ducado de Veragua.

Una vez consolidada la conquista española, el avance de los colonos desde Natá de los Caballeros definirían lo que conocemos como Azuero. Al abolirse la esclavitud indígena en Natá de los Caballeros, en época de la jurisdicción castellana sobre Tierra Firme, los nativos que sobrevivieron a la conquista fueron reubicados en tres asentamientos exclusivos para los indígenas: Santa Cruz de Cubita, Santa Helena de Parita y Santiago de Olá. Esta primera fue fundada, posiblemente el 3 de mayo de 1558, por el gobernador Juan Ruiz de Monjarraz y fray Pedro de Santa María, a orillas del río llamado Cubita (actualmente conocido como río La Villa), a unos tres kilómetros del lugar de la actual villa de Los Santos, aunque en la ribera opuesta.
Ante la idea de restaurar la esclavitud indígena en Natá, algunos pobladores abolicionistas abandonan Natá de los Caballeros buscando nuevas oportunidades en las fértiles tierras de Azuero. Estos colonos, procedentes de varias regiones de la península ibérica y de las islas Canarias, comenzaron de inmediato a introducir en la región una serie de artesanías propias de sus regiones de origen. A ellos se unirían luego soldados castellanos desertores, sin vocación bélica, que se habían enrolado en el ejército, para combatir en la guerra araucana en Chile, con el único propósito de cruzar a América buscando un mejor futuro.
El poblamiento de la península de Azuero, establecimiento de casas y fincas aisladas, por parte de estos aventureros, fue relativamente lento y comenzó en la vecindad de 1553 y prosiguió durante más de una década. Vivían distantes entre sí, y por supuesto lejos de Natá, para mantenerse fuera de su órbita tributaria. Libres de impuestos municipales y diezmos gravosos, podían cubrir mejor sus necesidades en tiempos de escasez. Las gestiones de Natá ante la Corona consiguieron la licencia para explorar la todavía virgen provincia de Veraguas (Ducado de Veragua). Como resultado de estas exploraciones, se fundó la población minera de Concepción, la cual los natariegos no pudieron explotar por falta de recursos económicos. Los beneficios directos de la explotación fueron a manos de los pobladores de Panamá y Nombre de Dios, que poseían esclavos negros empleados en estos oficios mineros.
Concepción se convirtió en un mercado potencial para los granos y reses de los productores esparcidos a través de la península de Azuero, este comercio con la población minera mejoró la situación económica de los azuerenses. Ante la prosperidad que se vivió en la región y las multas pecunarias, que impuso arbitrariamente la alcaldía de Natá a los pobladores, estos decidieron romper sus vínculos con aquella población y fundar una nueva con gobierno propio.
Fundación de La Villa de Los Santos

Cruz de Borgoña, bandera española de ultramar durante la fundación de la Villa de Los Santos.

Bandera del Virreinato de Nueva Granada de 1785-1873 y de 1875-1931.

A los colonos que emigraron de las tierras coclesanas a las sabanas azuerenses se les había prohibido terminantemente la fundación de ciudades; a pesar de ello, un grupo de colonos natariegos y habitantes de Parita, Cubita, Mensabé y Guararé decidieron erigir un núcleo poblacional a orillas del río Cubita siguiendo el estilo de una ciudad colonial española, a la que denominaron Los Santos, porque su fundación se realizó el primero de noviembre de 1569, día de tal advocación religiosa.
Natá se opuso a tal fundación, por ver entorpecidos sus intereses económicos en impuestos que recibía de la región. Por ello el alcalde ordinario de Natá, Rodrigo de Zúñiga, encabezó una avanzada militar contra los santeños. Alrededor del cinco de noviembre se dio el encuentro entre los bandos rivales en las márgenes de la Quebrada de Rabelo, denominada así probablemente por ser propiedad de uno de los fundadores de Los Santos: Ambrosio Rabelo. Los fundadores fueron apresados y sus casas destruidas, el líder del grupo fundador y primer alcalde de Los Santos, D. Francisco Gutiérrez, hombre de visión y liderazgo, fue condenado inicialmente a la horca, pero luego se bajó su pena al destierro.
La oposición natariega a la existencia de Los Santos toma luego la forma de una prolongada disputa legal que se ventila en la Audiencia de Panamá. En este punto, representantes de la Corona inspeccionan el sitio escogido por los fundadores santeños y concluyen, que el sitio es óptimo y la idea fundacional es acertada. La justificación para hacer una ciudad adicional - y en ese sitio - queda entonces claramente establecida.
Para complacer a ambas partes, es decir a natariegos y santeños, la Corona decidió reconocer la existencia de la población de Los Santos en la Provincia de Tierra Firme, pero no con el alto título de “ciudad” (como lo tenía Natá), sino con el menguado título de “Villa”. De ahí que este pueblo se llame todavía hoy La Villa de Los Santos, aún habiendo podido enmendar este desaire tras los ilustres episodios de siglos subsiguientes. Sigue siendo “villa” como perpetuo desafío a lo que la arrogancia de la monarquía española representó para nuestro caserío incipiente en aquella época embrionaria. A pesar de llevar el nombre de "Villa", en la cúspide de su importancia demográfica, llegó a ser la segunda en tamaño y relevancia económica en todo el Istmo, superada solamente por la ciudad de Panamá.
En 1589, la mina de Concepción fue clausurada, esto causó una depresión económica en la región, llevando a sus pobladores a emigrar a áreas deshabitadas de la península, buscando nuevas tierra. Estas excursiones de santeños plantaron las semillas poblacionales de casi todos los pueblos que cubren la península de Azuero hoy en día. Así, Los Santos fue la primera y la más antigua de las poblaciones azuerenses: fue también el punto radial del cual parten los fundadores de casi todas las otras ciudades del área.
En 1630, Fray Antonio Vázquez de Espinosa, en el Compendio y Descripción de las Indias Occidentales, dice que Natá era una población pequeña poblada por españoles e indios. Con relación a Parita y a La Villa de Los Santos, dice:

"Ocho leguas adelante [de Natá] está la villa de los Santos, población de doscientos vecinos españoles, muy abastecido y regalado, junto a él el pueblo de Parita, que todos los indios hablan la lengua española, habiendo olvidado la natural y materna."
Fray Antonio Vásquez de Espinosa

Finalmente, el 10 de noviembre de 1821, los comuneros más relevantes del partido de Los Santos, reunidos en la casa del Cabildo de la villa, declaran rotas las cadenas que los habían unido, durante casi más de trescientos años, al Imperio Español. A este histórico hecho se le conoce como el “Grito de la Villa”, y constituye el ejemplo prístino de la vocación de libertad del pueblo azuerense.

### Período Grancolombino

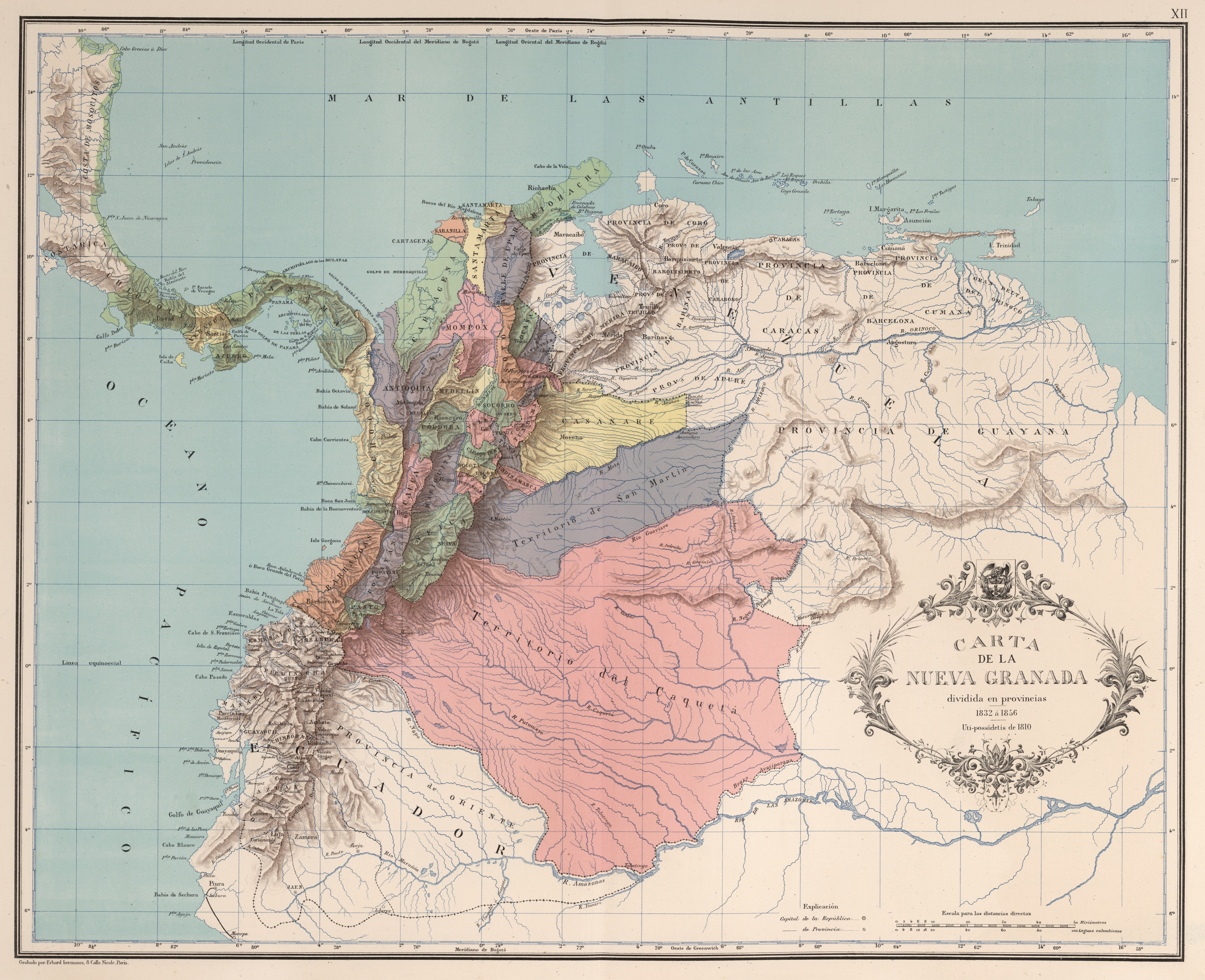
Provincia de Azuero en la República de la Nueva Granada

La provincia contaba con bandera y constitución propia.

La región azuerense perteneció durante la Colonia -en gran parte de su sección oriental -, a la Alcaldía Mayor de Natá; y en su parte occidental a Veraguas. Con algunas modificaciones esos límites políticos todavía perduran. Sin embargo, a partir de 1821, con la independencia de Panamá de España y la posterior adhesión a la Gran Colombia, se crea en 1822 el Departamento del Istmo, la jurisdicción administrativa se dividió en las provincias de Veraguas y Panamá.

#### Provincia de Azuero
Tras la disolución de la Gran Colombia, de los territorios que conformaban los departamentos del norte y sur, surgieron dos nuevos países denominados Estado de Venezuela y Estado del Ecuador. Las provincias que geográficamente ocupaban la parte central de la desintegrada Gran Colombia, que en ese entonces comprendía los antiguos departamentos de Boyacá, Cauca, Cundinamarca, Magdalena e Istmo (Panamá) decidieron formar un nuevo Estado, denominado República de la Nueva Granada.
El 8 de abril de 1850, el congreso de la República de la Nueva Granada creó la provincia de Azuero, a partir del cantón de Parita, conformado por los distritos parroquiales de Parita, Macaracas, Minas, Ocú y Pesé; el Cantón de Los Santos, conformado por los distritos parroquiales de Los Santos, Las Tablas, Pocrí y Pedasí; y el distrito parroquial de Santa María, segregado del Cantón de Natá y agregado al cantón de Parita; con capital en la Villa de Los Santos. Esta provincia tuvo en su momento una bandera propia; la cual, hoy en día se utiliza como bandera del pueblo de la Heroica Villa de Los Santos y ocupaba toda la península de Azuero. Su gobernador era don Juan Arosemena y a finales de 1853 y posteriormente en 1854 la provincia adopta su propia constitución para su régimen interno.

### Período de laConfederación GranadinayEstados Unidos de Colombia
En mayo de 1856, las ideas federalistas de Justo Arosemena triunfaron y Panamá, pasó a convertirse en Estado Federal de Panamá, uno de los primeros estados que conformarían la Confederación Granadina. El Estado Federal de Panamá estaba constituido por las provincias de Panamá, Azuero, Veraguas y Chiriquí.
Departamento de Los Santos
En 1855 el congreso de la Nueva Granada, a cargo del ejecutivo, José de Obaldía y mediante el decreto de 9 de marzo de 1855, suprime la provincia de Azuero y su territorio fue dividido entre las provincias de Panamá y Veraguas; los distritos parroquiales de Santa María, Parita, Pesé, Macaracas, Ocú y Las Minas se agregaron a la provincia de Veraguas, el resto de distritos pasaron a la provincia de Panamá.
Las causas de la supresión de la provincia fueron a consecuencia de los enfrentamientos armados, derivados de las luchas económicas, sociales y políticas encabezadas, de un lado, por las familias Goitia y Robles, de filiación liberal y, del otro lado, por las familias De la Guardia, Fábrega y Chiari, de filiación conservadora, para mantener el control regional, episodio conocido como "la guerra de familias".
A los pocos meses, al crearse el Estado Federal de Panamá en 1855, como quiera que las necesidades económicas, sociales y políticas que dieron origen a la extinguida provincia de Azuero todavía subsistían y su restablecimiento constituía una aspiración de sus habitantes, se hizo necesario, para fines administrativos, una nueva división territorial, que se concretó cuando la Convención, reunida en el Istmo, a través de la Ley de 12 de septiembre de 1855, se instauró el departamento de Los Santos, atendiendo la antiquísima denominación regional, pero del que solo fueron sufragáneos los distritos parroquiales de Chitré, Las Tablas, Pocrí, Pedasí y Los Santos. En cuanto al departamento de Herrera, se conformó a partir de los distritos del cantón de Parita: Macaracas, Parita, Pesé, Las Minas y Santa María.
En 1856, el descontento de los azuerenses, por la centralización del estado en un estado unitario y la finalización de los ideales federales del istmo, llevan a una guerra política en la región. Como describe Pablo Arosemena, en Herrera y Los Santos, la situación era tal que se producían:

"Desacatos constantes a los Magistrados; abierta resistencia a sus providencias y al pago de los impuestos públicos, asonadas frecuentes en que se lanzan muera al Estado Federal,
 a su Constitución y a su Asamblea Constituyente; asesinatos perpetrados, ora en la persona de un regidor, ora en la de un gendarme, ora en la de un agente fiscal, disposición y 
expulsión de altos funcionarios departamentales [...]."
Pablo Arosemena

Sin embargo, la península sobre la que se asientan estas dos provincias y parte de la provincia de Veraguas, ubicada entre el golfo de Montijo y el golfo de Parita, quedó bautizada hasta nuestros días con el nombre de Azuero, aunque previamente había ostentado los nombres indígenas de Parita, Guararé y Mensabé; durante la conquista de Veraguas tuvo por nombre Veraguas y durante la colonia se llamó 'Los Santos'.
Departamento de Herrera
Los departamentos de Los Santos y Herrera fueron fundidos en uno solo: el departamento de Herrera, con cabecera en Pesé. Esta fusión sucedió apenas se eligió a Santiago de la Guardia como Gobernador del Estado Soberano de Panamá, pues la Asamblea Legislativa, por conducto de la Ley de 4 de noviembre de 1860, modificó la demarcación del Estado al implantar los siguientes departamentos: Panamá, Colón, Chiriquí, Fábrega, Herrera y Soto. Esta ley además fijó los distritos de cada sección, señaló capitales, creó y suprimió distritos y fijó límites entre varios de ellos. La Ley de 29 de diciembre de 1862, cambiaría la capital de Pesé a La Villa de Los Santos.
Departamento de Los Santos
Dos años más tarde, merced la Ley de 22 de enero de 1864, aprobada por la Asamblea Legislativa, estando al frente del Estado Soberano de Panamá (Constitución de Rionegro) José Leonardo Calancha, cargo que ahora luce en la categoría de presidente, reordenó la circunscripción territorial al instituirse los siguientes departamentos: Coclé (cabecera: Penonomé), Colón (cabecera: Colón), Chiriquí (cabecera: David), Panamá (cabecera: Panamá), Veraguas (cabecera: San Francisco de la Montaña) y Los Santos (cabecera: Los Santos).
Con esta alteración departamental, simultáneamente a la reaparición del departamento de Los Santos, se borró del mapa el departamento de Herrera. Todas sus comarcas quedarían comprendidas en el de Los Santos, al que se le reincorporó el distrito de Santa María, que había sido cedido anteriormente a la provincia de Veraguas. El código Administrativo, redactado por el doctor Justo Arosemena, sancionado por la Legislatura en N.º 11 y promulgado por el presidente Buenaventura Correoso, en virtud del decreto N.º 11 de julio de 1870, estableció la cabecera en Las Tablas. Luego, la Ley 2 del ll de octubre de 1873 desplazó la capital de la provincia de Los Santos, de Las Tablas a la población de Los Santos hasta 1878, cuando pasaría nuevamente a Las Tablas. La Ley 35 de 1879 volvió a fijar la capital de la provincia en La Villa de Los Santos.
Provincia de Los Santos
Por el Decreto n.º 190 de 20 de octubre de 1886, su primer Gobernador, el general Alejandro Posada, colombiano, en ejecución de esa Carta Política, reorganizó el Istmo y denominó a sus Departamentos o prefecturas: provincias, a sus gobernantes: prefectos, a sus distritos: distritos municipales y a sus cabildos: consejos municipales. En consecuencia, el Istmo se denominó oficialmente departamento de Panamá (con capital en la ciudad de Panamá), en vez de Estado Soberano de Panamá y se llamó provincia de Los Santos, en sustitución del departamento de Los Santos, con capital en la Villa de Los Santos, aunque la separación de Colombia nos encontró con la capital provincial en Pesé; pero, la Junta de Gobierno Provisional de la República, en uno de sus primeros actos, a través del decreto N°23 del primero de diciembre de 1903, la regresó a Los Santos, en momentos en que la población de la provincia no sobrepasaba los 53.082 habitantes.

### Períodorepublicano

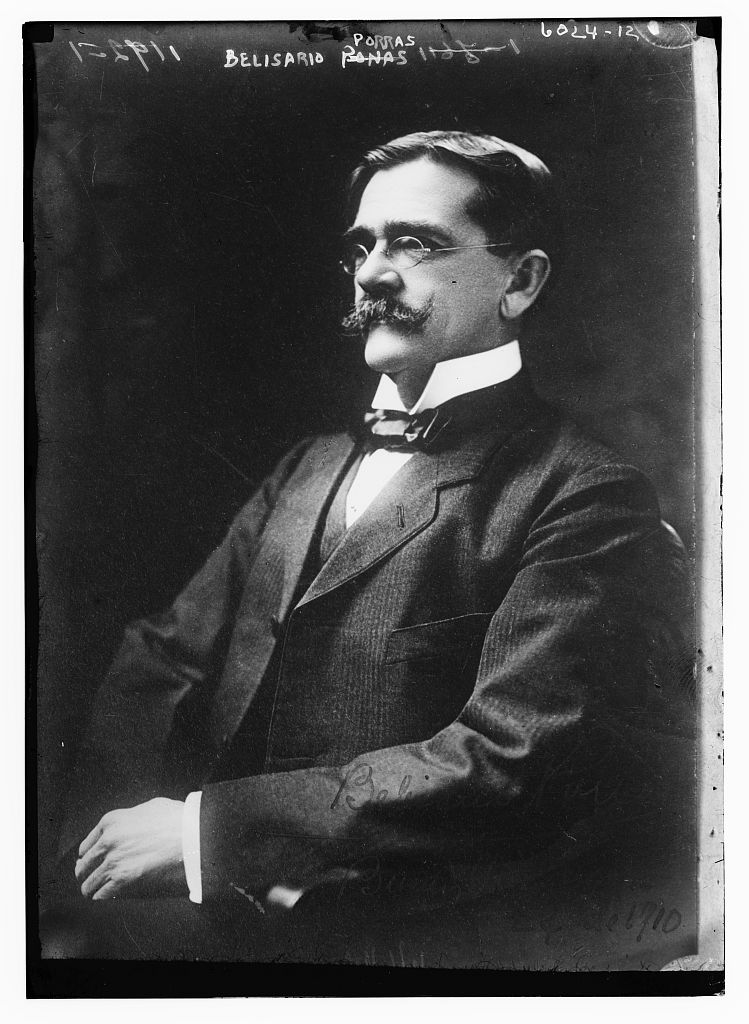
Belisario Porras.

Con la separación de Panamá de Colombia en el año 1903, la nueva república quedó constituida por las provincias de Bocas del Toro, Coclé, Colón, Chiriquí, Los Santos, Panamá y Veraguas. La provincia de Los Santos ocupaba todo el territorio de la península de Azuero, hasta la división en dos provincias mediante la Ley número 55 del 30 de diciembre de 1914, en razón del proyecto presentado y sustentado por el diputado Moisés Espinosa a la Asamblea Nacional a finales de 1914, en el primer gobierno del presidente Belisario Porras.
A una porción de su dominio, que prosiguió con el mismo nombre y siete distritos, se le asignó como cabecera a Las Tablas. A la otra porción se la denominó provincia de Azuero, con cabecera en Chitré. A los días siguientes, gracias a la Ley 17 de 18 de enero de 1915, cuyo proyecto fue iniciativa del Órgano Ejecutivo, presentado a través de Juan B. Sosa, secretario de gobierno y justicia, cambiaría el nombre a provincia de Herrera con cabecera en Chitré. La provincia de Herrera quedaría constituida a partir de las circunscripciones santeñas de Chitré, Las Minas, Parita, Los Pozos, Ocú, Pesé y Santa María.
El primer gobernador de la provincia de Los Santos fue Moisés Espino y el de la provincia de Herrera Ezequiel Urrutia Díaz. Al señor Espino lo sucedieron en el cargo Justo Pastor Espino, Everardo Velarde, el doctor José E. Calvo y Claudio Vásquez Villarreal.
Provincia de Azuero

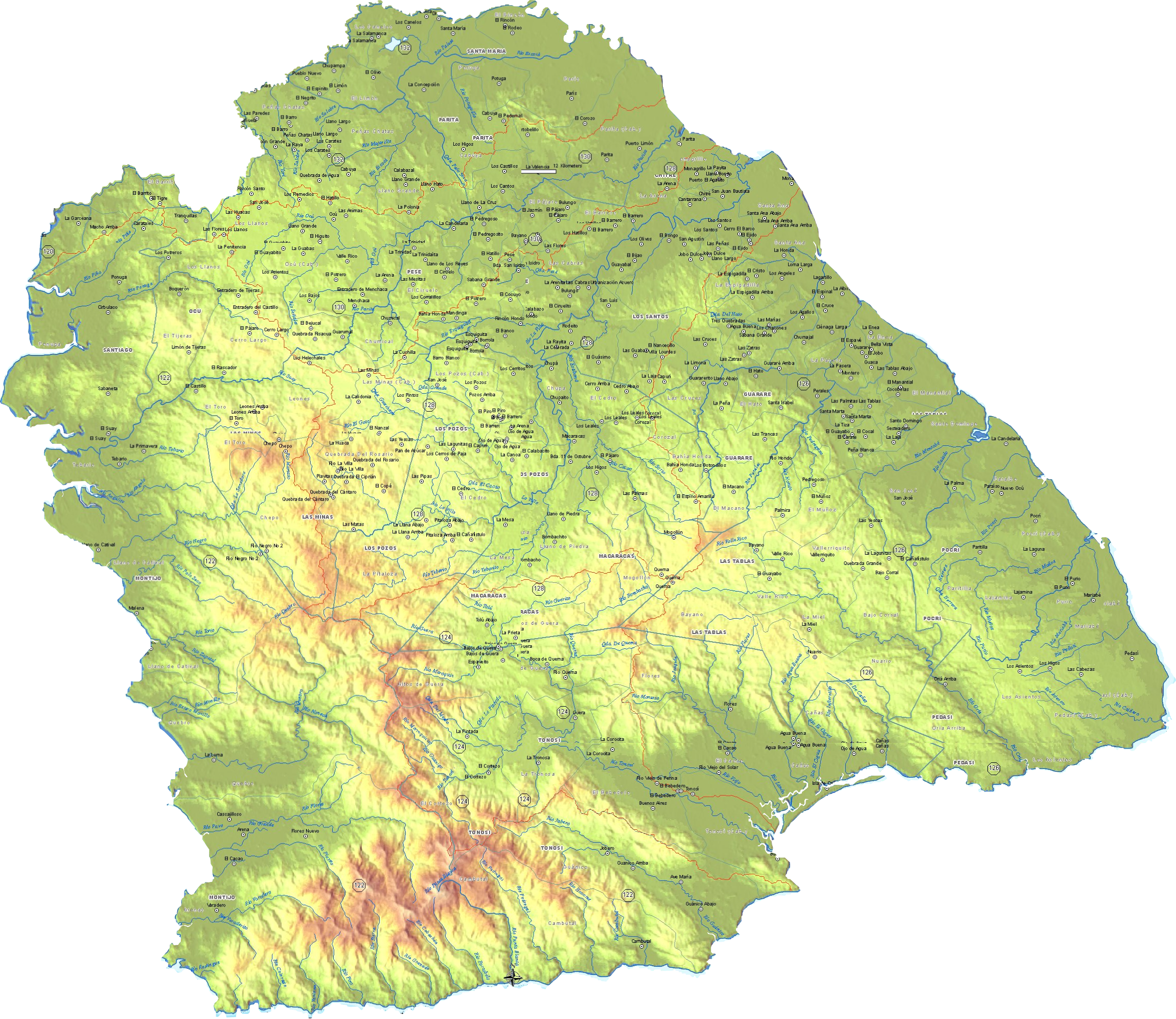
Área que ocupaba la provincia de Los Santos en 1945 sobre un mapa actual de la región.

En la constitución política de 1941, el presidente Arnulfo Arias suprimió la provincia de Herrera y su territorio quedaría sujeto a la provincia de Los Santos, con capital en Chitré. Esta provincia, además de la provincia de Herrera, incluía la totalidad del territorio de Quebro (actuales corregimientos de Mariato, Quebro y Arenas), así como la totalidad del corregimiento de Ponuga, el sur del corregimiento de la Colorada y el corregimiento de El Barrito. La Ley 103 de 12 de julio de 1941, modificó el título 1 del libro 1, del código administrativo y redefinió los distritos de la provincia de Los Santos así: Chitré, Ocú, Las Tablas, Los Santos, Macaracas y Tonosí. Los distritos de Pedasí, Pocrí, Guararé, Parita, Pesé, Los Pozos, Santa María y Las Minas fueron convertidos en corregimientos. Su gobernador fue Guillermo Espino Díaz.
Provincia de Los Santos
La actual provincia de Los santos se constituyó en el año 1945 mediante el decreto de Gabinete n.º 13 del 8 de enero de 1945, el cual restableció la división territorial existente antes de la Ley 103. Se restituyó la extinta provincia de Herrera a la geografía nacional, así como los distritos suprimidos. Con la creación de la nueva provincia, Azuero quedó constituida nuevamente en dos provincias, similar a la división política de los años 1914 y en 1915 y perdiendo el territorio occidental de la provincia que pasó a formar parte de la provincia de Veraguas. Chitré fue declarada cabecera de Herrera y Las Tablas, como cabecera de Los Santos. El gobernador de Herrera fue el ingeniero Rubén Núñez y el de Los Santos el doctor Juan Vásquez G.
La provincia de Los Santos se reglamenta en su régimen territorial, en virtud del Capítulo II de la Ley 58 de 29 de julio de 1998 publicado en la gaceta oficial N°23,602 del jueves 6 de agosto de 1998.

## Organización territorial
Municipios
Los Santos se divide en siete municipios constituidos mediante el capítulo III de la Ley 58 de 29 de julio de 1998 (Gaceta Oficial N°23,602, jueves 6 de agosto de 1998), que son las siguientes.
| Los Santos |                                  | |                                   |                                                             |
| Distritos  | Distritos                        | Corregimientos | Cabecera                          | Los Santos Macaracas Tonosí Pocrí Pedasí Guararé Las Tablas |
|            | Guararé Población 10.301 hab.    | Guararé, El Espinal, El Macano, Guararé Arriba, La Enea, La Pasera, Las Trancas, Llano Abajo, El Hato y Perales. | Guararé 4.318 hab.                | Los Santos Macaracas Tonosí Pocrí Pedasí Guararé Las Tablas |
|            | Las Tablas Población 27.254 hab. | Las Tablas, Bajo Corral, Bayano, El Carate, El Cocal, El Manantial, El Muñoz, El Pedregoso, El Sesteadero, La Laja, La Miel, La Palma, La Tiza, Las Palmitas, Las Tablas Abajo, Nuario, Palmira, Peña Blanca, Río Hondo, San José, San Miguel, Santo Domingo, Valle Rico y Vallerriquito. | Las Tablas 9.063 hab.             | Los Santos Macaracas Tonosí Pocrí Pedasí Guararé Las Tablas |
|            | Los Santos Población 25.930 hab. | La Villa de Los Santos, El Ejido, El Guásimo, La Colorada, La Espigadilla, Las Cruces, Las Guabas, Los Ángeles, Los Olivos, Llano Largo, Sabanagrande, Santa Ana, Tres Quebradas, Villa Lourdes y Agua Buena.                                                                             | La Villa de Los Santos 7.688 hab. | Los Santos Macaracas Tonosí Pocrí Pedasí Guararé Las Tablas |
|            | Macaracas Población 9.390 hab.   | Macaracas, Bahía Honda, Bajos de Güera, Corozal, Chupá, El Cedro, Espino Amarillo, La Mesa, Llano de Piedras, Las Palmas y Mogollón. | Macaracas 2.961 hab.              | Los Santos Macaracas Tonosí Pocrí Pedasí Guararé Las Tablas |
|            | Pedasí Población 4.012 hab.      | Pedasí, Los Asientos, Mariabé, Purio y Oria Arriba. | Pedasí 2.150 hab.                 | Los Santos Macaracas Tonosí Pocrí Pedasí Guararé Las Tablas |
|            | Pocrí Población 3.754 hab.       | Pocrí, El Cañafístulo, Lajamina, Paraíso y Paritilla. | Pocrí 1.364 hab.                  | Los Santos Macaracas Tonosí Pocrí Pedasí Guararé Las Tablas |
|            | Tonosí Población 10.290 hab.     | Tonosí, Altos de Güera, Cañas, El Bebedero, El Cacao, El Cortezo, Flores, Guánico, La Tronosa, Cambutal e Isla de Cañas. | Tonosí 2.602 hab.                 | Los Santos Macaracas Tonosí Pocrí Pedasí Guararé Las Tablas |

Corregimientos

Corregimiento de Los Santos

En Los Santos existen 81 corregimientos divididos entre los 7 municipios. Los corregimientos en Los Santos están regulados por la Constitución de la República de Panamá en su Título I artículo 5 y Título VIII capítulo 1.º, en los artículos que van del 225 al 231, donde se establece que el corregimiento es la entidad territorial básica de las provincias, sin embargo es el Municipio la entidad fundamental de la división político-administrativa del Estado, con gobierno propio, democrático y autónomo, al cual le corresponde prestar los servicios públicos y construir las obras públicas que determine la Ley, ordenar dentro de la que goza de personalidad jurídica propia y de plena autonomía en el ámbito de sus intereses.
Según la Ley 97 del 12 de noviembre de 2013, se creará el corregimiento de El Ejido, segregado del corregimiento de Santa Ana del distrito de Los Santos. Este corregimiento entrará en existencia el 2 de mayo de 2019.

## Demografía

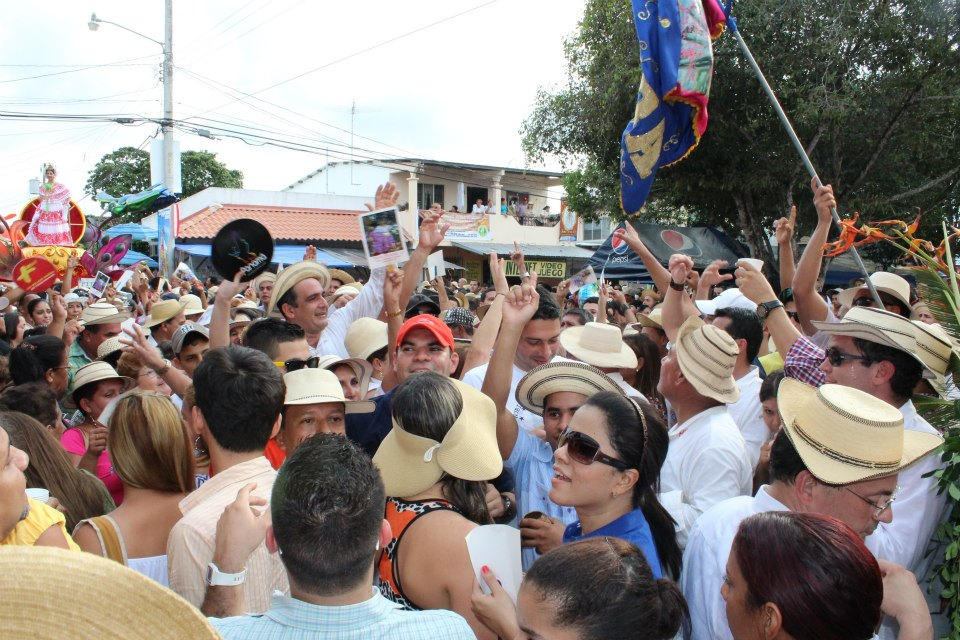
Santeños celebrando el festival de la mejorana.

En el año 2010 Los Santos con un área de 3 809,4 km² tendría una población de 89 592 habitantes y representaba el 2,63% de la población nacional según datos del Instituto Nacional de Estadística y Censo (INEC).
Los Santos solo superaría, demográficamente hablando, a una provincia, Darién (48.378), y a dos comarcas indígenas, Guna Yala (33.109) y Emberá-Wounaan (10.001).
La provincia cuenta con un índice de Desarrollo Humano muy alto de 0,817, ocupando el quinto lugar a nivel nacional en desarrollo según el informe de Desarrollo Humano elaborado por el PNUD en 2019. La esperanza de vida en la provincia es de 80.2 años y cuenta con una tasa de alfabetización del 96.6%.
Evolución
Se desconocen los datos demográficos de la población indígena que habitó la provincia a la llegada de los castellanos ya que la mayoría pereció fruto de las guerras de conquista y las enfermedades introducidas desde Europa. Probablemente, para el Siglo XVIII desaparecerían definitivamente como grupo étnico de la sabana de la península de Azuero. Sin embargo, la península sería repoblada y en 1851 se obtienen los primeros datos poblacionales, aunque la división política de la época no equivale a la actual, ya que se incluían distritos que han pasado a otras jurisdicciones. Por otro lado, Los Santos no ha experimentado altas tasas de inmigración como otras regiones panameñas; pero si una pérdida considerable de su población, a lo que tendríamos que añadir una tasa de crecimiento poblacional de tan solo 0,82%, una de las más baja del país.
Evolución de la población en Los Santos
Fuente: Instituto Nacional de Estadística y Censo
Distribución

Población por corrigimientos de Los Santos en el año 2010

La distribución de la población es un factor de desequilibrio y contraste entre las distintas zonas de la geografía santeña. El grueso de la población se ubica en la sección oriental de la península de Azuero, la misma zona que antaño ocuparon los grupos indígenas. En el año 2010 la densidad poblacional de la provincia era de 23,5 habitantes por km². La provincia cuenta con 29 363 unidades habitacionales, en una densidad de 7,7 unidades por km².
Raza y Ascendencia
Actualmente, se considera a Los Santos como una de las áreas más hispanizadas de Panamá con un 70-74% de su población de origen caucásico/mestizo. Según datos del censo del 2010, las minorías étnicas conformaban el 1.95% de la población, de los cuales 37% eran amerindios y un 73% negros. Sólo un 0,40% de la población afrodescendiente del país vive en la provincia. Si bien el censo no recogió datos del componente hispanomestizo, un 97,85% de la población no se autodenominó negra o amerindia y probablemente representan a este elemento. En las costas de Pedasí viven algunas minorías extranjeras principalmente de origen francés y anglosajón.

### Localidades principales
Las localidades más pobladas de la provincia son:
- Las Tablas
- La Villa de Los Santos
- Macaracas
- Tonosí
- Pedasí
- Pocrí
- Llano de Piedras

## Infraestructuras y equipamientos

### Transportes y comunicaciones

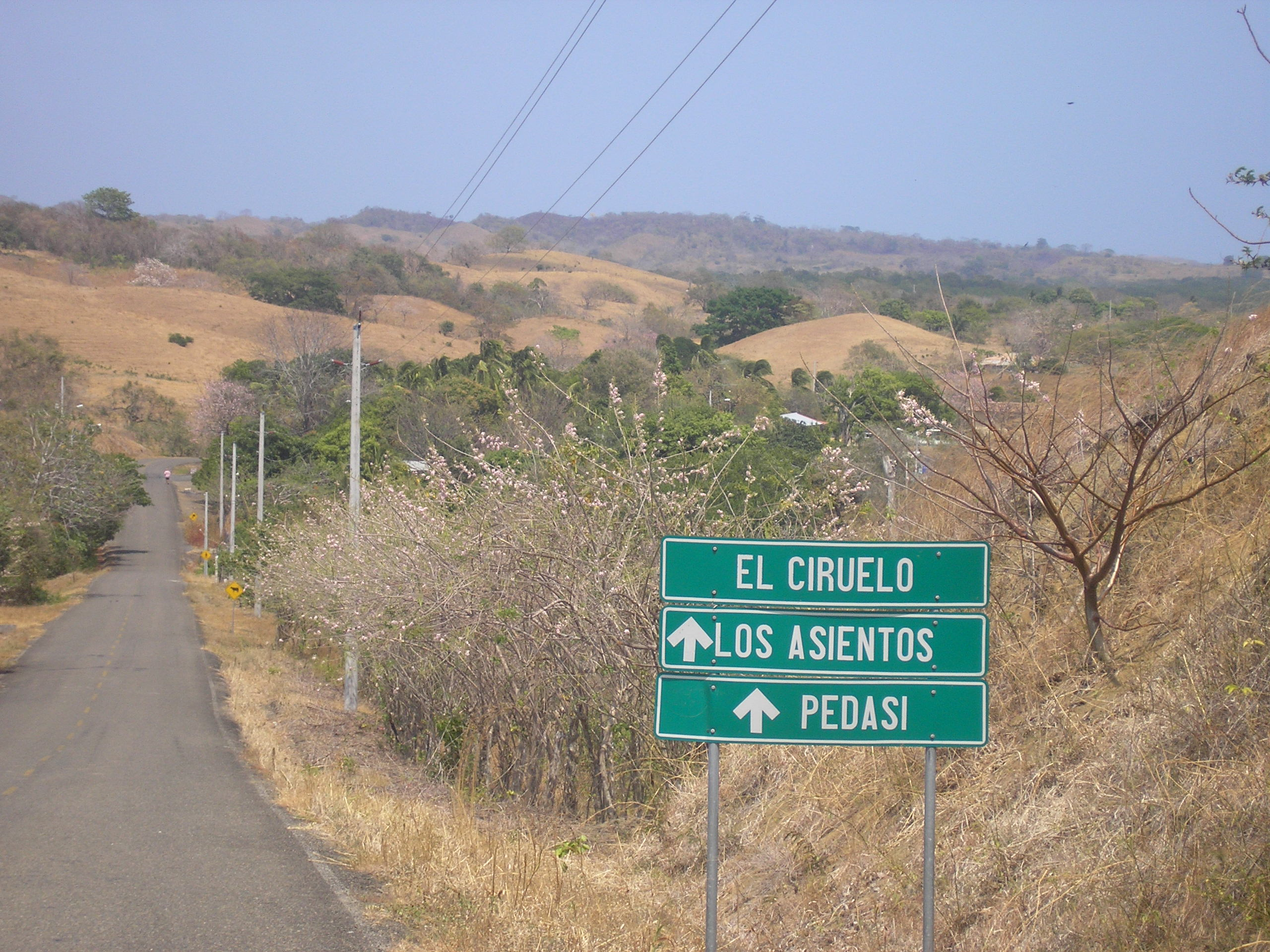
Carretera rural del Sur de Los Santos.

Los sistemas de transporte son un elemento esencial de la estructuración y funcionamiento del territorio. Las redes de infraestructuras son el soporte de los distintos flujos que facilitan la articulación territorial, el desarrollo y distribución de las actividades económicas, los desplazamientos interurbanos, entre otros aspectos.
En el transporte urbano los desplazamientos peatonales y en modos no motorizados coexisten en desventaja con el uso del vehículo privado y con un sistema de transportes públicos insuficientemente desarrollado. En Los Santos es común observar ciudades pequeñas con arquitectura española con calles estrechas. Esto hace que se recurra a sistemas de transportes públicos y la necesidad de implementar mayores ventajas para el uso de la bicicleta.
En 2010, la red viaria santeña estaba compuesta por 1,366.57 km de vías, de los cuales 26 km eran de hormigón, 146.42 km de asfalto, 541.49 km poseían un tratamiento superficial, 588.59 estaban revestidas y 64.07 eran de tierra. El eje principal de la red viaria de la provincia está conformado por las carreteras que interconectan Las Tablas con La Villa de Los Santos y Chitré y de allí con Panamá por la carretera nacional al Norte. Por el Sur, el sistema viario de la provincia se compone de tres ejes principales que la conectan con la costa sur y con el valle de Tonosí. La primera y más norteña, atravieva la provincia de este a suroeste por la vía que comunica La Villa de Los Santos con Macaracas y de allí hacia el Norte con Los Pozos en el sureste de Herrera y hacia el Sur con Llano de Piedra, para posteriormente interconectarse con el segundo y tercer eje vial en el valle de Tonosí. El segundo eje viario o vía Tonosí comunica a la ciudad de Las Tablas con el poblado de Tonosí atravesando la sierra del Canajagua en dirección suroeste para culminar su recorrido en Tonosí con ramales hacia la costa de Búcaro y Los Buzos en Cambutal. Un tercer eje costero comunica Las Tablas con Tonosí a través de una vía costanera que atraviesa el área de playas de la provincia y la costa del atún en Pedasí, interconectándose finalmente con la vía Tonosí en el valle homónimo. Con todo, las necesidades de accesibilidad no terminan de estar resueltas, congestionándose muchos tramos de la red viaria en épocas vacacionales, y soportando mucho tráfico pesado desde las zonas agrícolas de la costa y el sur de la provincia. Existe además un sistema de caminos no asfaltados que conectan el resto del territorio, transitables en la estación seca.
La consecuencia más significativa que se deriva de la fuerte energía del relieve del territorio central y oriental santeño es la existencia de barreras topográficas que condicionan decisivamente el trazado de las infraestructuras de conexión, tanto perpendicular, en sus accesos a la sierra del Canajagua, como trasversal, en la comunicación entre valles, así como su elevado coste de construcción y mantenimiento. Las insuficiencias en la dotación de infraestructuras de transporte de competencia estatal, fundamentalmente en lo que se refiere a comunicación con los valles de Quebro por carretera y el importante coste por kilómetro lineal de construcción debido a su difícil orografía, ha supuesto un significativo déficit en las comunicaciones de Los Santos con el exterior, lo que causa gastos excesivos en el transporte de mercancías a los habitantes del sur y este de la provincia.
Posee puertos pesqueros en Búcaro, Mensabé y Guararé.

### Infraestructura energética
La escasez de recursos combustibles de origen fósil, o su escaso poder calorífico, provoca una fuerte dependencia del petróleo importado, en el sector energético santeño, si bien Los Santos cuenta con un gran potencial para el desarrollo de las energías renovables, sobre todo de la energía solar y de la eólica, no se ha explotado el potencial hidroeléctrico, ni eólico de la región. Esto hace de Los Santos, dependiente energéticamente del resto del país.
La primera planta fotovoltaica de la provincia se encuentra en proceso de desarrollo en el corregimiento de Los Ángeles en el distrito de Los Santos y contará con una capacidad de generación instalada de 9.522 MW

### Educación

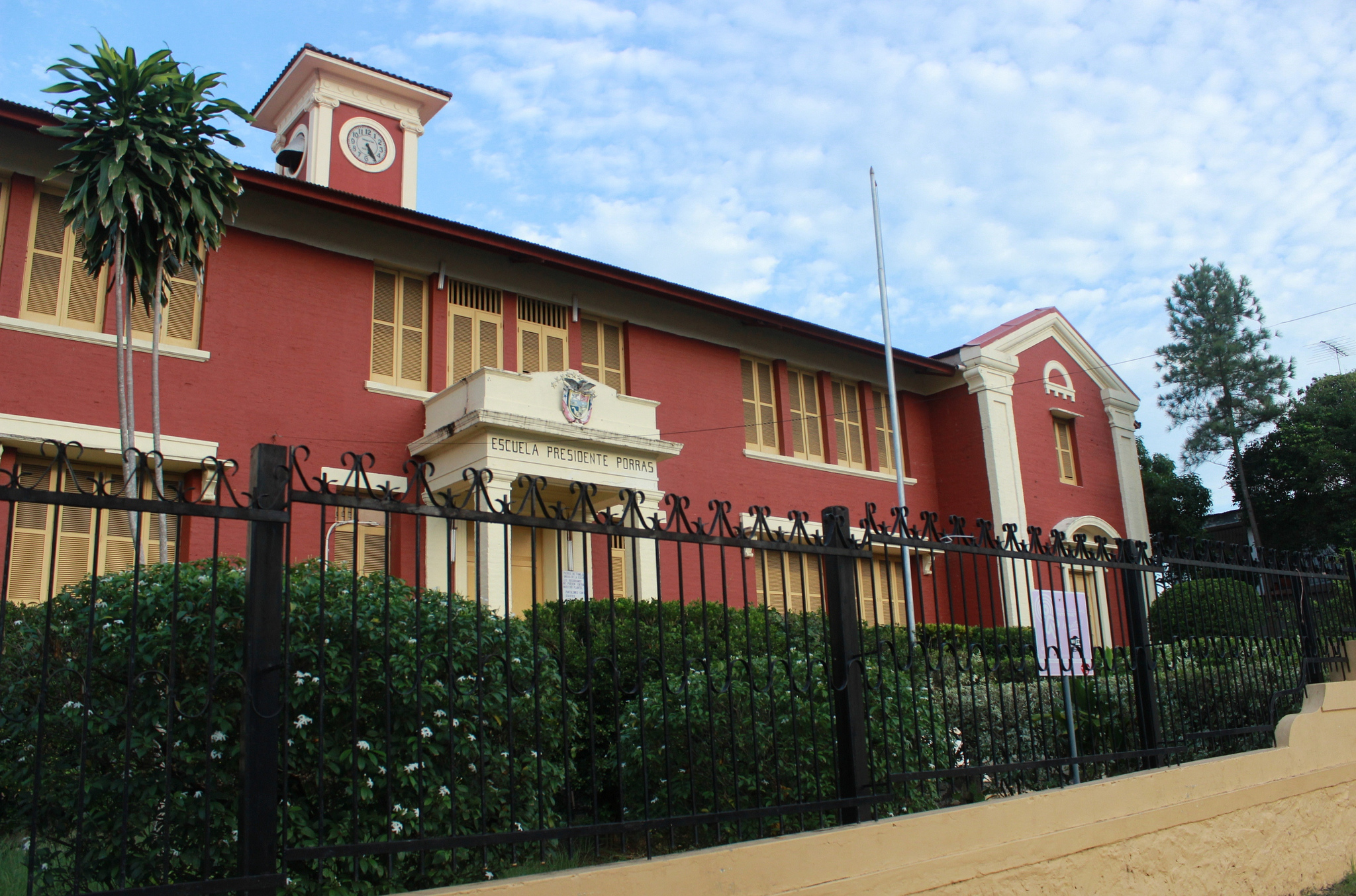
Escuela Presidente Porras en Las Tablas

Como en el resto del Estado, la enseñanza básica es obligatoria y gratuita para todas las personas. La educación infantil, Primaria y Secundaria Obligatoria, así como el Bachillerato y la Formación Profesional, se imparten en una amplia red de centros públicos y privados que garantizan la escolarización de la totalidad de niños y jóvenes en esas etapas formativas.
Uno de los principales problemas de la provincia es el analfabetismo. Si bien el 93,7% de la población estaba alfabetizada, según datos del censo del año 2010, en la provincia viven unas 5 252 personas mayores de 10 años analfabetas, lo que equivale al 6,8% de la población. El distrito de Los Santos cuenta con el mayor número de analfabetas con 1 912 personas y el distrito de Macaracas con el mayor porcentaje, un 18,3% de la población. Otro problema, no menos importante, es el analfabetismo funcional del país, según se demostró en el último informe PISA, en el que Panamá ocupa el antepenúltimo lugar entre los países evaluados.
La escolaridad media de la población mayor de 15 años es de tan solo 8.8 años.
A nivel secundario, los colegios más importantes son: Colegio Manuel María Tejada Roca y el Colegio San Francisco de Asís en Las Tablas, el Colegio Coronel Segundo Villarreal e Instituto Profesional y Técnico de Azuero en La Villa de Los Santos, el Colegio Rafael Antonio Moreno en Macaracas, entre otros.

### Universidades
La educación superior en la provincia inició en los años 40 en las instalaciones del Colegio Manuel María Tejada Roca. Actualmente la provincia cuenta con extensiones universitarias de las siguientes universidades:
- Universidad de Panamá con extensión en Las Tablas.
- Universidad Tecnológica de Panamá localizada en la Villa de Los Santos.
- Universidad Católica Santa María La Antigua localizada en la Villa de Los Santos.

### Sanidad
El sistema sanitario de la provincia de Los Santos se divide entre las prestaciones del sistema público de salud, gestionado por el MINSA y la Caja de Seguro Social, y las que realiza la medicina privada. La sanidad pública azuerense depende del Ministerio de Salud un sistema centralizado con sede en Ciudad de Panamá. La sanidad es universal y gratuita, aunque inferior a la media sanitaria de Panamá, por la precariedad de las instalaciones y el difícil acceso de la población a atención médica de nivel terciario. A nivel primario cuenta con centros de atención primaria repartidos por toda la provincia. Los hospitales de nivel secundario se encuentran en Las Tablas y La Villa de Los Santos.
La provincia cuenta con 42 instalaciones de salud, 16 centros de salud y policlínicas, 22 subcentros y puestos de salud, 4 hospitales con un total de 482 camas que son atendidos por 140 médicos, 150 enfermeras y 52 odontólogos en toda la provincia.
Los hospitales públicos más importantes de la provincia son los siguientes:
Los Santos
- Hospital Regional de Azuero Anita Moreno: está formado por un hospital general principalmente, a cargo de las principales subespecialidades de la medicina interna, todos ubicados en el mismo recinto y una unidad terapéutica para enfermos mentales. Actualmente se encuentra en proceso de construcción las nuevas instalaciones del centro médico.

Las Tablas
- Hospital Joaquín Pablo Franco Sayas: tiene una capacidad de 130 camas y forma parte de la red de hospitales clínicos en la red sanitaria pública, que conforman la región de salud de Los Santos, gestionado por el MINSA. Está formado por un hospital general, un hospital materno-infantil, un hospital de rehabilitación y traumatología, todos ubicados en el mismo recinto y brinda funciones de educación e investigación en el sistema de médicos internos en formación del país. Cuenta con el único tomógrafo del sistema sanitario público de Azuero.[104]

La región no cuenta con hospitales de nivel terciario.
En cuanto a los servicios sanitarios básicos, si bien el 90% de la población tiene acceso a agua, el 32% de las viviendas dependen de suministro de agua de acueductos rurales sin sistema de tratamiento y no potable, por lo que la incidencia de enfermedades gastrointestinales es alta. Por otro lado, según datos del censo del 2010, en la población menor a 18 años el 2.5% no tenía servicio sanitario y el 43.3% no tenía servicio de recolección de basura. La provincia no cuenta con plantas de tratamiento de aguas residuales en ninguno de sus municipios ni ciudades, lo que conlleva a la contaminación de sus ríos, principalmente el río La Villa.

### Ciencia y tecnología
La inversión en I+D+i, es inferior a la media panameña, de por sí muy escasa. La escasa capacidad de investigación e innovación en la empresa y la baja participación del sector privado en el gasto en investigación tiene como resultado una concentración ostensible de la investigación en el sector público. La provincia destaca en la investigación en agropecuaria, principalmente en la mejoría del perfil genético de especies foráneas de ganado y cultivos, y su adaptación al clima tropical seco de la región.

## Economía

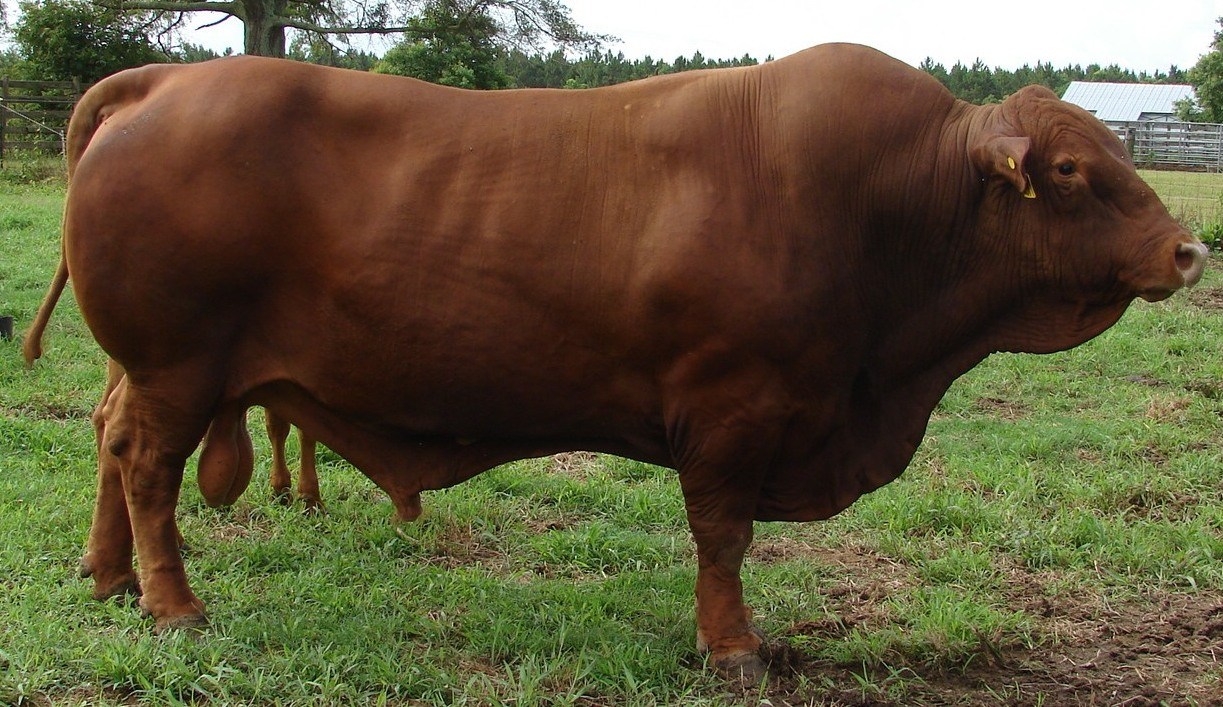
La ganadería es una de las principales actividades económicas de la provincia

De acuerdo con la Contabilidad Regional que realiza el Instituto Nacional de Estadística y Censo, en el año 2011 el PIB de Los Santos era de 375.8 millones de balboas (1.5% del PIB nacional), lo que equivale a un PIB per cápita de unos 21.610 balboas por habitante, por encima de la media panameña que se sitúa en 20.460 balboas y por debajo de los 34.884 de la provincia de Colón que es la que posee el mayor PIB per cápita del país.

### Sector primario
El sector primario es el que más VAB aporta a la economía. El sector primario de larga tradición santeña, produce el 40% del total y ocupa al 60% de la población activa. En términos monetarios puede considerarse un sector de competitividad creciente en los últimos años.
El sector primario se puede dividir en una serie de subsectores: agricultura, pesca, ganadería, caza, silvicultura y minería.
Las principales fuentes de empleo en la provincia de Los Santos son: la ganadería, agricultura y la industria salinera. Otra industria importante es la fabricación del vestido típico de Panamá: la pollera.

#### Agricultura, ganadería, caza y silvicultura
Por sectores, tenemos que las principales actividades económicas de la provincia son la agricultura, ganadería y silvicultura que representan el 27.4% del PIB, 15,7% de transportes, almacenamiento y comunicaciones, 5.5% en comercio al por mayor y al por menor. y con una escasa participación de otras actividades, como las industrias manufactureras que representa el 1% del PIB.
La sociedad santeña desde la época colonial ha sido mayoritariamente agraria, lo que explica que el 80% del territorio santeño sean tierras de cultivo (307,593.26 hectáreas). Los cultivos herbáceos de secano -cereales-, extendidos por gran parte del territorio, destacan sobre todo en las grandes campiñas del Valle del río Tonosí. Entre los cultivos herbáceos de regadío destacan el maíz y el arroz, localizados preferentemente en la vega de la Villa y del Tonosí, así como las regiones costeras, siendo la provincia la principal productora de estos rubros en el país. Uno de los mayores retos de la provincia es disminuir el impacto medioambiental de la agricultura, tras episodios graves de contaminación de las principales cuencas hidrográficas de la provincia, como la contaminación del río La Villa con Atrazina o la repercusión del fenómeno del Niño con graves episodios de sequías.

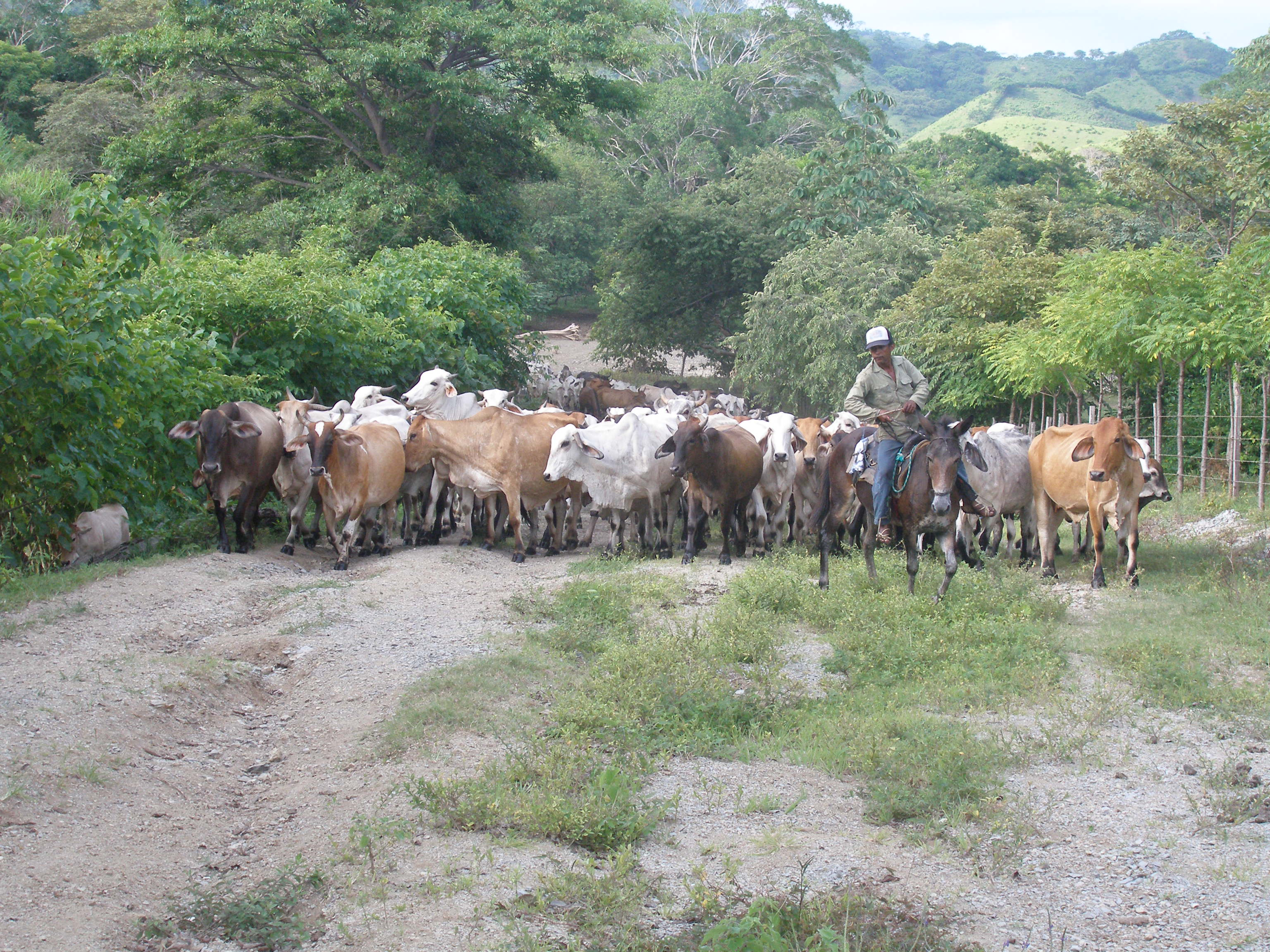
Ganadería extensiva

La provincia cuenta con 261 700 cabezas de ganado vacuno y 78 800 cabezas de ganado porcino. La ganadería es una actividad con una larga tradición que se ha ido desarrollando inicialmente en las tierras bajas, pero actualmente ocupa tierras menos propicias, como las sierras del Canajagua y Azuero, con alta presión de los distintos usos del suelo. Así, el sector ganadero ocupa un lugar importante en la economía santeña, aportando hasta un 15% a la producción final agraria.
La ganadería extensiva se basa en el aprovechamiento de los pastos naturales o cultivados de montaña para el pastoreo de las cabañas ganaderas. En este subsector ganadero se incluye gran parte del vacuno de carne, la totalidad del ovino y del caprino, así como el porcino.
La ganadería intensiva se localiza principalmente en la campiña y se basa en el cultivo de especies forrajeras para la alimentación del ganado. Si bien su productividad es mucho mayor que la de la ganadería extensiva, comparativamente con otras regiones panameñas y americanas, no han conseguido igualar sus producciones y consolidarse en el mercado.
La moderna ganadería intensiva industrial está adaptada a la economía actual. Sus instalaciones se han localizado en las inmediaciones de los puntos de demanda. Se basa en la utilización de piensos industriales, pero a la provincia le falta desarrollar aún más esta área.
Los espacios forestales en Los Santos tienen poca importancia por su extensión -7.78% del territorio santeño- y por otros aspectos difícilmente cuantificables económicamente como la fijación del suelo, la regulación hídrica, mantenimiento de flora y fauna, que tienen un gran interés ambiental, que deben de ser potenciados y regulados para salvaguardar estos espacios de gran importancia ambiental.
El valor de la producción de los espacios forestales es insignificante en la provincia. Con menos de 10% de área boscosa, la provincia es la más deforestada del país y no se ha incentivado el aprovechamiento de especies cultivadas, excepto por casos aislados de fincas madereras de teca. Un 56% del territorio es apto para explotaciones forestales.

#### Pesca
La pesca es una actividad tradicional de las costas santeñas que aporta un componente esencial a la dieta alimenticia de los santeños e incluso para la cultura gastronómica -pescaito frito, cambute, sierra, hostiones, entre otras-.
El sector pesquero solo supone un 4,3% de la producción final agraria. Sin embargo, analizando estos datos en el ámbito distrital -Tonosí supone un alto porcentaje de producción agrícola- o local -en Punta Búcaro la mayoría de la población está ligada a este sector- da una idea de la importancia de este sector e incluso dependencia en ciertas regiones santeñas.
Hasta hace unos años, el incumplimiento de las legislaciones pesqueras en cuanto al uso de la pesca de arrastre, la contaminación del litoral con origen urbano, la destrucción de hábitats por las obras de ingeniería costeras (alteración de las desembocaduras de los ríos, puertos deportivos y comerciales) y la escasez de capturas son factores que han provocado una situación de crisis en la actividad pesquera santeña y han justificado fuertes acciones de reconversión de la flota pesquera. Parejo a esto la acuicultura, tanto en el litoral como en las piscifactorías del interior, se desarrolla con rapidez.

#### Minería
A pesar de la baja rentabilidad y crisis generalizada en el sector, la minería aún tiene cierta importancia, pero apenas supone el 0.7% del PIB. En su distribución, destacan los distritos de Macaracas, Las Tablas y Tonosí, donde se genera casi la totalidad de las extracciones -Faja de cerro quema y la Pava, aunque la actividad ha sido suspendida por motivos medioambientales.

### Sector secundario: industria
El sector industrial santeño ha tenido tradicionalmente un escaso peso en la economía y se ha caracterizado por su debilidad. Podemos encontrar una pequeña industria manufacturera en Las Tablas, donde se confecciona el traje típico azuerense, la pollera.

### Turismo
La situación de Los Santos, al sur de la península de Azuero, hace que sea uno de los lugares más cálidos de Panamá. Predomina en casi todo el territorio el clima tropical seco, que aporta un gran número de horas de sol, lo cual, junto con sus playas, configura las condiciones para el desarrollo turístico de "sol y playa". Actualmente, se está desarrollando la infraestructura turística, principalmente en el sur de la provincia por contar con playas, reservas forestales y una cultura colonial hispana que atraen a los turistas.
El litoral se presenta como el activo más importante desde el punto de vista turístico, aunque también es cierto que es donde su carácter intensivo podría provocar un mayor impacto ambiental. En las playas del distrito de Tonosí se desarrolla el turismo ecológico, al ser el principal sitio de anidamiento de tortugas marinas en el pacífico panameño, principalmente en las playas de Isla Cañas, La Marinera, Horcones, entre otras. La costa de Pedasí, conocida como la costa del Atún, por su cercanía al cañón de Azuero, un cañón submarino de 2500 m de profundidad en donde abundan los cardúmenes de Atún amarillo, hace de esta área ideal para la práctica de la pesca deportiva. Tanto la costa como algunas islas, entre ellas isla Iguana, son el sitio de avistamiento de delfines y ballenas en los meses de agosto a noviembre, así como de aves marinas, entre ellas las multitudinarias colonias de aves fragatas de la isla Iguana e islas Frailes del Sur y Norte.
Hay una elevada concentración territorial turística, el 75% del total de las pernoctaciones hoteleras de Los Santos se hacen en los municipios del litoral y, como es lógico, es aquí también donde se concentra la mayor oferta de alojamientos turísticos (más del 70% del total de oferta de alojamiento reglado).
Junto al turismo de sol y playa también se observa un fuerte crecimiento del turismo de naturaleza y de interior, así como el cultural, el monumental, el deportivo o el de congresos, además, es de valorar positivamente la utilización de recursos más variados para una mejor redistribución de la presión
Para terminar, es de vital importancia el carnaval de Las Tablas, uno de los más reconocidos del país y que atrae a miles de visitantes cada año.

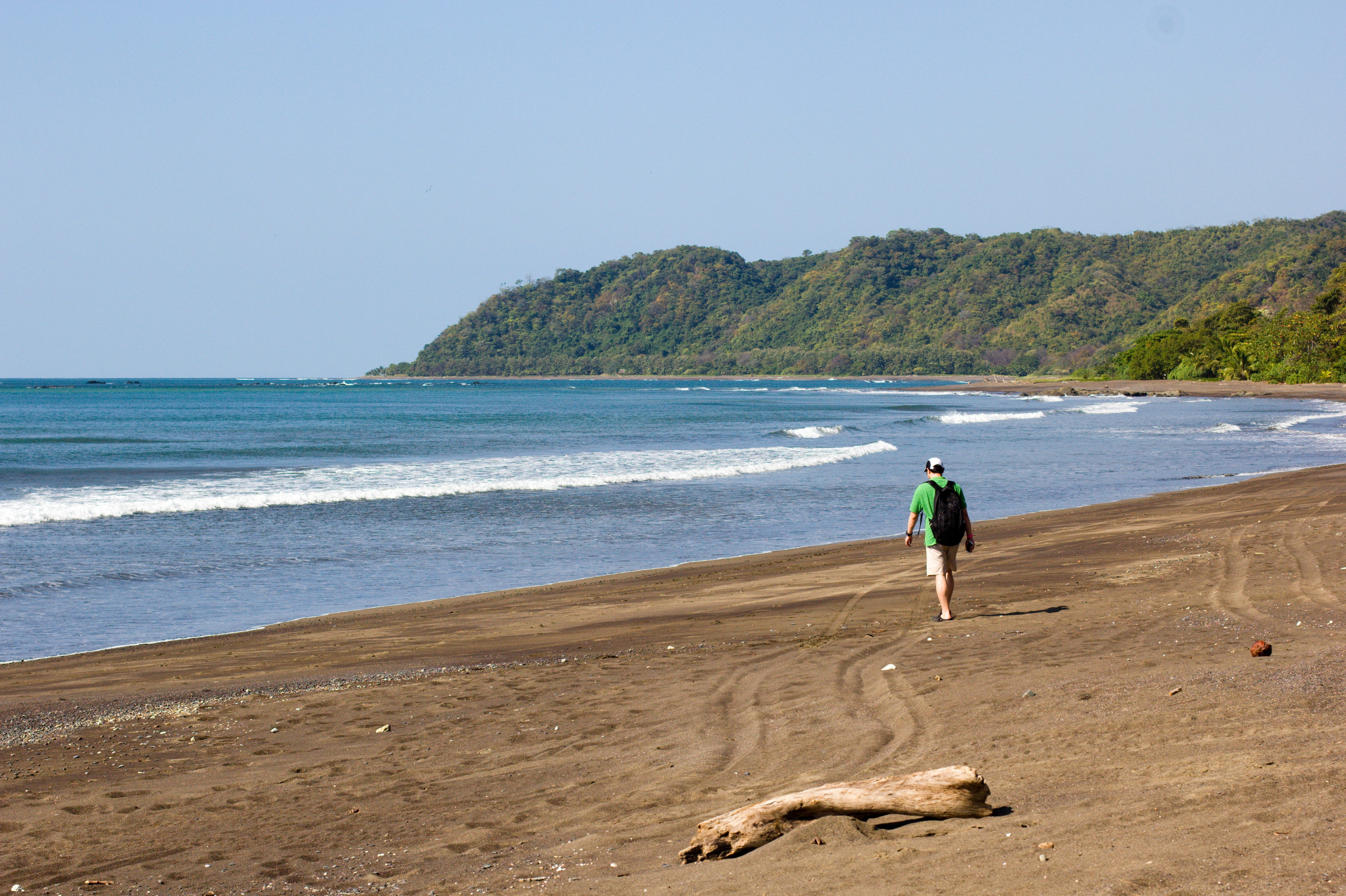
Cambutal con sus playas de arena oscura en el sur de Los Santos.
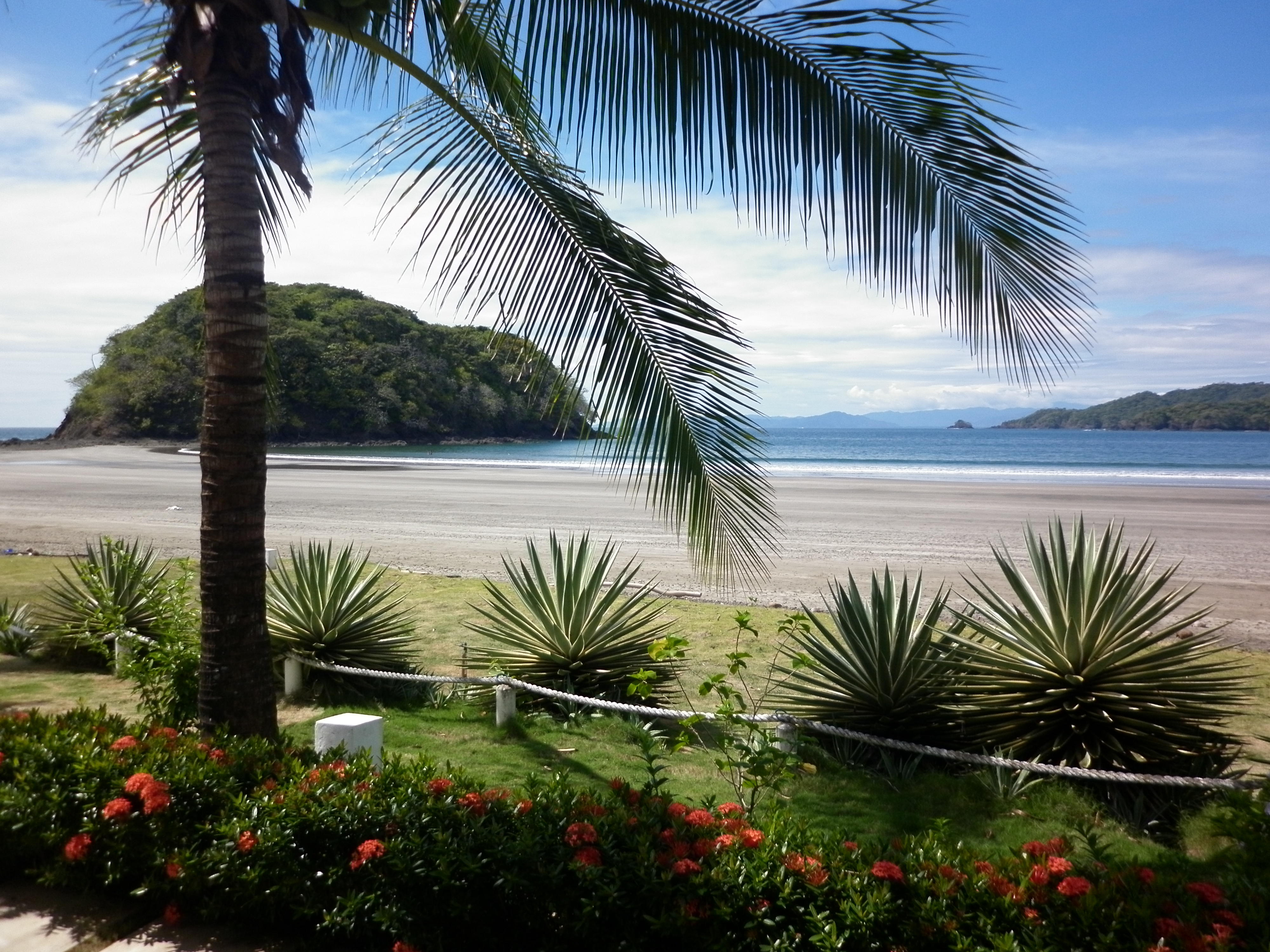
Playa Venao en Pedasí
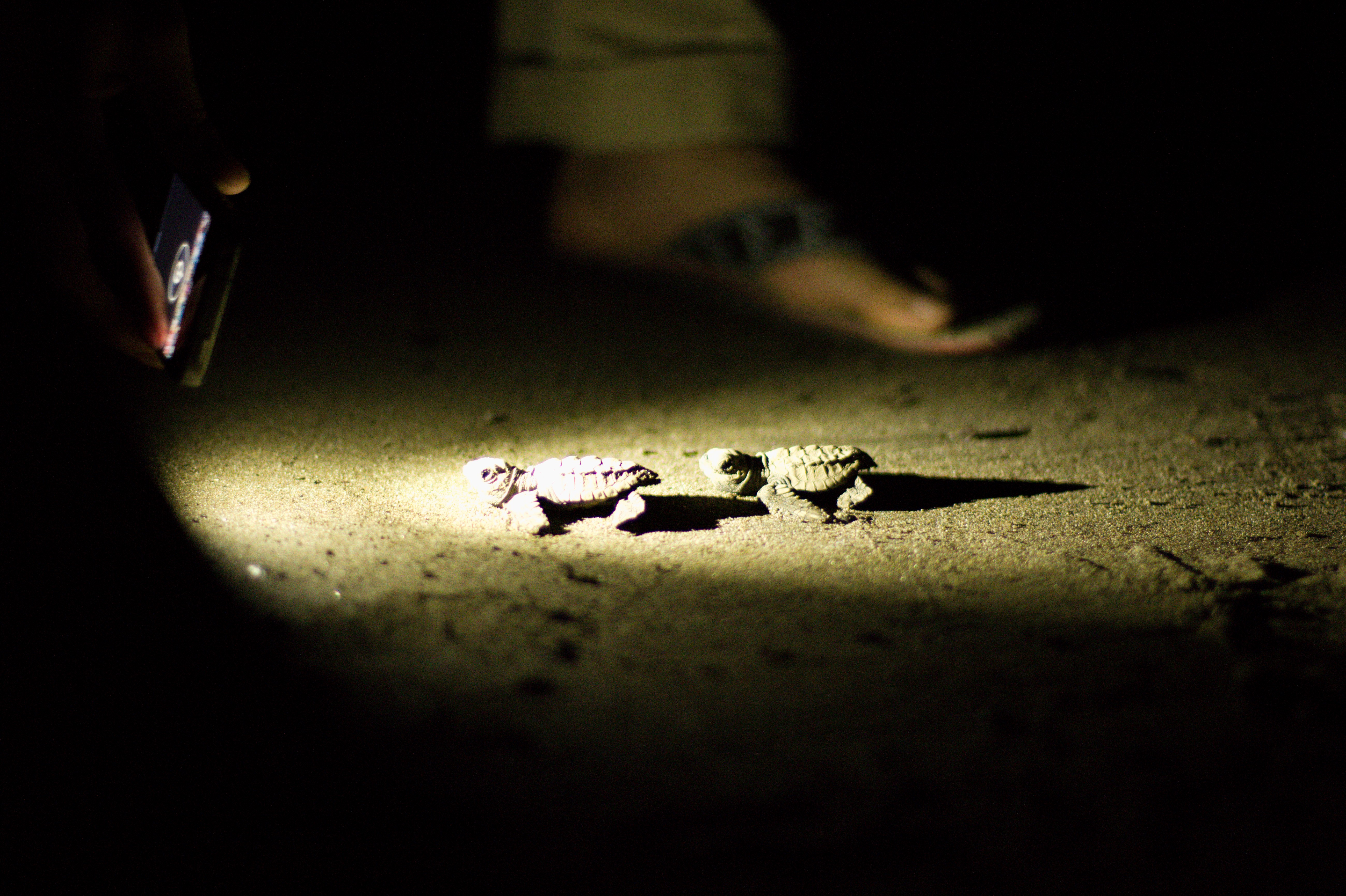
La costa sur es uno de los principales sitios de anidamiento de tortuga.
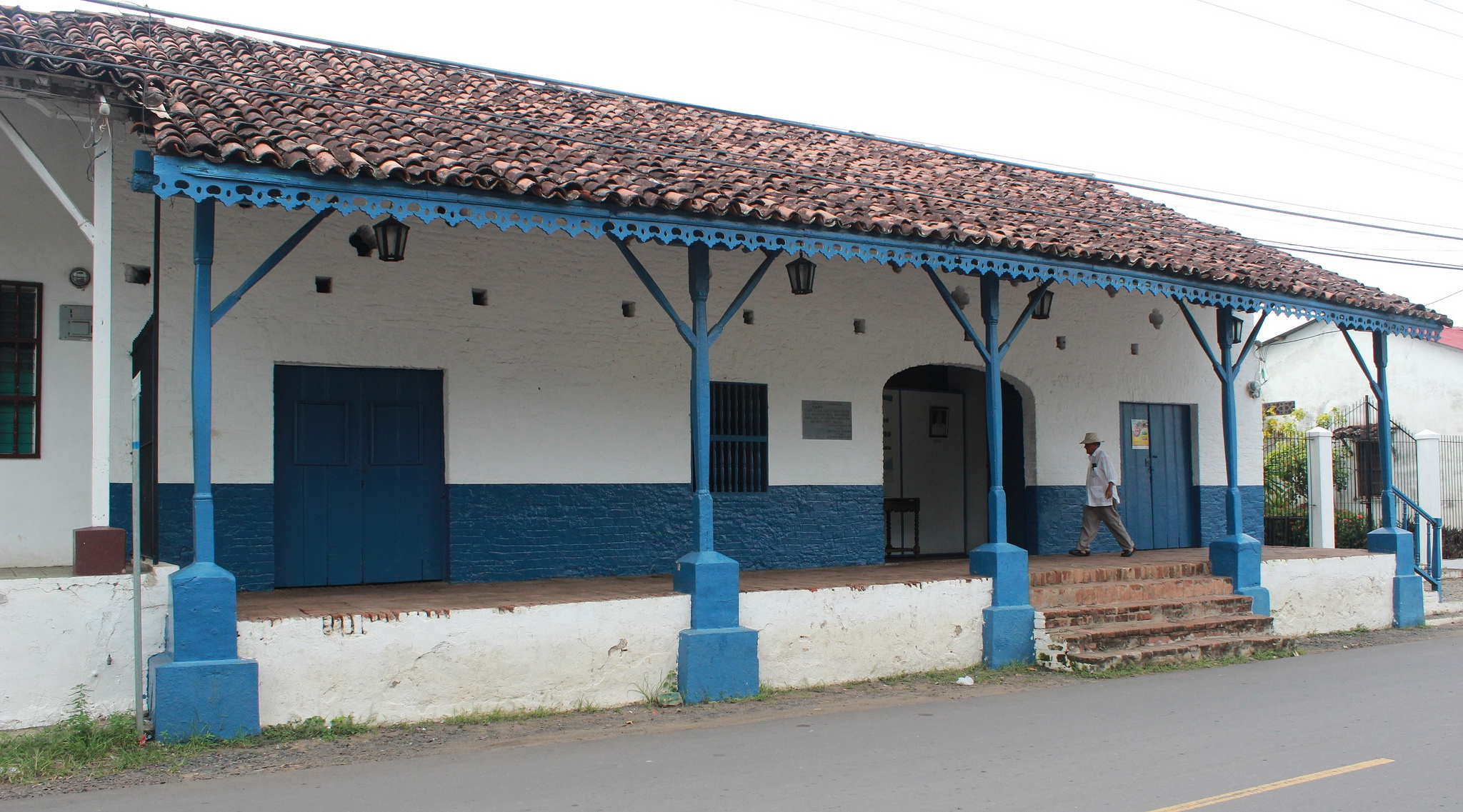
Casa colonial en la Villa de Los Santos.

## Medios de comunicación

### Radio
A diferencia de la prensa escrita, la radio en Los Santos ha experimentado en la última década un constante crecimiento. La provincia cuenta con importantes radiodifusoras, entre las más importantes tenemos:
- Radio Mia
- Radio Mensabé
- Radio Península
- Canajagua AM Stereo
- Radical
- Wapa Stereo
- Tropical 800 AM

## Cultura
Los particulares condicionantes históricos y geográficos del espacio azuerense, así como los complejos flujos de población, han propiciado la conformación de la cultura azuerense. Por Azuero han pasado diferentes pueblos y civilizaciones que con el tiempo han ido conformando una identidad cultural particular. Estos pueblos, algunos muy diferentes entre sí, han ido dejando una impronta lentamente asentada entre los habitantes. La colonización española durante algo más de quinientos años, aún está viviente en las tierras del Canajagua y el Tijeras, mezclado con algunas tradiciones de los indios de Cubita o Gran Coclé.
Azuero tiene el mérito de haber exportado al resto del país su cultura para brindarle a la República una unidad cultural y un sentimiento de pertenencia en las primeras décadas de su existencia. Rica en folclore, con un marcado estilo colonial en el trazado de sus ciudades y en la filosofía de sus habitantes.
Entre las particularidades de la región, podemos mencionar danzas populares como: La Montezuma Española, La Montezuma Cabezona, La danza del Gran Diablo, La danza del Torito, La danza de los Diablicos Sucios, Danza de los Moros y Cristianos, La Pajarilla, la danza del Torito guapo, entre otras.
También podemos encontrar pequeños artesanos que se dedican a la orfebrería.

### Arte

#### Arquitectura
Si bien queda poca evidencia del tipo de vivienda del período precolombimo, tiene especial importancia el asentamiento de cerro Juan Díaz, asentamiento indígena para la realización de ritos funerarios que fue ocupado desde el año 100 a. C. hasta el año 1400 d. C. en el que se han encontrados suelos de barro en las casas. La única descripción de estos bohíos la da Oviedo en 1853, en la que nos dice que las villas estaban conformadas por bohíos redondos con chapiteles altos de buena madera con paredes de cañas gruesas forradas interiormente con cañas más delgadas y techos de paja.
A pesar de la desaparición de los indígenas en el siglo XVIII, la población euromestiza que predomina en la región azuerense preservó algunas características de los primeros pobladores; pero, con características étnicas diferentes, que la han diferenciado de otras áreas culturales del país, por lo que ocasionalmente se la considerada como “la Nación de Azuero”. Es por ello, que su arquitectura típica es diferente a la del resto del país. Su arquitectura tradicional tiene un marcado carácter tropical que hunde sus raíces en la arquitectura mediterránea española e indígena y que está fuertemente condicionada por el clima.
En el ámbito rural de la provincia, predominan los elementos arquitectónicos hispano-indígenas, como paredes y techo hechos con materiales vegetales, al contrario de la casa de paredes de quincha y techo con cubierta de tejas, típica de los principales pueblos de la provincia, ubicados en la región occidental de la provincia. Esto se debe a la carencia de piedras para la construcción de viviendas en la región oriental de Azuero, de origen sedimentario, en donde la cal y el canto solo se usó para levantar la fábrica de las principales iglesias de la comarca durante el siglo XVIII.
De la colonización española en La Villa de Los Santos y posteriormente en otros pueblos de la provincia, a falta de piedras o artesanos que supieran tallar sillares, los españoles escogieron la quincha para construir las paredes de sus viviendas y de otros edificios públicos, de origen civil, militar y eclesiástico. Las viviendas tradicionales urbanas suelen construirse adosadas unas a otras para aislarlas de las altas temperaturas exteriores. Predominan los muros sólidos encalados sobre los vanos y en función de la climatología y de la tradición de cada zona, las cubiertas de las casas pueden ser aterrazadas, formando azoteas, o tejados a varias aguas construidos con tejas de muslo, como se conoce localmente, para evitar la insolación excesiva del interior, aislándolo del insoportable calor de los trópicos y, por lo tanto, hacía más llevadera la existencia de los europeos, que añoraban el clima mediterráneo de sus regiones de origen. El portal corrido que cubre toda la fachada anterior es un elemento arquitectónico de la región. Las plantas, flores y el agua, son parte fundamental de la arquitectura tradicional santeña, tanto suntuaria como popular.
Del estilo colonial español son fundamentales en La Villa de Los Santos, el museo de la nacionalidad, la iglesia de San Atanasio construida en el siglo XVII y declarada monumento histórico nacional por la Ley 32 de noviembre de 1838 y la primera iglesia construida en Azuero al estilo barroco español santeño.
En Las Tablas, la iglesia parroquial de Santa Librada construida al estilo colonial del siglo XVII en honor a la santa gallega Liberata.
Otros edificios con interés arquitectónico son el Museo Belisario Porras en Las Tablas, la Casa Museo Manuel F. Zárate en Guararé, el El Pausilipo en Las Tablas Abajo y la Escuela Presidente Porras en Guararé.

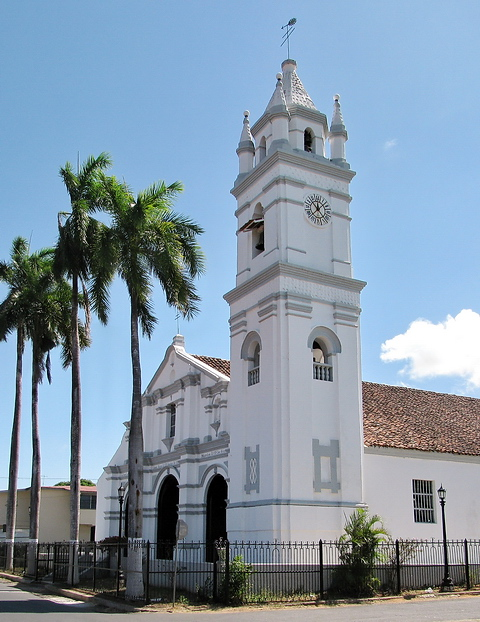
Iglesia de San Atanasio, de estilo  barroco - mudéjar, Siglos XVII-XVIII
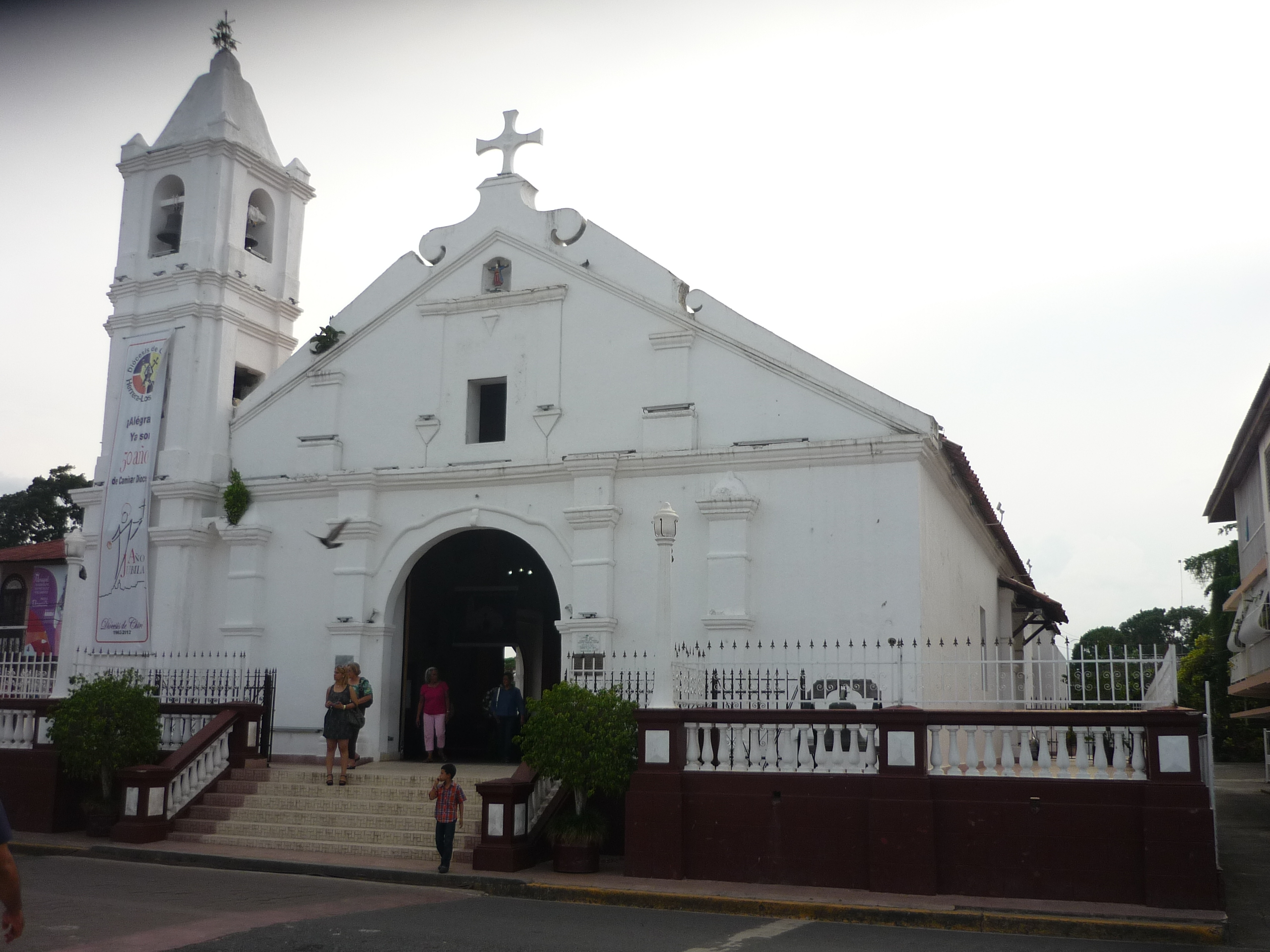
Iglesia de Santa Librada en Las Tablas siglo XVIII
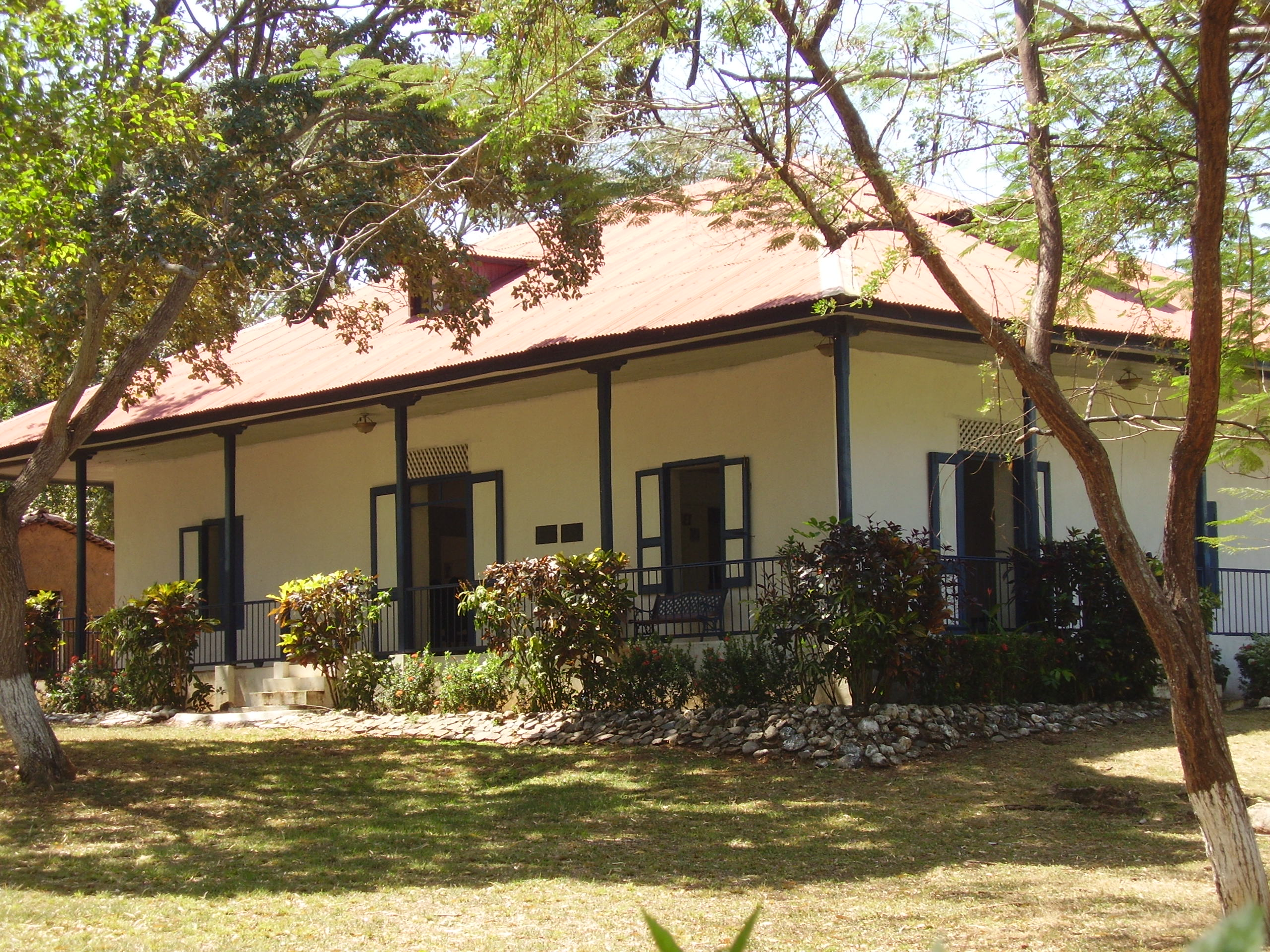
Finca El Pausilipo, del siglo XIX.
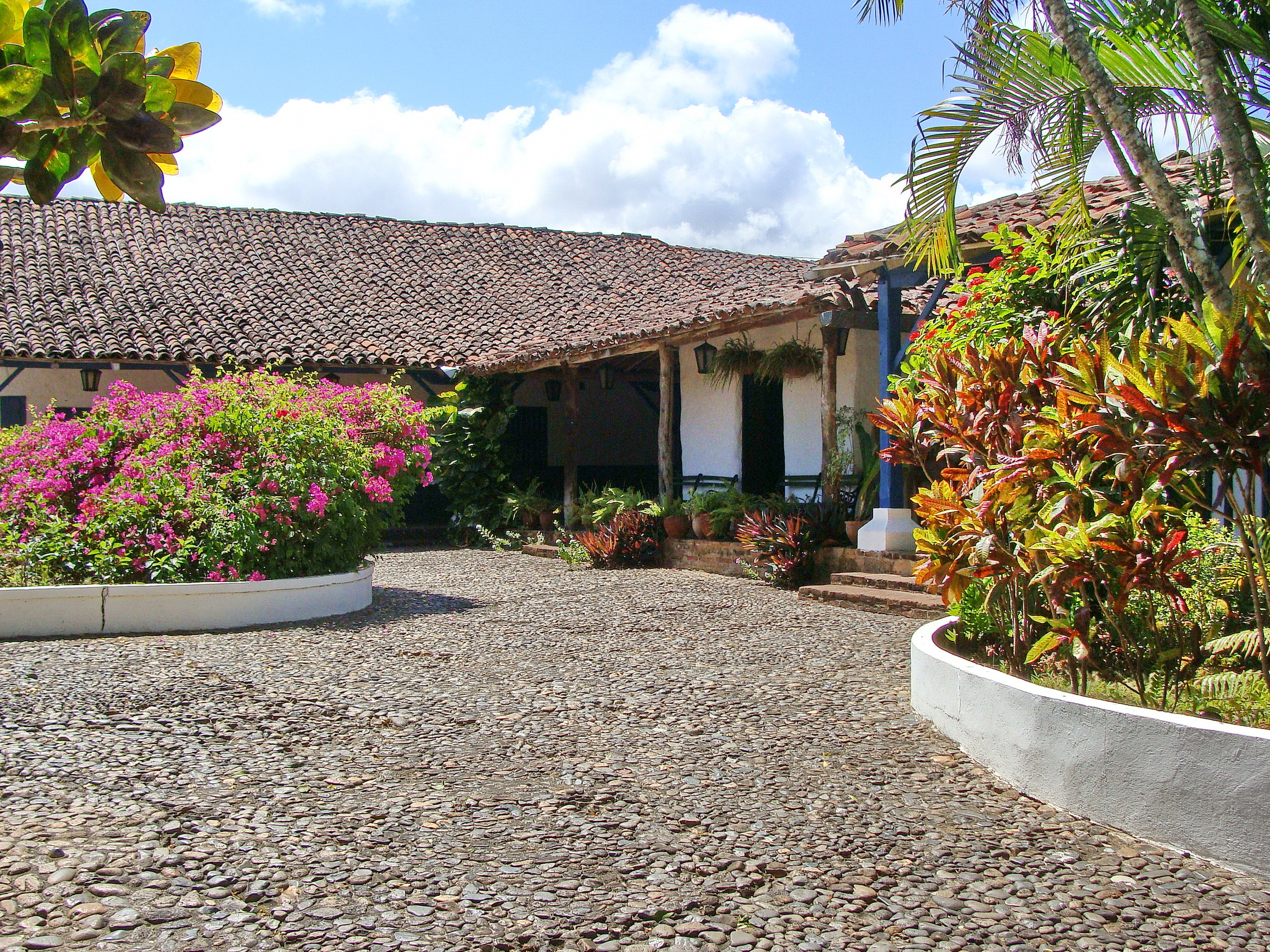
Museo de la Nacionalidad en el casco antiguo de La Villa de Los Santos, de estilo colonial castellano

Casa de quincha
El elemento arquitectónico más notorio de Azuero, es la casa de quincha, la cual tiene importantes rasgos españoles, sobre todo andaluces. Los materiales usados para su construcción se encuentran, en su mayoría, en la zona: madera, principalmente de cedro, madroño, maría o macano, que son utilizados para los dinteles, vigas, canecillos, pilares, y también para la construcción de las puertas y celosías. A causa del clima cálido, algunas casas utilizan celosías en las puertas y ventanas más importantes. El techo es de tejas y las paredes son a base ladrillos o bahareque, el cual se recubre con estuco y cal para darle un color blanco. Algunas casas pintan el zócalo de otro color. Como elemento peculiar destaca la alameda de acceso y la explanada que, como remedo de plaza urbana, servía de punto de llegada y control al pórtico. En cuanto al interior de la casa, está constituido por una o varias puertas, sala, cuartos y cocina con fogón, y algunas casas cuentan con un peristilo, heredado de la domus romana.  También se preservan otros elementos de la arquitectura romana de Hispania, como las tejas, gran parte de la estructura del techo e incluso la costumbre de pintar en dos tonos las paredes frontales de la casa. Uno de color más intenso, en la parte inferior, y otro menos notorio en el extremo superior de la pared. Esta manera tan tradicional de pintar la casa de quincha, fue adoptado por los romanos a partir de los palacios griegos, conocido como primer estilo, en la que se pintaba el zócalo de las viviendas. Desde una óptica conceptual y material, se trata pues de arquitectura de carácter popular y regional.

#### Escultura

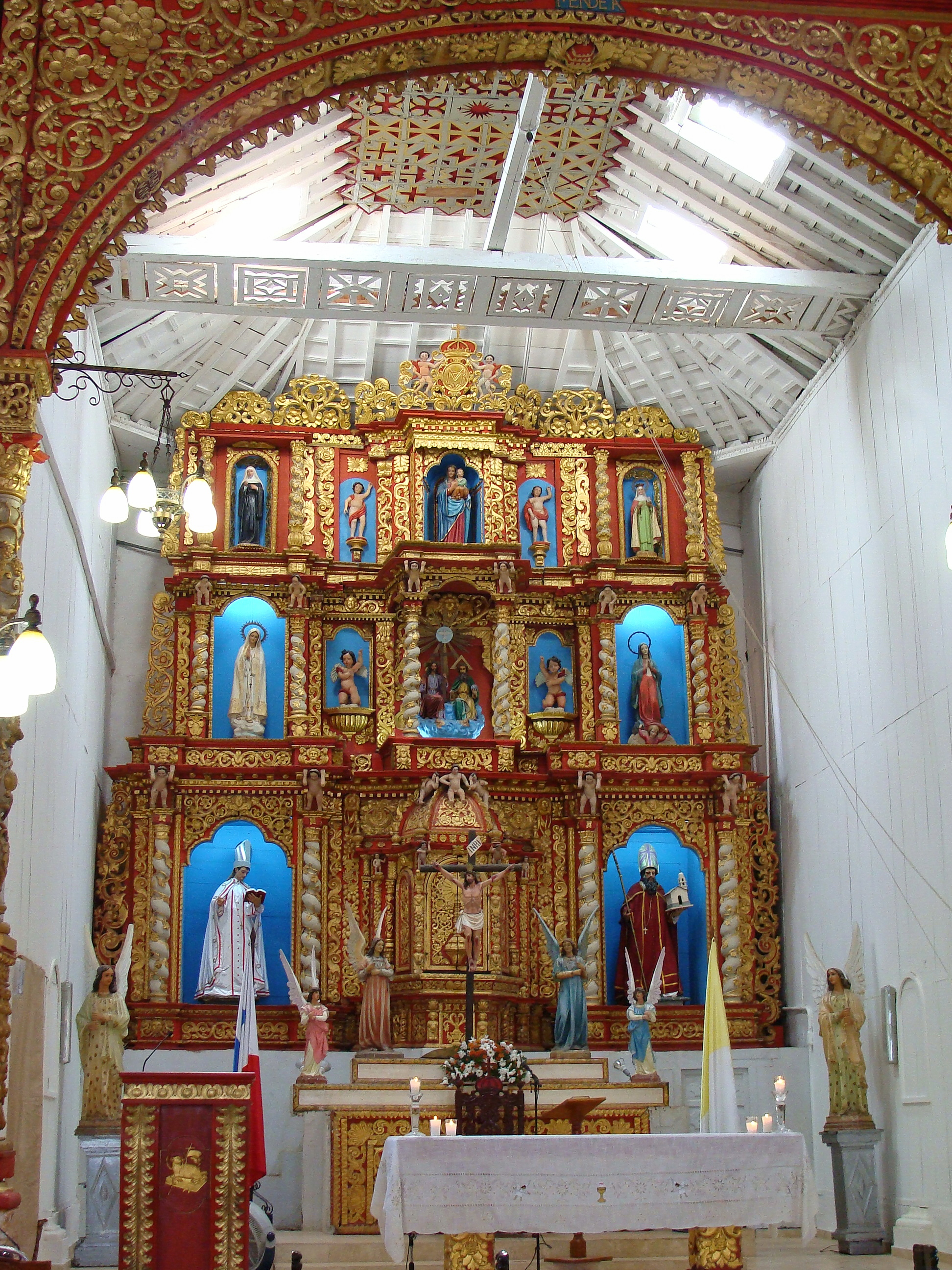
Retablo mayor de la iglesia de San Atanasio en La Villa de Los Santos. Nótese el taraceado que adorna la enjuta del arco triunfal del presbiterio

La cerámica del Gran Coclé con los estilos Tonosí, Cubitá, Macaracas y otros, así como esculturas de oro de la época precolombina dan testimonio del cultivo de la escultura en Los Santos desde la Antigüedad.
La escultura religiosa de la época colonial como los retablos de la iglesia de San Atanasio y de Santa Librada, así como imágenes religiosas y la confección de máscaras de diablicos, muestran la relación del santeño con la religión católica.

#### Pintura
En la historia de la pintura en Los Santos tienen un papel fundamental los estilos cerámicos indígenas del Gran Coclé. La cerámica era adornada con diseños geométricos, zoomorfos y representaciones antropomorfas que podrían ser monocrómicos o policrómicos, utilizándose principalmente el negro y el rojo sobre un fondo en tonalidades blancas, naranjas o cremas.
Podemos clasificar las representaciones creadas en:
- Las representaciones con finalidad simbólica, cuyos protagonistas son probablemente las representaciones de saurios como elementos heráldicos característicos de un linaje.
- Las representaciones naturalistas, como escenas o secuencias narrativas a modo de temática costum brista, con una finalidad narrativa, como hemos visto en algunas vasijas de estilo Tonosí, en las que aparecen representaciones de trabajos en grupo o celebraciones de la comunidad.
- Los motivos geométricos a base de líneas, empleados únicamente como elementos para delimitar campos figurativos o bien como relleno, sobre todo en los estilos del Cerámico Tardío.

En cuanto a la pintura contemporánea destacan pintores como Juan Manuel Cedeño, Jorge Luis Melgar y otros.

### Música

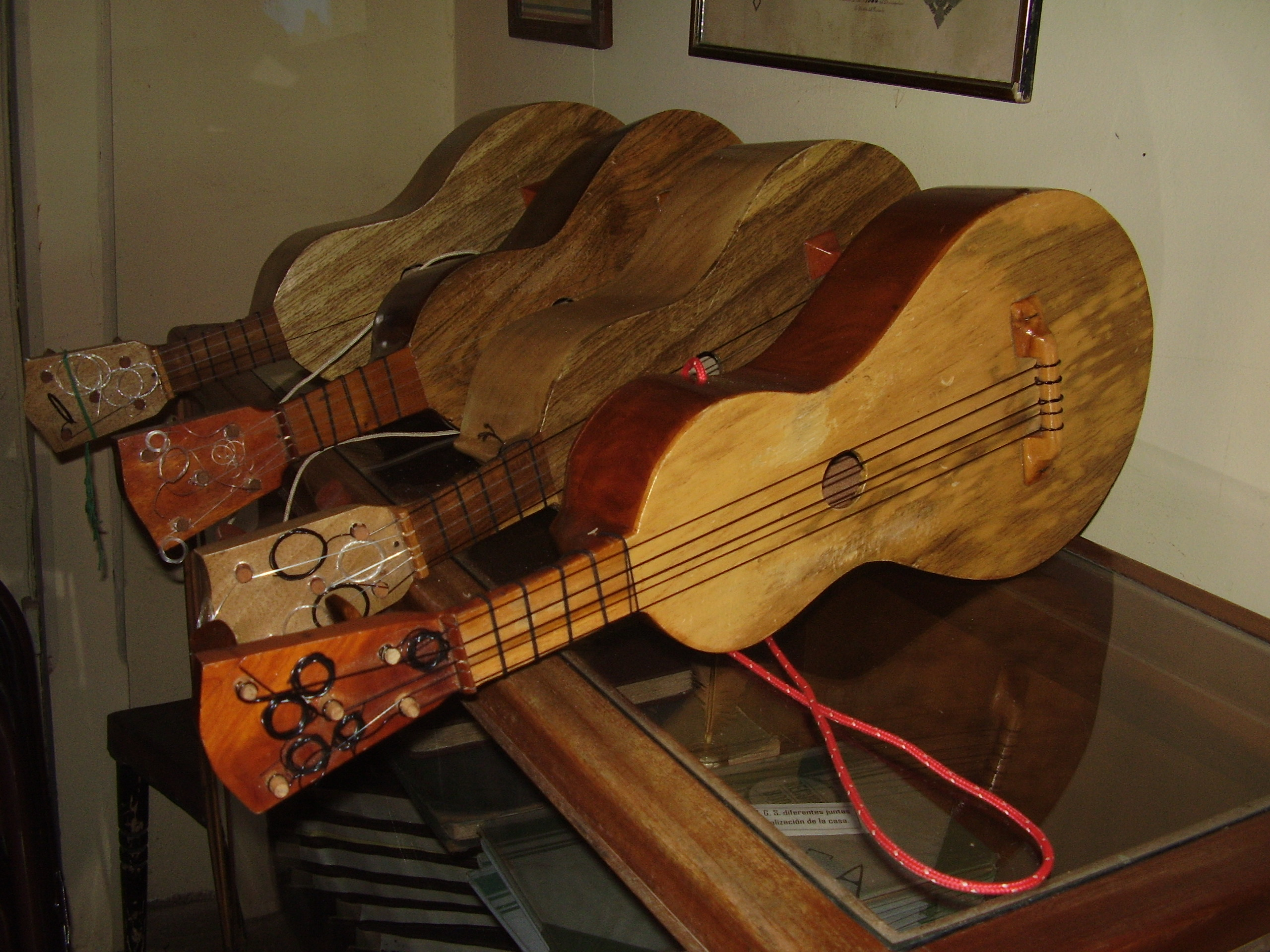
Mejoranas en el museo Manuel F. Zárate.

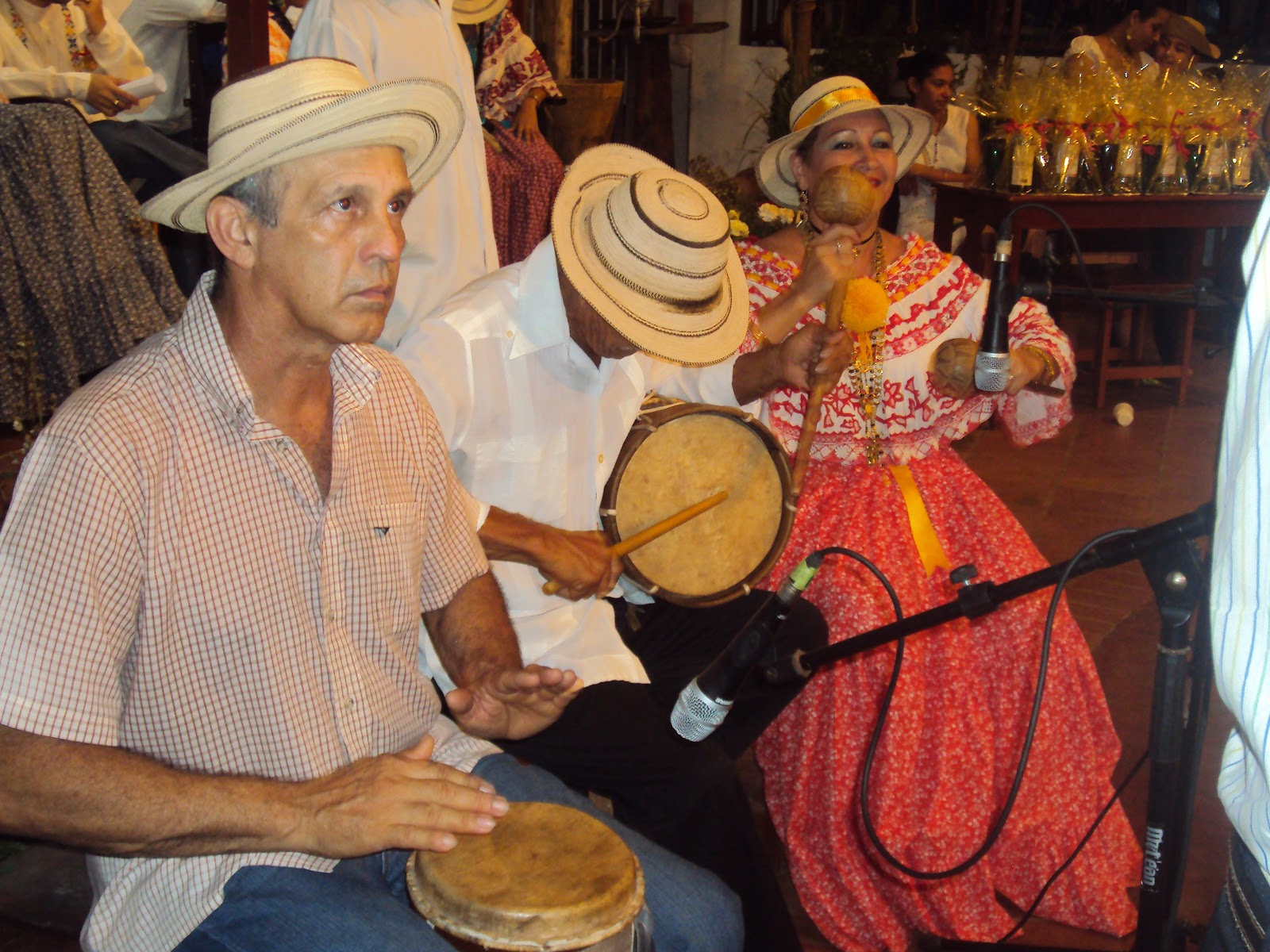
Percusión de cumbia santeña

Se conoce como música santeña, no solo a la música tradicional propia de Los Santos, sino a un tipo de música específico, tanto de género popular como culto, definido por unas características propias en el ámbito métrico, melódico y armónico. Por ello, puede hablarse con propiedad de música santeña compuesta por compositores no santeños.
La música santeña surge de la mezcla de las culturas que conviven en la región desde la colonización, y es considerada la cuna de la cultura criolla. Bailes tradicionales como la cumbia, el tamborito y el punto tienen su origen en Los Santos.
El punto santeño es un género musical autóctono de Los Santos que incluye en su estructura la forma melódica y la coreográfica. Posee una composición creada específicamente para el baile, ejecutado por una sola pareja que hace gala de donaire, precisión y gracia. Es de ascendencia hispánica y es considerado el baile y género musical más bello y elegante de todo el istmo de Panamá. En el punto santeño se hace la presentación del hombre a la mujer hacia las personas presentes, consta de paseo, danza, escobillao, saltando, y después la seguidilla en donde el hombre lleva sus manos arriba, es el más popular en el país. La orquesta del Punto la conforman un violín o un acordeón; una flauta; la guitarra española, mejorana y ahora un bombón y hasta la caja.
La cumbia es un género musical y baile reconocido como símbolo del folclor santeño. Posee una conformación coreográfica y musical en la que destacan elementos españoles (andaluces y gallegos) e indígenas. En su instrumentación destacan básicamente los bombones (pujador, repicador o llamador, caja y bombón), maracas, churuca o guacharaca, violín o violín criollo, flauta y desde finales del siglo XIX, el acordeón diatónico. Investigaciones en la materia hablan de su aparición en la época colonial, cuando al atardecer las familias criollas se reunían para recitar versos y ejecutar piezas típicas de su estirpe y de Europa en general, otras noches hacían bailar a sus esclavos, traían los bombones, pujadores, repicadores iniciándose así un baile, entre sus favoritos estaba el punto, su representación consistía en intrínsecos y movimientos de abdomen y una mujer lo bailaba sola.
La Cumbia Santeña posee cuatro variantes:
- Cumbia Cerrada: Es de ritmo acelerado, en la figura de la seguidilla cierra un círculo momentáneamente y luego se vuelve a abrir.
- Cumbia Abierta: Es de ritmo lento.
- Cumbia Zapateada: Los movimientos de los ejecutantes acompañan la música con rítmicos zapateos.
- Cumbia Atravesada: Es una cumbia de ritmo alegre y rápido.

La décima panameña es un género poético-musical autóctono de Panamá. Esta manifestación poética es acogida por el género musical denominado "mejorana" con sus respectivos torrentes, de la cual los poetas se valen para acompañar melódicamente sus versos, los cuales se canta principalmente en las "cantaderas", eventos que se llevan a cabo en los "jardines" o "jorones". La décima panameña tiene su origen en España, lugar donde nació este estilo poético durante los siglos XV y XVI, la misma tiene antecedentes latinos, galaico-portugueses y provenzales, aunque no se sabe a ciencia cierta en que periodo de la época colonial llegó este estilo poético a Azuero, se puede afirmar que es una costumbre bastante antigua arraigada en esta región, pasada de generación en generación de forma oral.
El tamborito es una danza cantada a base de palmadas y bombones de origen americano que data del siglo XVII, producto del sincretismo entre los españoles y sus esclavos provenientes del África subsahariana. En la provincia de Los Santos se cultiva el llamado tamborito santeño, de mayor influencia española, con rico colorido, belleza coreográfica y ritmo mesurado. A diferencia del resto del país, utiliza la caja santeña de origen hispano-indígena y no la negroide utilizada en otras provincias.
La Murga es un género musical ejecutado por un grupo de músicos callejeros propio del carnaval de las provincias centrales de Panamá, creado por el músico Manuel Consuegra Gómez, a mediados del siglo XX, donde transporta el ritmo tradicional del carnaval de Las Tablas, el tamborito a la orquesta.
La saloma, un grito glutural indígena con alguno rasgos del flamenco andaluz, es utilizada en la mayoría de las expresiones musicales santeñas.
Fundamentales en la historia de la música en Los Santos son Gelo Córdoba, Dorindo Cárdenas, Fito Espino, José Vergara, Pepo Barría, Yin Carrizo, Alfredo Escudero, Osvaldo Ayala, Ulpiano Vergara y Victorio Vergara. Junto a cantalantes como Eneida Cedeño.

### Cultura popular azuerense
La mejoranera y el socavón, originarios de la región de Azuero, en las provincias de Los Santos y Herrera, son instrumentos con cuerdas similares a las de la guitarra y que tradicionalmente acompañan a los trovadores en las populares cantaderas de décima.

#### Voseo azuerense

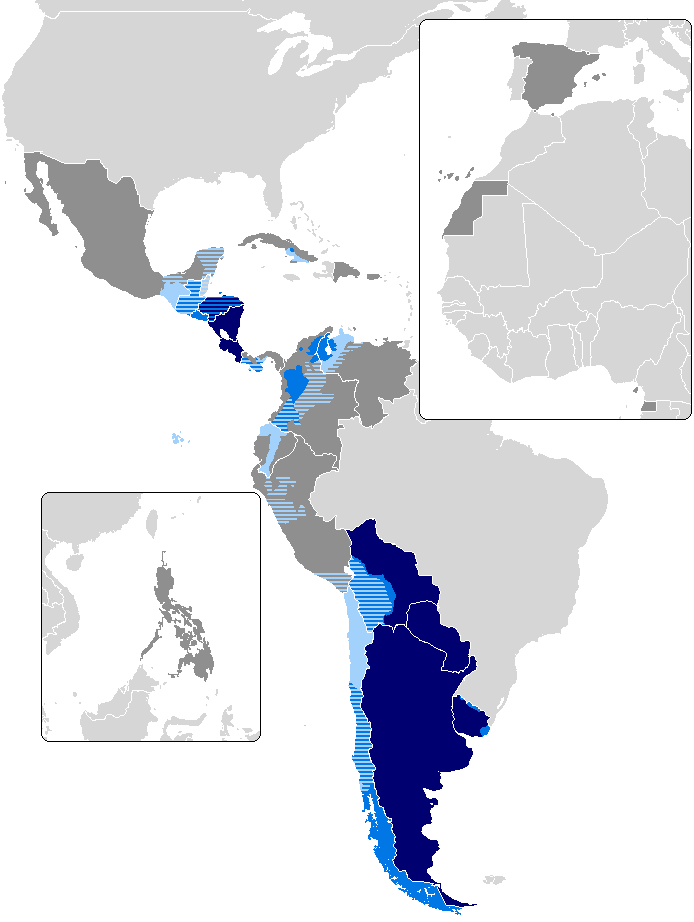
Extensión del voseo en América, rasgo compartido por los habitantes de la península de Azuero

Actualmente, Azuero (Los Santos y Herrera) se caracteriza por ser, probablemente, la única región voseante de Panamá. En Los Santos como en el resto de Azuero se utiliza mayoritariamente la modalidad lingüística azuerense que se caracteriza por el voseo con influencia del castellano meridional. Se trata del castellano hablado en el reino de Castilla en el Medioevo y que llegó a la región con los inmigrantes castellanos logrando sobrevivir gracias al aislamiento de la región respecto a la metrópolis en la época colonial, tal como ocurrió en otras partes del continente americano.
El dialecto azuerense o modalidad lingüística hablada en Azuero deriva pues de los dialectos castellanos meridionales, aunque con influencia del castellano septentrional y se caracteriza sobre todo por el uso de alófonos y pronunciaciones peculiares de muchos fonemas que tienen articulaciones ligeramente diferentes en los dialectos del resto de Panamá. Es decir, las diferencias son ante todo fonéticas, y más secundariamente fonológicas, morfológicas o sintácticas. Son precisamente estos rasgos fonéticos peculiares lo más definitorio y el aspecto tradicionalmente mejor reconocido. También existe un cierto número de formas léxicas características de Azuero, a veces compartidas con los dialectos castellanos meridionales.
Una característica notoria, es la preservación de la articulación aspirada de la "h" originada en la f latina inicial. Aunque, en algunos casos también se aspiran otras haches que no proceden de la efe latina.
| pronuciación aproximada | pronunciación AFI | pronunciación septentrional |
| ----------------------- | ----------------- | --------------------------- |
| "jarina"                | [haɾína]          | [aɾína]                     |
| "jierro"                | [hjéro]           | [ʝéro]                      |
| "juimos"                | [hwímɔ(h)]        | [fwímos]                    |

En cuanto a la fonética, comparte con el andaluz algunos de los siguientes aspectos:
- Ausencia de contraste entre /s/ y /θ/, por lo que casa y caza tienen la misma pronunciación.
- Existencia de aspiración /h/ o pérdida de /s/ (especialmente en interior de palabras en posición implosiva).
- Lenición de /x/ en [h], por ejemplo mujer se pronuncia [muˈhɛ] o [muˈxɛ].
- Velarización de /n/ final en [ŋ] (con posible nasalización de vocales) así la palabra pan se pronuncia como [paŋ] o [pãŋ].
- Neutralización o falta de contraste entre /l/ y /ɾ/ ante consonante (ejemplo: en posición final absoluta la neutralización se puede dar por pérdida total del sonido cantar [kan̪tá] y hospital [opːitá]
- Síncopa de /d/ intervocálica, como en comido [komío], cadena [kaéna] o callada [kaʝ̞á].
- Debilitamiento de /ʧ/ en [ʃ] al igual que en la parte más meridional de Andalucía (ejemplo: muchacho [muʃáʃo]).

A diferencia del dialecto andaluz actual, en Azuero se preserva el voseo con diptongo o voseo tipo 1 (Zuliano), siendo común el voseo pronominal y verbal, muy similar al empleado en algunas localidades del norte de Sudamérica como Maracaibo en Venezuela o Santa Marta en Colombia y distinto al voseo centroamericano, pero en constante lucha con el tuteo, a causa de la estigmatización a la que es sometido en Panamá.
Actualmente, la modalidad más frecuente en Los Santos es la que combina el voseo pronominal y el verbal diptongado como por ejemplo: vos cantáis, aunque no son raras las vacilaciones. Son ejemplos de presente indicativo los siguientes: cantái(s), coméi(s), vivís; en imperativo, cantá, comé, viví.
Este voseo ha sido considerado de poco prestigio por la norma culta panameña, y su uso es desalentado durante la educación primaria debido a la falta de interés que muestran muchas gramáticas españolas y manuales de enseñanza en su difusión y correcto aprendizaje. También la falta de conocimiento de este valor cultural de la provincia por parte de los educadores de la región contribuye a su estigmatización con la consiguiente pérdida de una de las características culturales que la caracterizan. Actualmente, el voseo azuerense es adoptado como un símbolo de identidad del pueblo azuerense, ya que la diferencia del resto del país.

#### Gastronomía

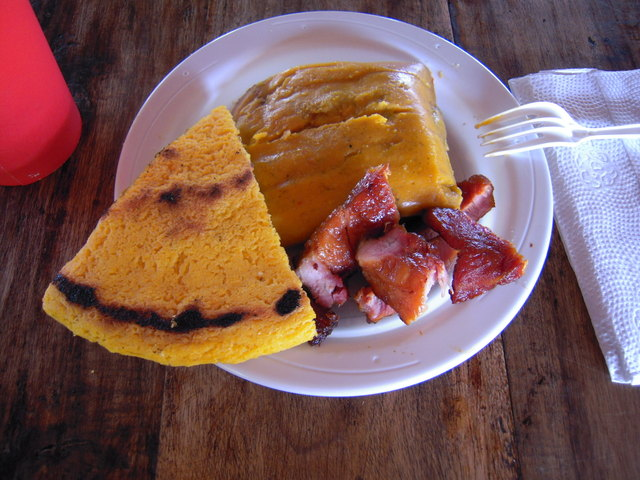
Tortilla y tamales, parte de la dieta santeña

La gastronomía tradicional de Los Santos es muy variada. La gastronomía de la provincia es una composición de los diferentes platos típicos de la gastronomía de Azuero, adaptada al cálido clima provincial mediante platos energéticamente ricos que permitían afrontar las tareas cotidianas durante los calurosos veranos azuerenses y el trabajo propio del campo. En general, la cocina santeña se caracteriza por su simplicidad, empleando los productos naturales autóctonos (lácteos, carne, pescado, frutas, maíz, arroz y verduras). El embutido es pieza clave en este aspecto, por lo que en Los Santos se pueden saborear productos como el chorizo y otros derivados.
Son platos típicos el sancocho, los buñuelos, la lechona, el sancocho de gallina, los tamales, carimañolas, pesada de nance, serén, empanadas de maíz, tortillitas de maíz, arroz con pollo, chorizas, entre otros. Dulces como la cocada, pan de maíz, entre otros.

#### Ferias y Fiestas

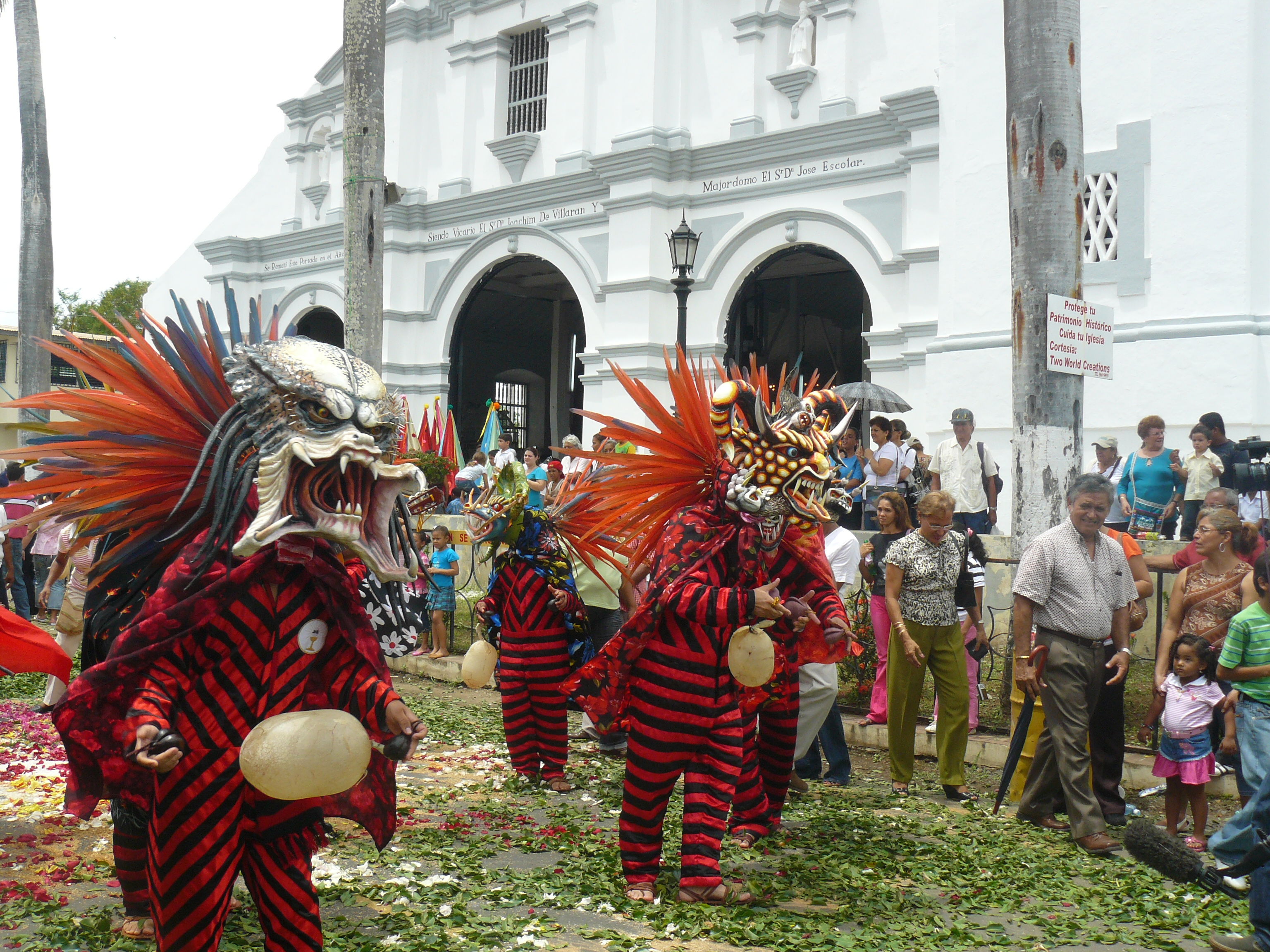
Diablicos sucios en la celebración del Corpus Christi en la Villa de Los Santos.

Arte y costumbre popular tienen un escenario de encuentro en las famosas ferias y festivales azuerenses. En Los Santos se celebran multitud de fiestas patronales, ferias de origen comercial y festividades de origen pagano con mayor o menor pervivencia del folclore tradicional. Las más frecuentes celebran festejos en torno a San Juan y San Miguel. En cuanto a ferias, entendidas como grandes mercados de productos celebrados periódicamente, destaca la Feria Internacional de Azuero en la Villa de Los Santos, Otras fiestas no menos importantes son el festival de la Mejorana en Guararé, el festival de la Pollera y la semana del Campesino.
Los festejos de índole religioso tienen una honda tradición azuerense y un gran fervor popular. Destacan la celebración de la Semana Santa, el Corpus Christi de La Villa de Los Santos y Santa Librada, patronales de Las Tablas, Santa Rosa de Lima en Llano de Piedras y Reyes en Macaracas.
Otros festejos de gran tradición y proyección son el carnaval de Las Tablas, y la celebración del primer grito de independencia de España, entre otros.
Carnaval
El carnaval es una celebración pública que tiene lugar inmediatamente antes de la Cuaresma cristiana, con fecha variable (entre febrero y marzo según el año), y que combina algunos elementos como disfraces, desfiles, y fiestas en la calle. Es una de las principales festividades de la provincia, siendo el más conocido el de la Las Tablas. Con una duración de cuatro días y cinco noches, el carnaval de Las Tablas es el más reconocido de Panamá y la población muestra todo su esplendor en los carros alegóricos y sus reinas.
El carnaval santeño se caracteriza por sus culecos, que consiste en mojar al público con agua desde carros cisternas ubicados a lo largo del recorrido del carnaval. Por lo general, cuenta con dos reinas del carnaval (calle arriba y calle abajo) que recorren, junto a la murga, las calles en carros alegóricos acompañadas de las tonadas de sus respectivas tunas.

#### Mitología y religión

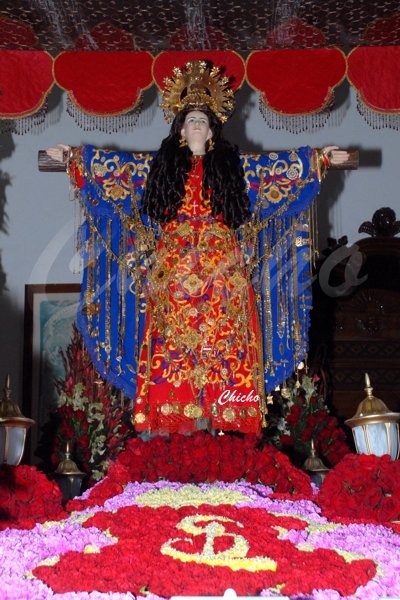
Santa Librada patrona de Las Tablas.

La religión más practicada en la provincia es la católica, al igual que en el resto de Panamá. La principal característica de la religiosidad popular es su tradicional devoción a la Virgen de Santa Librada, santa gallega que veneraban los primeros inmigrantes gallegos que fundaron Las Tablas. Otro aspecto fundamental son las procesiones de Semana Santa y la celebración del Corpus Christi.
El sur de Panamá es una zona rica en mitología. En toda la península de Azuero, desde Mariato hasta Herrera, pasando por Los Santos, existen ritos, historias y seres imaginarios e imposibles (o no).
En el caso de la mitología de Los Santos, esta hace de los bosques y montañas santeños; lugares mágicos en donde los mitos, creencias y leyendas han estado presentes como parte esencial de la cultura santeña, bien porque se han mantenido en el acervo popular mediante la tradición oral trasmitida de padre a hijos, bien porque se han recuperado a través de estudiosos que se han preocupado por mantener viva esta herencia cultural.
En su mitología y supersticiones, como en las de toda América Latina, podrían subsistir elementos de religiones y creencias no cristianas (europeas precristianas romanas y/o prerromanas o americanas indígenas) que habrían sido más o menos cristianizadas. Cabe destacar, al igual que en otros pueblos, la presencia de seres buenos como Señiles, animales fantásticos (el chivato, el carnero, el pollito de tierra, el perro prieto, etc.), seres feéricos, duendes (el duende blanco y el duende negro), personajes antropomórficos (brujas capaces de causar mal de ojo, la tepesa, el padre sin cabeza, el penitente, entre otros), etc.

#### Otras artes y costumbres
La pollera

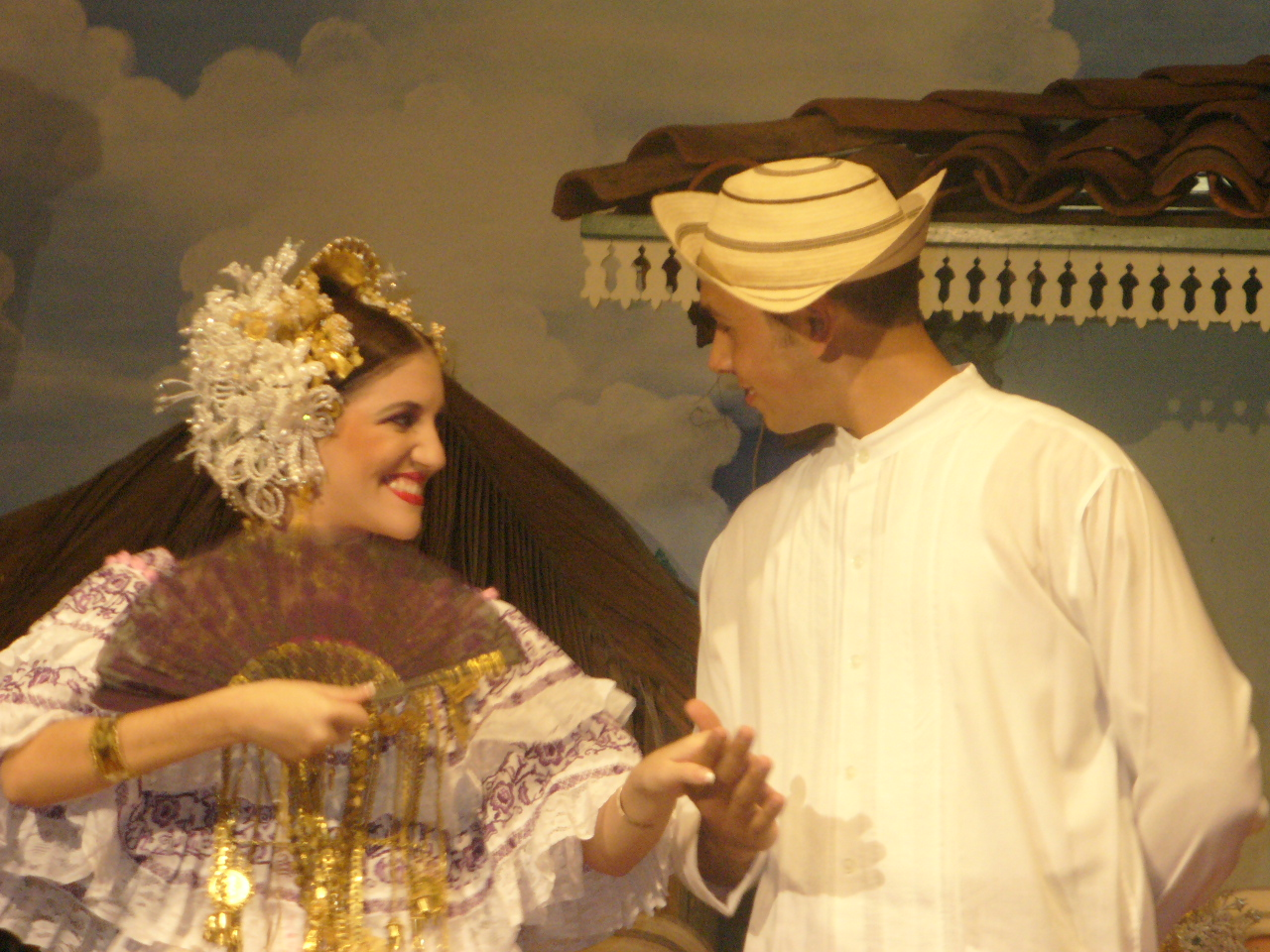
Vestido típico masculino.

En la vestimenta tradicional de Los Santos del siglo XVIII tuvo una gran influencia la cultura española. El vestido femenino tradicional de Los Santos tuvo sus orígenes en España, en el vestido de la española del siglo XVI a XVII. Si bien tiene influencias de diferentes regiones de España, con la llegada de inmigrantes castellanos a la península, se tuvo que adaptar al clima y a la posición geográfica de Azuero y posteriormente ha ido evolucionando desde la época de la colonización a nuestros días. El traje de la mujer cordobesa es el que más rasgos comparte con el traje azuerense, según un modelo existente en el museo del Pueblo Español en la ciudad de Barcelona.
La palabra pollera se define como el vestido de la cintura hacia abajo con muchos pliegues y vuelos. La vestimenta de la mujer española consistía en la pollera que era la falda, la enagua, falda interior y la basquiña. En azuero se denomina pollera al conjunto de camisa y pollerón. En Los Santos se utiliza la pollera montuna santeña y la de gala santeña. Esta última consta de una blusa blanca adornada con dos vuelos, el pollerón y las enaguas.
Por lo general la pollera suele ir acompañada de otros adornos. La cabeza está adornada con tembleques y peinetas de oro. Los tembleques son una fantasía de flores, insectos, etc.
Deben ser aproximadamente 12 pares.
- Prendas: Todas las prendas deben ser de oro. Entre ellas el peinetón de oro, dos pares de peinetas: Uno de balcón fijo y el otro de brillo Pajuela: Palmita de oro o guarnecido de perlas que se coloca entre el peinetón y las peinetas, aretes: Tangos, zarcillos, dormilonas y otras.
- Parches de oro:
  - - Cinta negra con medalla, cruz o moneda coronada o en su defecto una gargantilla de oro trabajada en filigranas y tomatillos con botones o monedas de oro (tapa hueso).
  - - Cadena Chata, el escapulario, la salomónica, la bruja, cola e pato, la solitaria, el cabestrillo, la abaniquera, la guachapalí, el rosario, media naranja y la cadena de dijes. No hay un número exacto de cadenas pero se sugiere no menos de siete.
  - - Pulsera de mosquetas, semanarias, de dijes, de balcón. Sortija de manito, de mosquetas, de corazón, de monte alto con piedra de color (agua marina).
  - - Prendedores o pasadores: Los más usados son el de flor de guate, de la cadena bruja, y el de tomatillos, de la cadena solitaria. Estos prendedores se utilizan para sujetar las cadenas y así no se enreden o pierdan.
  - - Botones de enaguas: Cuatro botones que se colocan a la cintura. Rosetas de perlas: Prendedor o broche de oro y perlas, se coloca en el pompón delantero.
- Zapatos: Se utilizan zapatos de pana, terciopelo, raso o satén. En cuanto a los últimos llevan una hebilla de oro adornado con cinta (mismo color del zapato) y encaje (blanco). Los zapatos pueden ser de cualquier color, siempre y cuando coincida con la cinta del pollerón, la lana y los pompones de la blusa.
- Rebozo o Estola: Con la pollera de Gala se utiliza una especie de estola, la cual está hecha de la misma tela que la pollera y con la misma labor. Es un rectángulo el cual termina en sus lados más pequeños en flecos largos hechos de la misma tela o un encaje tejido a gancho.

La confección de la Pollera, vestido hecho a mano, en diferentes versiones, así como también las cutarras y camisillas.

## Deportes
El juego de pelota es el deporte con mayor afición de la provincia. El principal estadio de la provincia es el Olmedo Solé y el nuevo Estadio Roberto Flaco Bala Hernández, ambos ubicados en Las Tablas.
La provincia logró ganar el último Campeonato Nacional de Béisbol Mayor en su versión LXVII, en el denominado clásico de Azuero ante la provincia de Herrera, con lo que ha ganado en 7 ocasiones dicho título.
También son populares, los campeonatos de lazo, coleo y otros deportes ecuestres. En la costa sur se practica el surf y en los núcleos urbanos la natación, balompié, baloncesto, tenis, ciclismo, entre otros.

## Santeños destacados

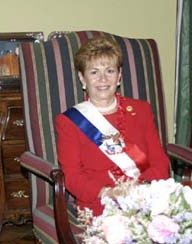
Mireya Moscoso, primera mujer presidente de Panamá

Los Santos ha sido cuna de destacados y notables personajes en los diferentes campos de las letras, artes, ciencias, etc. Muchos de ellos han jugado un papel decisivo, no solo en la historia y devenir de la región, sino también a nivel nacional e internacional. Estos son algunos de ellos:
- Religiosos: José Dimas Cedeño.
- Política: Belisario Porras (3 veces Presidente de la República), Nicanor Villalaz (Presidente), Alcibíades Arosemena Quinzada (Presidente), Dr. Sergio Gonzáles Ruíz (Presidente), Dr. Bernardino González Ruíz (Presidente), Manuel Solís Palma (Presidente), Mireya Moscoso (Primera mujer Presidente).
- Música: Lucy Jaén, Francisco Purio Ramírez, Eutimia González, Dania María Vergara, Dayra Moreno, Rogelio Gelo Córdoba, Fanor Cárdenas, "Papi" Brandao, Los Hermanos Huertas, "Chichi" Céspedes, Dorindo Cárdenas, Severito Batista Ulpiano Vergara, Manuel "Nenito" Vargas, Osvaldo Ayala, Eneida Cedeño, Clímaco Batista, Teresín Jaén, Roberto "Fito" Espino, Peregrina Frías, Ana Molina, Leonidas Moreno, Elita Delgado, Gilda Cárdenas, Iván Barrios, Edy Gutiérrez, "Tonito y Bebito" Vargas, Lili Samaniego, Avelino Montenegro, Pinzón Rodríguez.[137]
- Deportes: Roberto Hernández, Ramiro Mendoza, Randall Delgado.
- Ciencia y Tecnología: Sergio González Ruíz, Virginia Núñez (Instituto Pasteur - Francia).
- Otros: Rufina Alfaro, Francisco Céspedes.